# Loggia di Raffaello

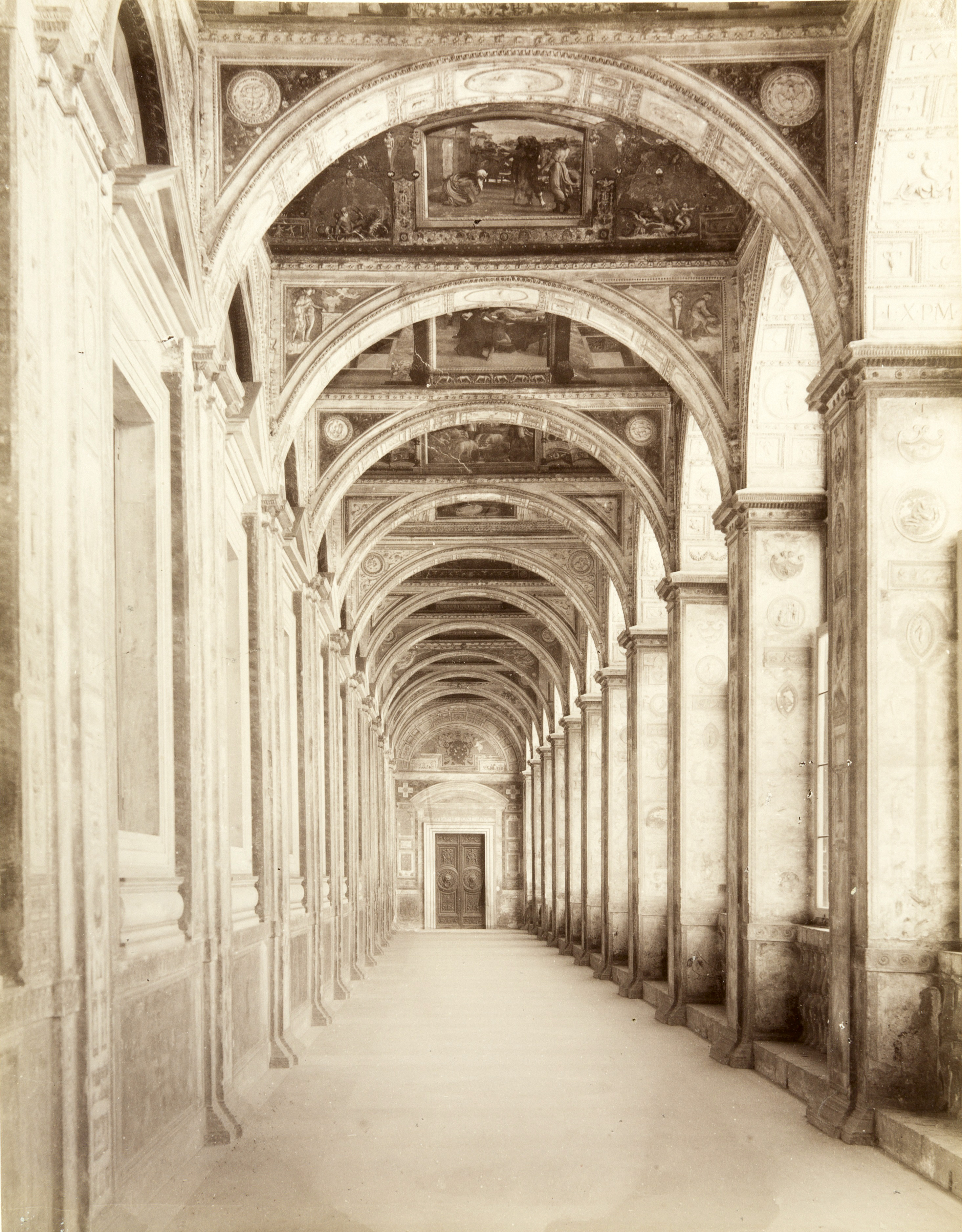
Loggia di Raffaello

La Loggia di Raffaello è un ambiente del secondo piano del Palazzo Apostolico, nella Città del Vaticano, confinante con le Stanze e facente parte del complesso delle Logge. È celebre per un ciclo di affreschi della scuola di Raffaello riproducenti decorazioni con storie bibliche e grottesche, databile tra la fine del 1517 o il 1518 e il 1519.
Una seconda loggia già affrescata da Raffaello e aiuti è la cosiddetta Prima Loggia, al piano nobile (completamente ridipinta da Alessandro Mantovani nella seconda metà dell'Ottocento);  una terza è la Loggetta del cardinal Bibbiena, al terzo piano. Le tre logge, affacciate sul Cortile di San Damaso, formano il complesso delle Logge di Raffaello o Logge Vaticane.

## Storia

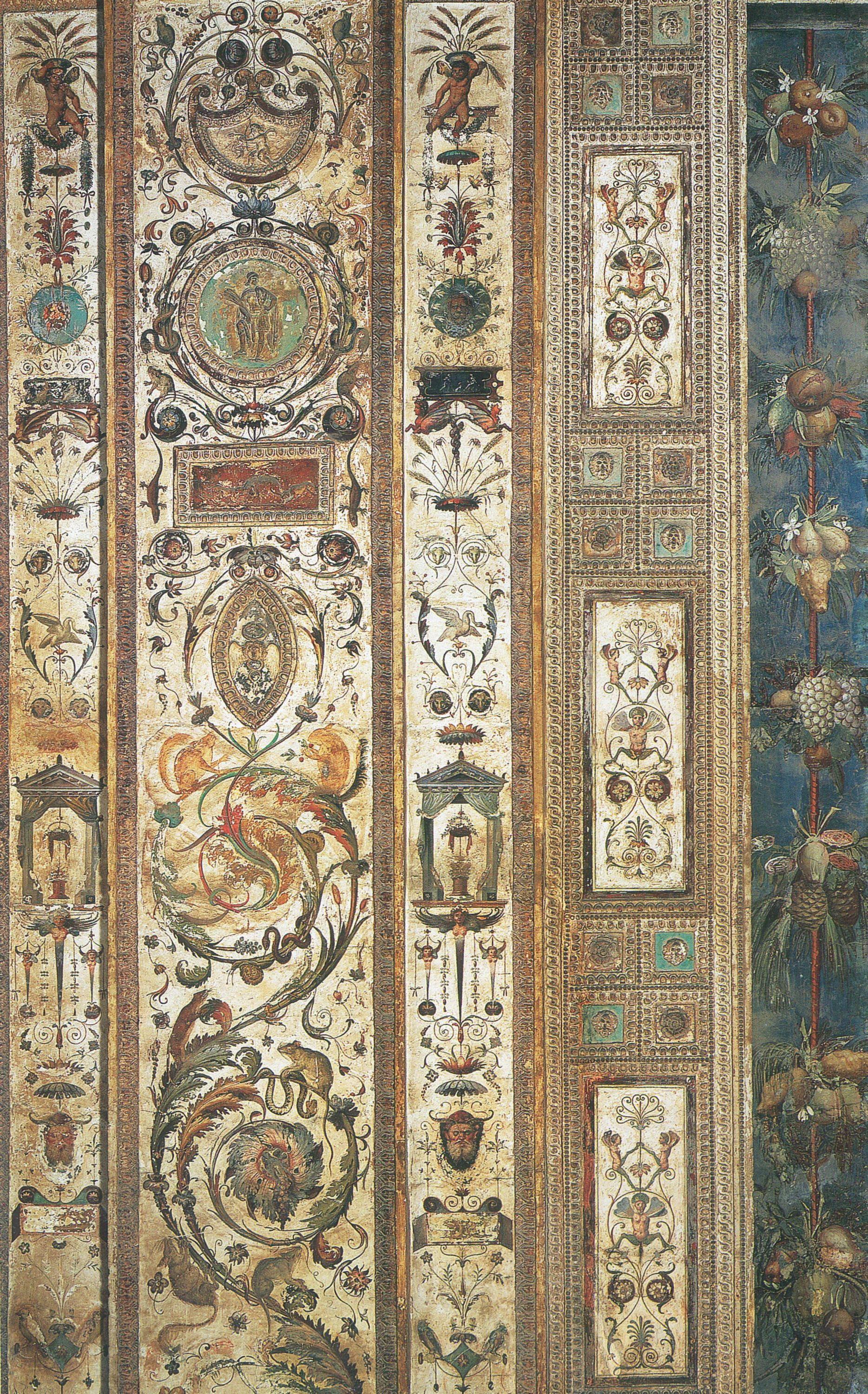
Grottesche

La facciata del palazzo di Niccolò III sul Cortile di san Damaso venne sistemata da Bramante sotto Giulio II e continuata, dal punto di vista della sovrintendenza ai lavori architettonici, da Raffaello stesso al tempo di Leone X. Il papa mediceo poi, confermando il favore verso Raffaello e i suoi allievi, affidò loro anche la decorazione a stucco e affresco che doveva ispirarsi alla Domus Aurea, di cui era stato già dato uno straordinario saggio di rievocazione archeologica nella Stufetta del cardinal Bibbiena (1516), al terzo piano del Palazzo.
Raffaello dovette limitarsi a ideare la decorazione in generale, sovrintendere ai lavori e fornire, non sempre, i disegni per le "storiette". Vasari elencò tra i partecipanti all'impresa Giovanni da Udine, capo-decoratore, Giulio Romano, Giovan Francesco Penni, Tommaso Vincidor da Bologna, Vincenzo Tamagni, Perin del Vaga, Pellegrino da Modena, Polidoro da Caravaggio "e molti altri pittori".
A Giovanni da Udine e Perin del Vaga sono concordemente riferite quasi tutte le grottesche; il primo dovette occuparsi anche degli stucchi, che secondo Vasari condusse con la tecnica del "vero stucco antico", da lui "riscoperta", che prevedeva l'uso di polvere "del più bianco marmo che si trovasse" con "calcina di travertino bianco".
Per quanto riguarda la datazione della decorazione, appare improbabile come data di avvio dei lavori il 1513, che si legge sotto una Vittoria in stucco a sinistra della finestra nella dodicesima arcata: si tratta piuttosto di un ricordo dell'anno di elezione di Leone X. La decorazione dovette aver inizio tra la fine del 1517 e il 1518 ed essere conclusa a tempo di record nei primi mesi del 1519: l'11 giugno è infatti registrato un ordine di pagamento a favore di "garzoni che hanno dipinto la Loggia"; inoltre due lettere in quell'anno, una di Marcantonio Michiel a un corrispondente veneziano (4 maggio) e una di Baldassare Castiglione a Isabella Gonzaga (16 giugno), annunciano il compimento dei lavori.
La tipologia aperta della Loggia fece soffrire gli affreschi per effetto delle intemperie, finché nella seconda metà dell'Ottocento non si decise di chiuderla con vetrate. Numerosi sono i restauri che si susseguirono nei secoli, che compromisero ulteriormente la freschezza dell'originale, visibile tra l'altro nei pilastri dell'arco di fondo, dove nel 1952 vennero riscoperte delle grottesche originali protette da una parete di chiusura fatta costruire al tempo di Paolo III, appena venti-trent'anni dopo il compimento.
Secondo Antonio Paolucci, storico dell'arte e direttore dei Musei Vaticani, «Raffaello è senza dubbio il più grande pittore del secondo millennio, e la Loggia è la sua più importante eredità».

Della loggia esiste una riproduzione fedele nel Palazzo d'Inverno del Museo dell'Ermitage a San Pietroburgo voluto dalla zarina Caterina II di Russia.

## Descrizione e stile
La Loggia corre lungo lungo tutto il lato est, per una lunghezza di circa 65 metri, ed è larga circa quattro. È divisa in tredici piccole campate coperte da volta a padiglione.

### I pilastri e le pareti
Tutti i pilastri e le pareti del lato chiuso hanno una decorazione a stucco e affresco con grottesche, con figure legate soprattutto a temi mitologici; alcune riproducono invece opere d'arte famose, come il Torso del Belvedere, il San Giorgio di Donatello e il Giona del Lorenzetto nella Cappella Chigi, forse scolpito su disegno dallo stesso Raffaello; altre ancora sono legate ad avvenimenti contemporanei del papa e della sua corte: Leone X che impartisce la benedizione a un prelato sotto le Logge, l'Elefante Annone, ecc.
In basso corre uno zoccolo dipinto a monocromo, che riprende temi biblici, che secondo Vasari sono da riferire tutti a Perin del Vaga.

### Le volte
Sotto ciascuna volta si trovano quattro "storie" a fresco contornate da cornici a stucco di forma varia (esagonale, rettangolare o centinate), mentre agli angoli si trovano grottesche o decorazioni architettoniche; al centro delle volte si trovano stemmi: in quella centrale l'emblema di papa Leone X con le chiavi di san Pietro, in tutte le altre vittorie o genietti col gioco, dall'insegna personale di Giovanni de' Medici prima di divenire papa.
Le prime dodici volticelle hanno storie del Vecchio Testamento, l'ultima del Nuovo: la ricchezza di scene ha fatto chiamare il complesso anche la "Bibbia di Raffaello".

#### Prima volta

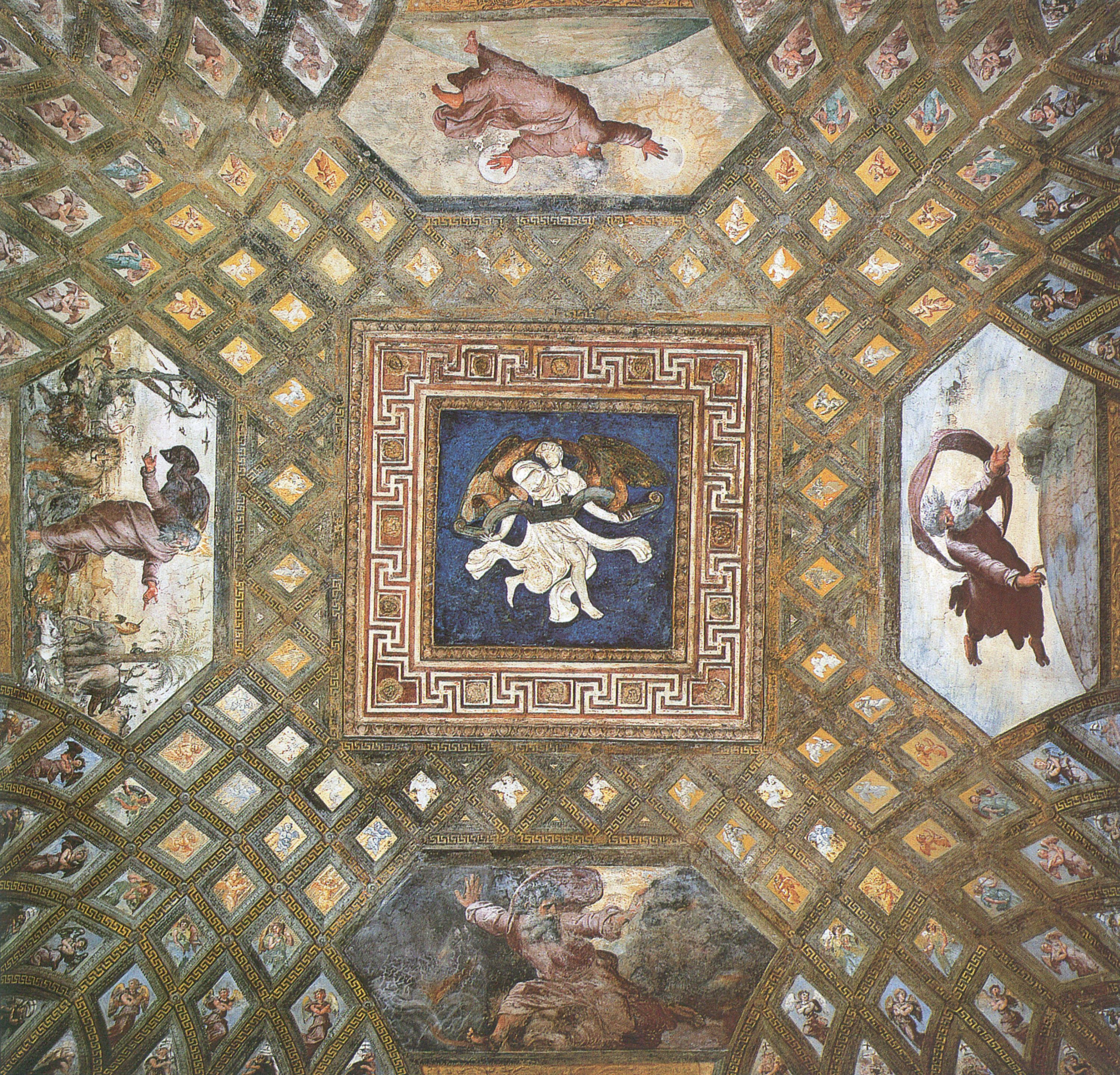
Insieme della prima volta

La prima volticella è decorata con quattro Storie della Genesi entro cornici esagonali: Creazione della luce, Separazione dalla terra dalle acque, Creazione del sole e della luna e Creazione degli animali. Il reticolato con figure di angioletti è attribuito da Fischer alla mano di Raffaello, mentre le Storie sono generalmente riferite al Penni su disegno di Giulio Romano, anche se si sono fatti i nomi di Giovanni da Udine per gli animali (tra cui compaiono un elefante e un rinoceronte, esotici doni dei sultani mediorientali alle corti italiane) e di Polidoro da Caravaggio per i paesaggi. Gamba assegna la scena della Separazione dalla terra dalle acque a Raffaello, che avrebbe voluto fissare il "la" per tutta la decorazione.
Evidenti, in queste scene, sono i riferimenti alle Storie della Genesi di Michelangelo.

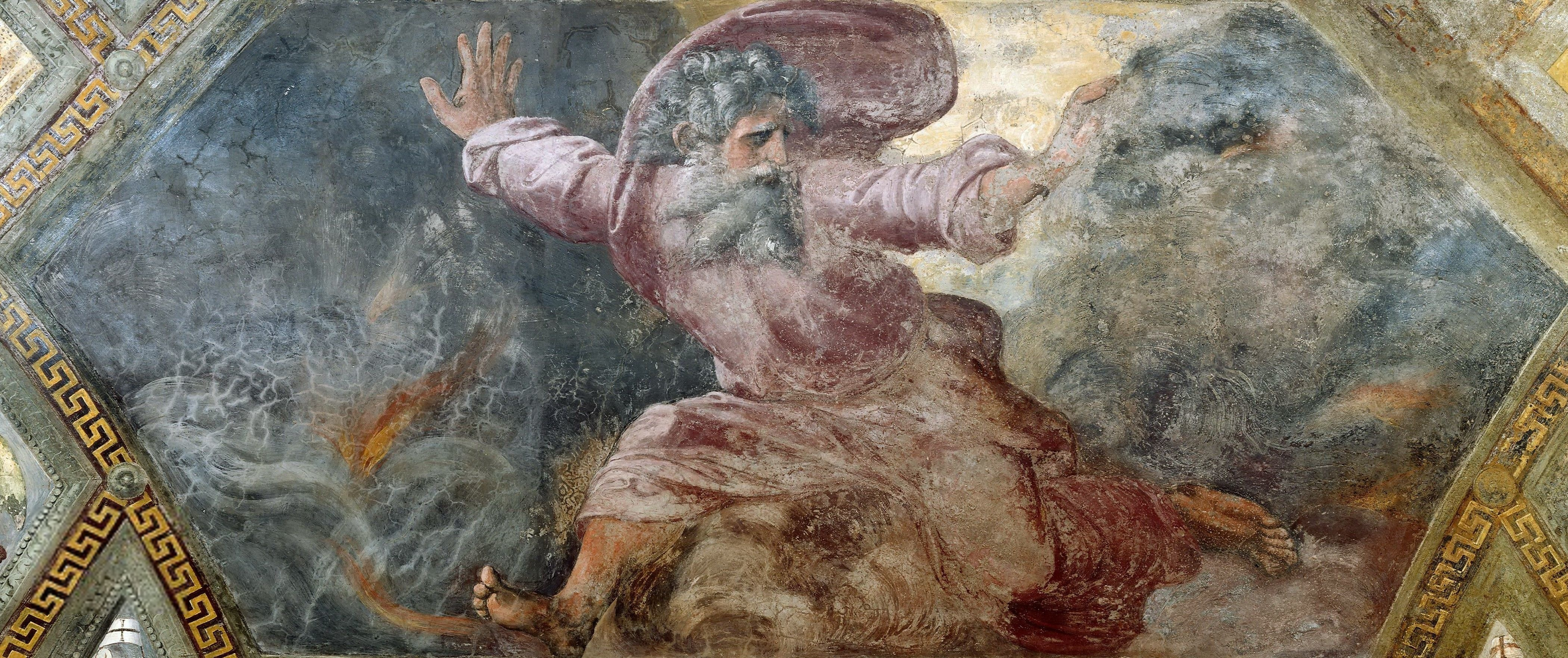
Creazione della luce
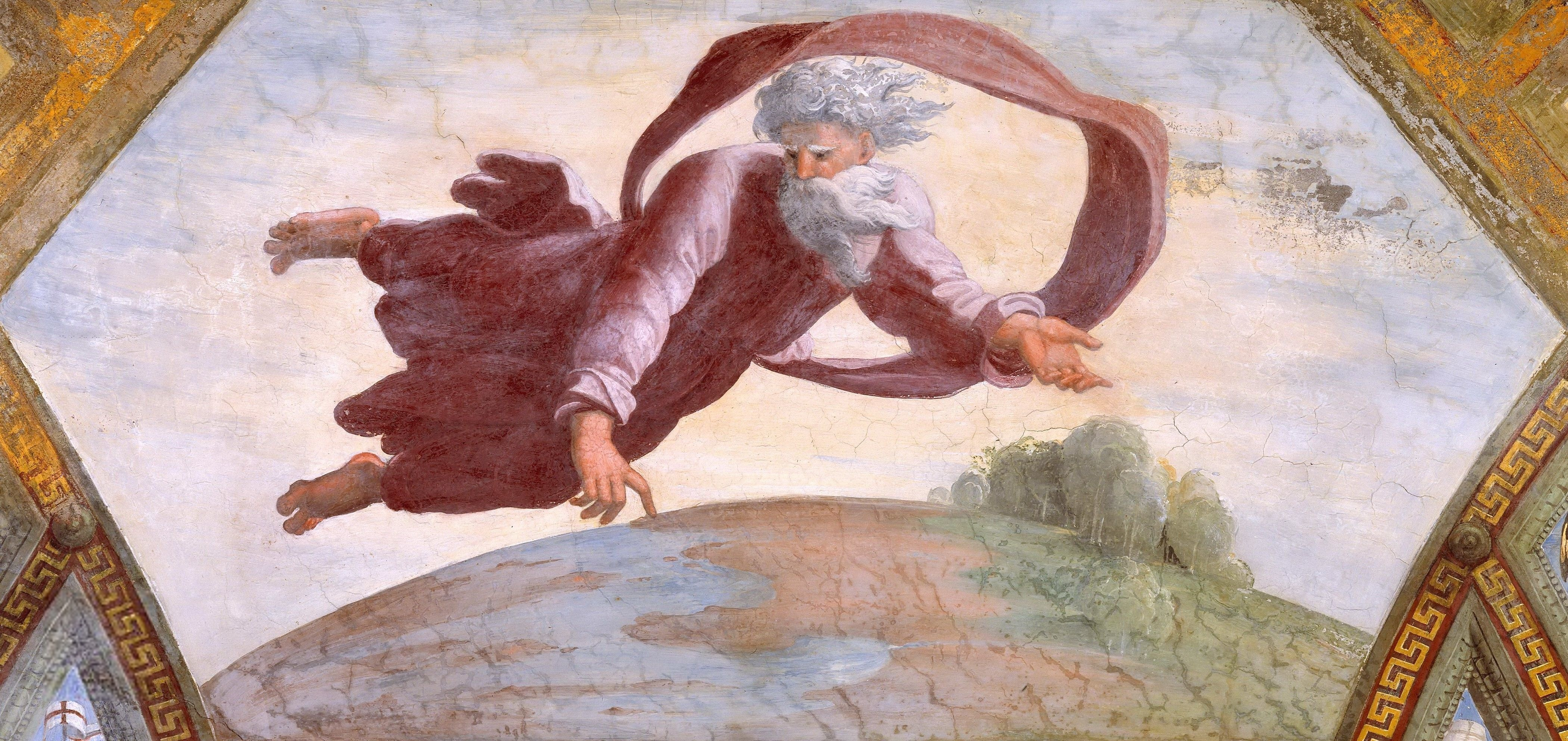
Separazione dalla terra dalle acque
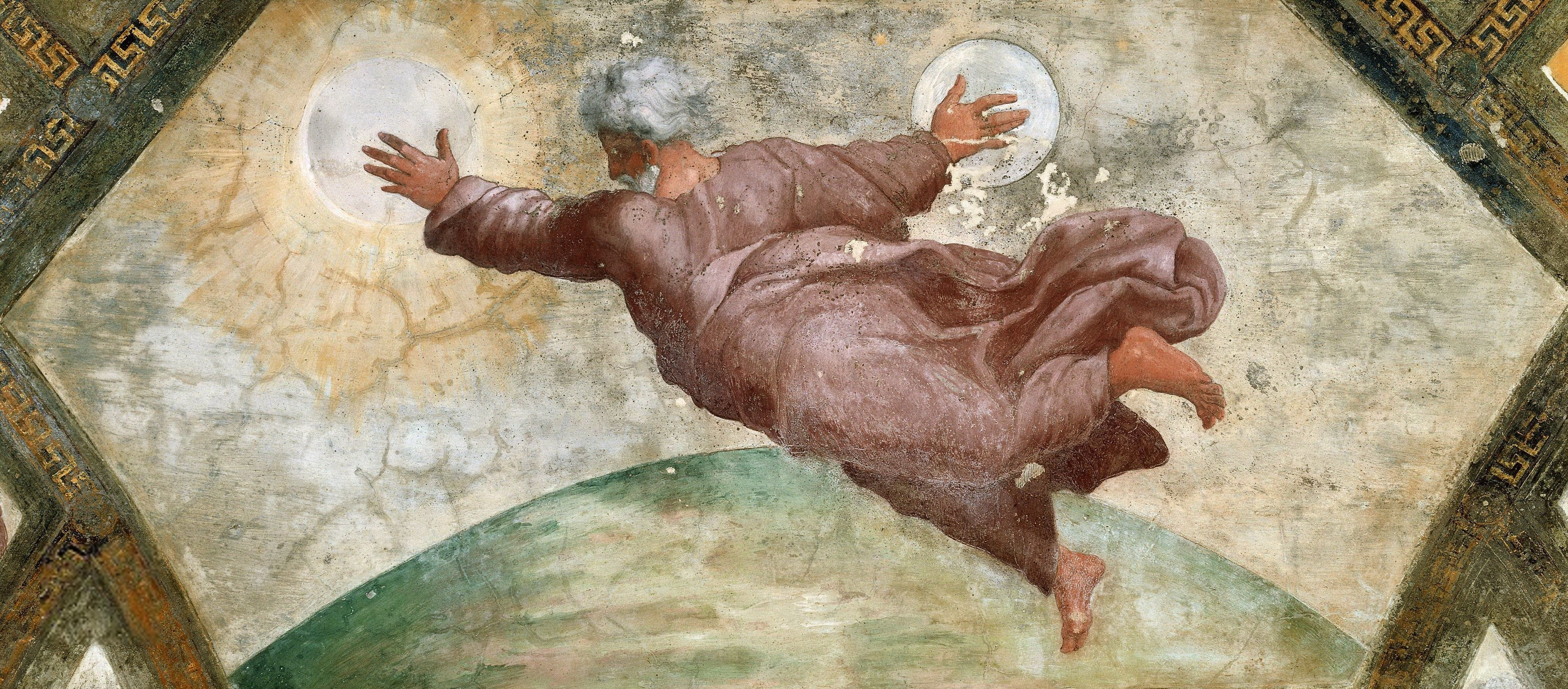
Creazione del sole e della luna
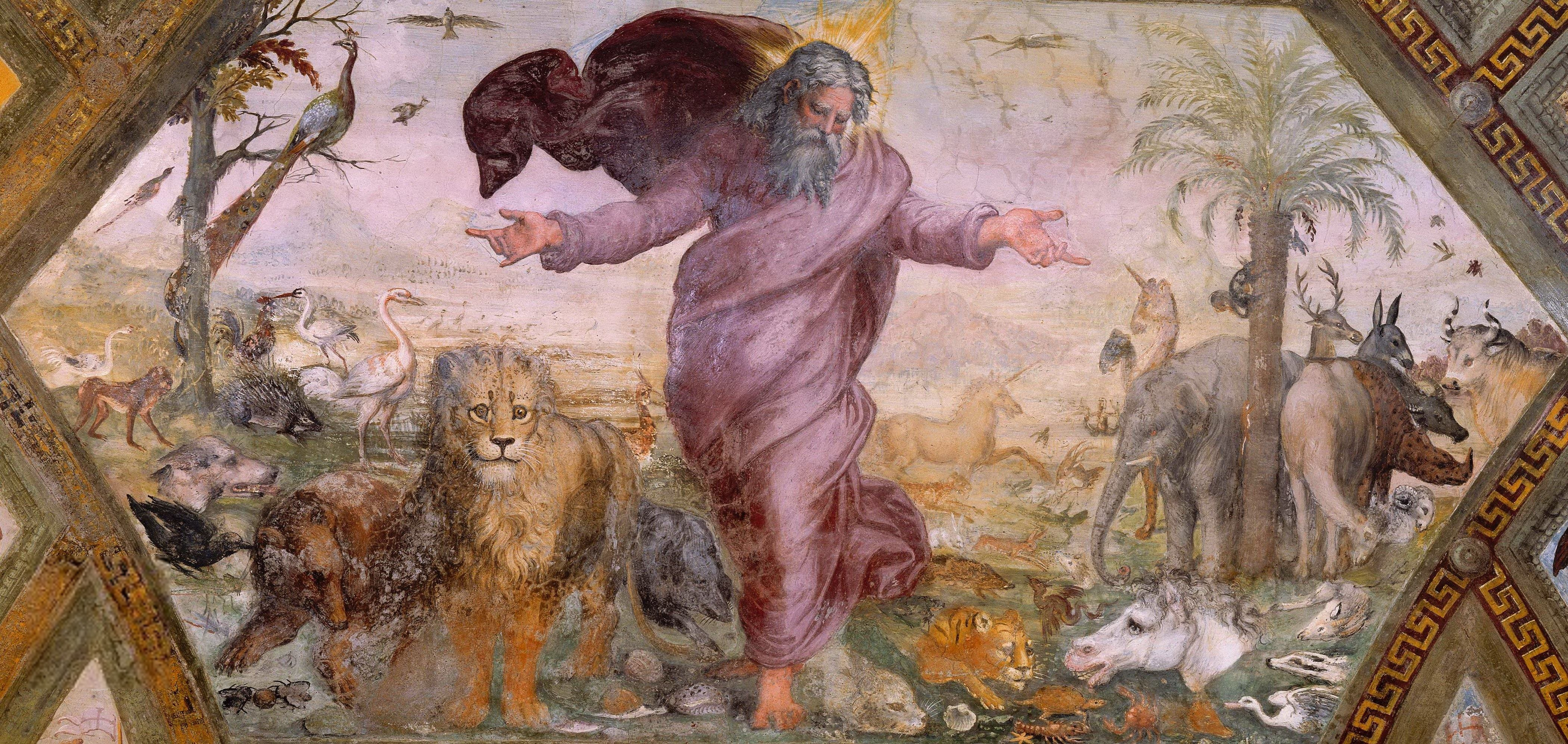
Creazione degli animali

#### Seconda volta
La seconda volta presenta le Storie di Adamo ed Eva di forma rettangolare: Creazione di Eva, Peccato originale, Cacciata dal Paradiso terrestre e Lavoro dei progenitori (molto danneggiata). La tendenza prevalente è di riferirle al Penni coadiuvato da Giulio Romano. Anche in questo caso sono evidenti i debiti michelangioleschi, mentre la scena della Cacciata appare modellata piuttosto fedelmente dalla scena analoga di Masaccio nella Cappella Brancacci.
Il monocromo sul basamento è andato perduto, ma dalle riproduzioni eseguite dal Bartoli si evince che vi erano rappresentati Caino e Abele inginocchiati davanti agli altari, l'Eterno che si rivolge ad Abele e Caino che uccide Abele.

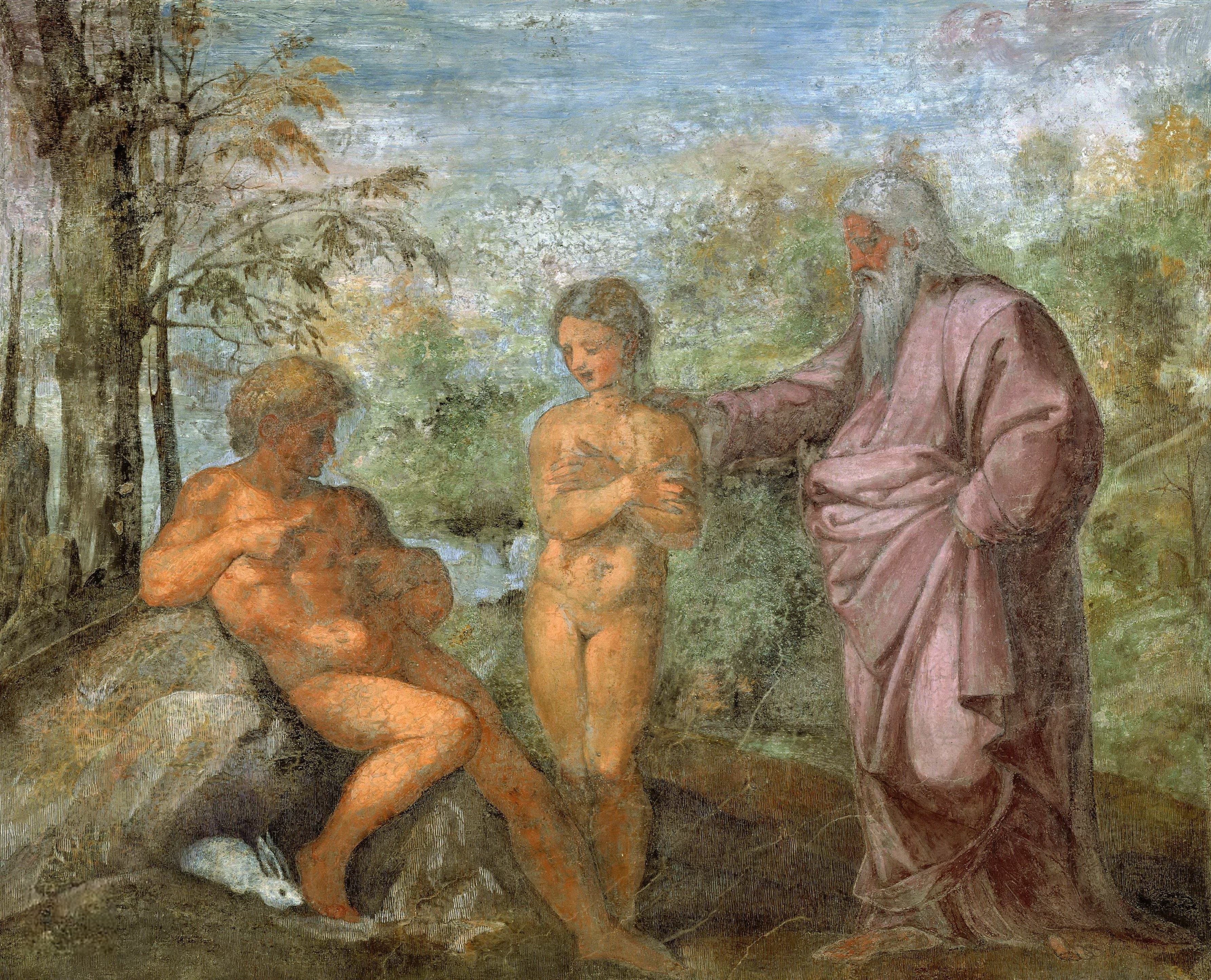
Creazione di Eva
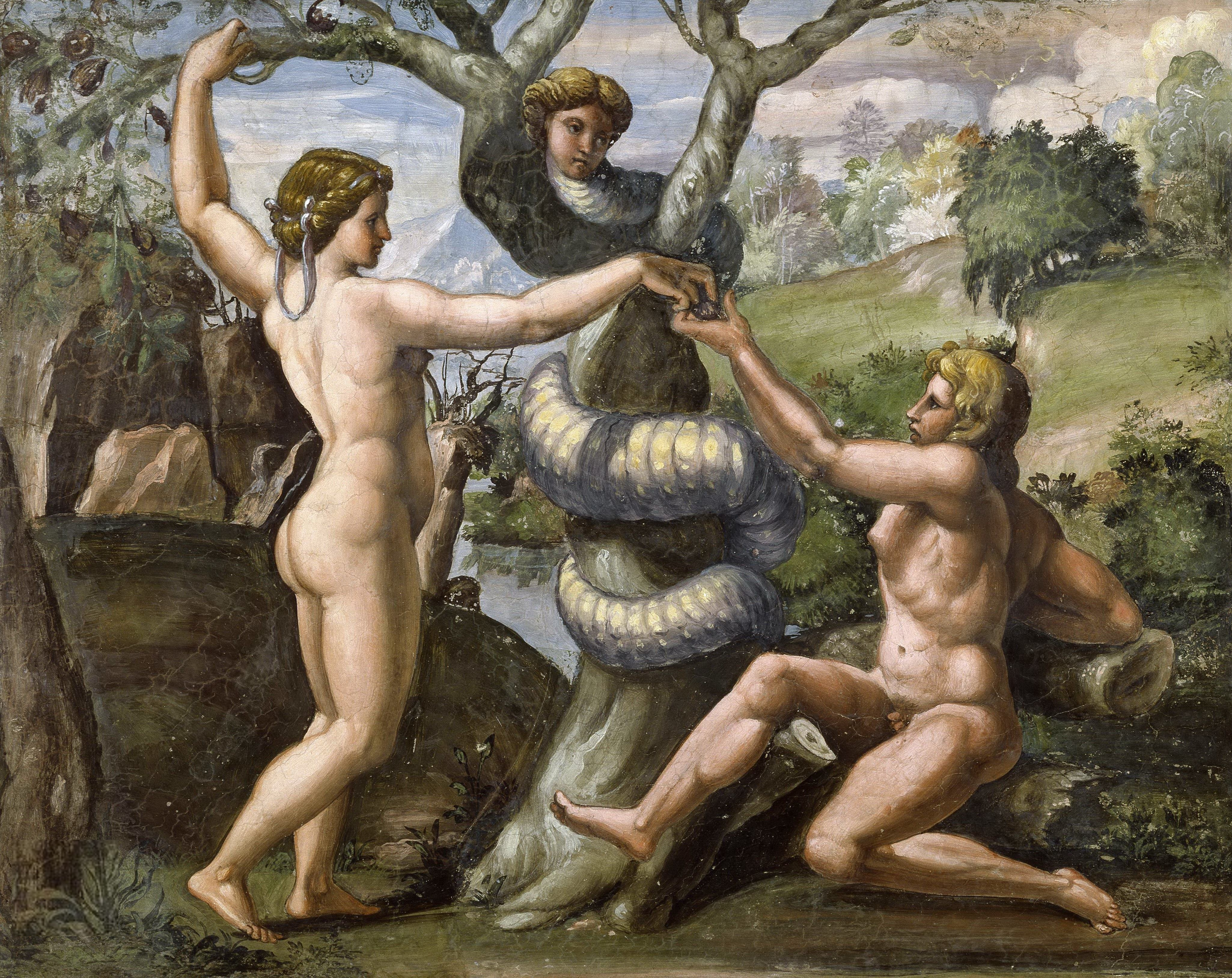
Peccato originale
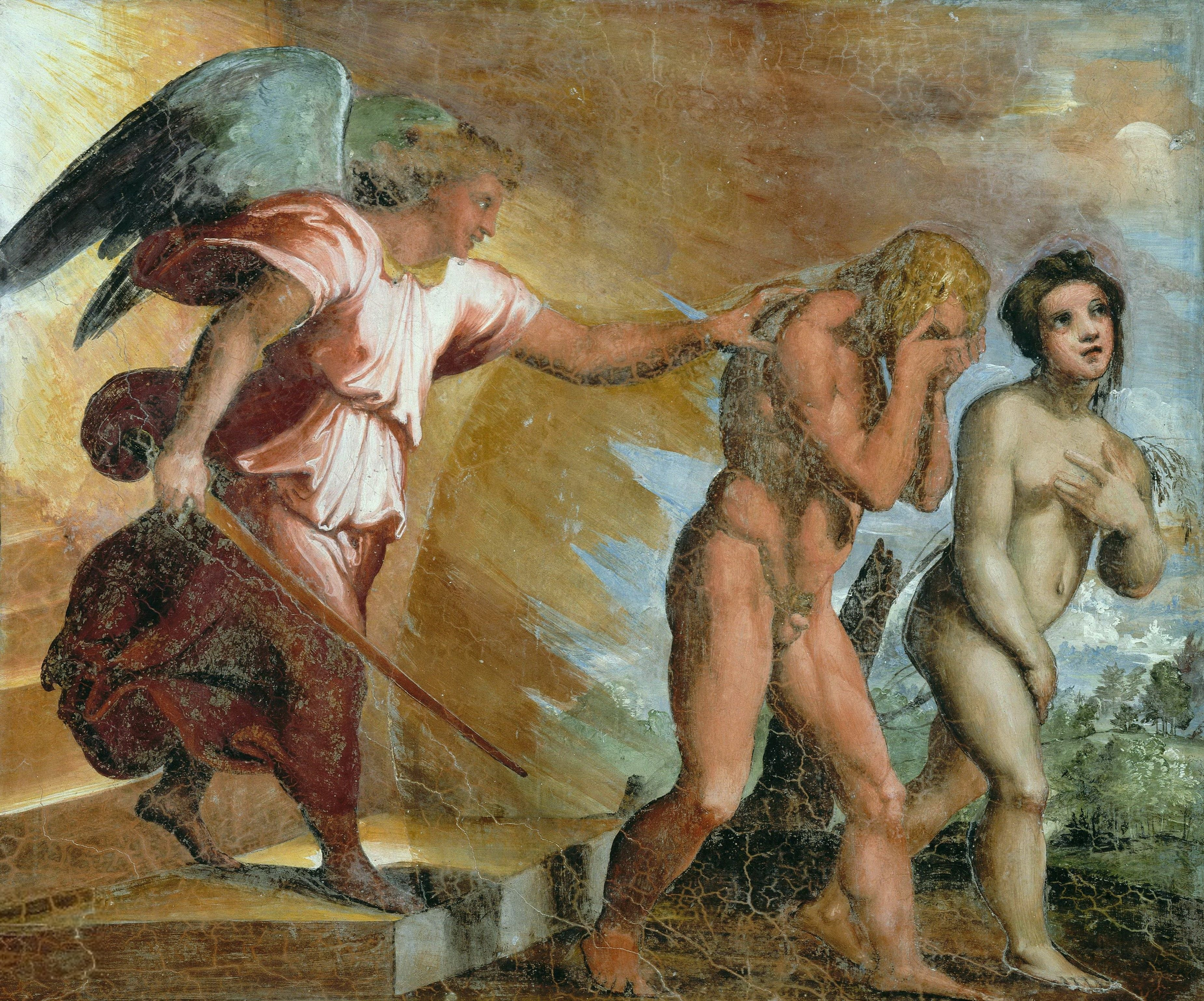
Cacciata dal Paradiso terrestre
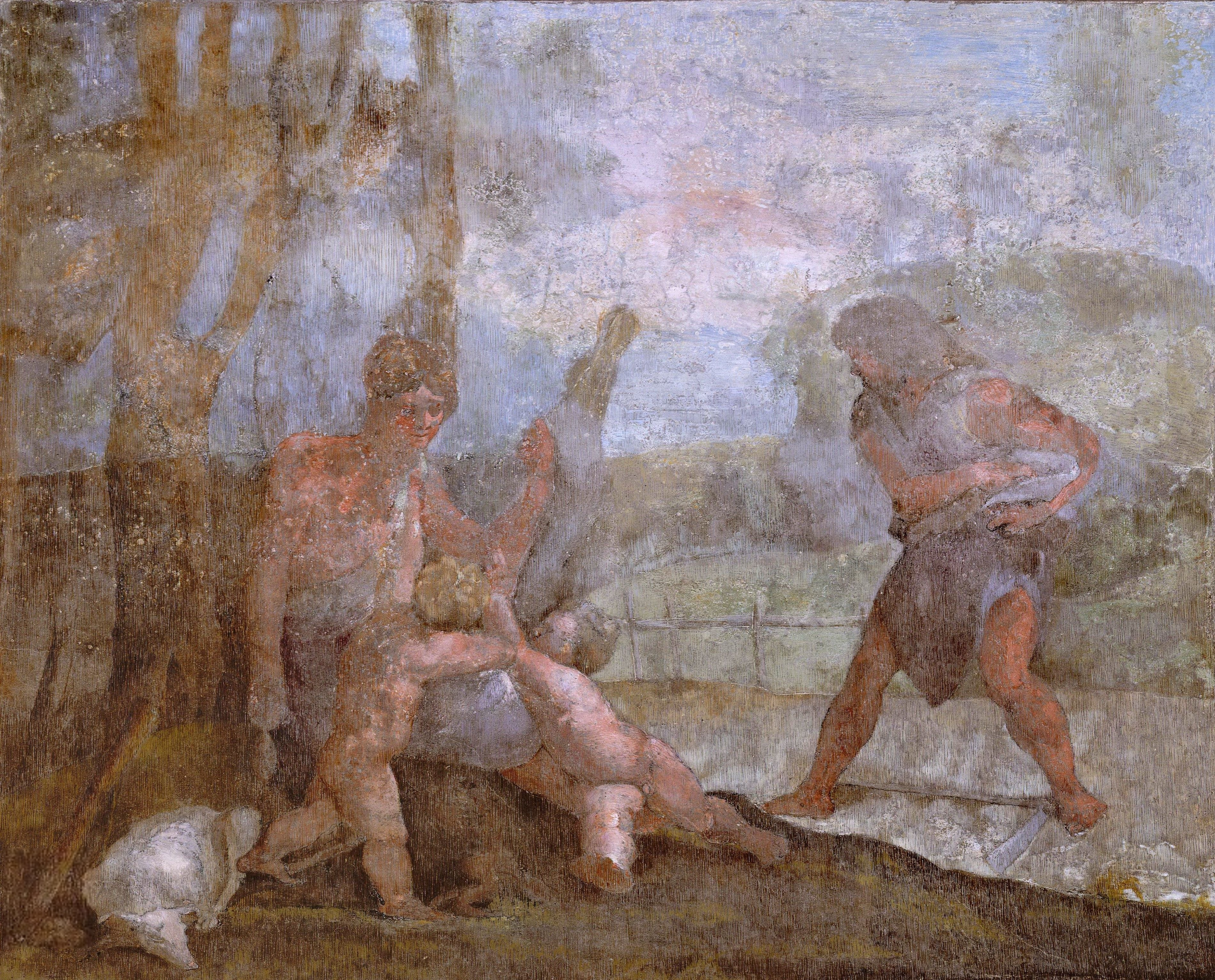
Lavoro dei progenitori

#### Terza volta

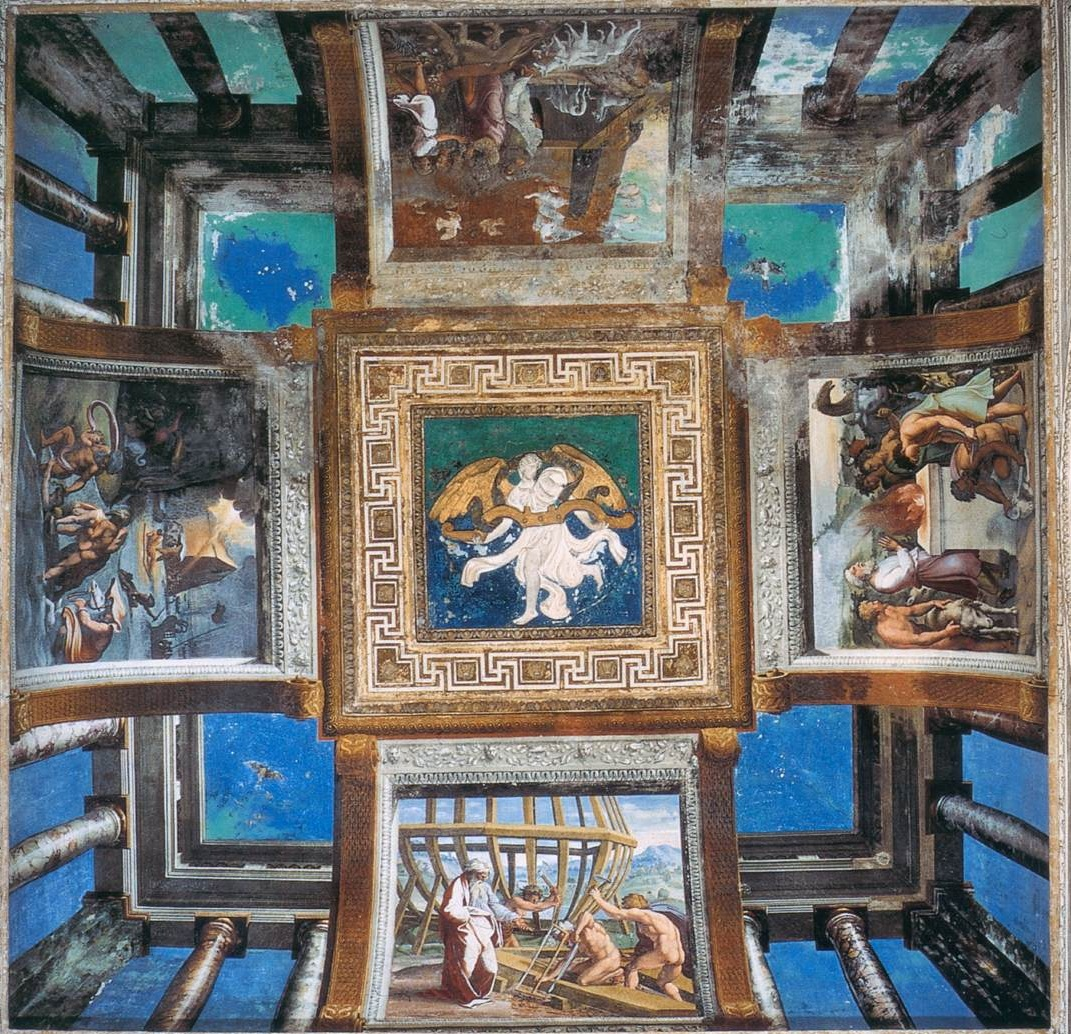
Insieme della terza volta

La terza volta mostra le Storie di Noé di forma rettangolare: Costruzione dell'arca, Diluvio universale, Uscita dall'arca (molto danneggiato) e Sacrificio di Noè. Anche queste scene sono attribuite prevalentemente al Penni, con un possibile intervento più consistente di Giulio Romano nel Diluvio.
Nello zoccolo si vede l'Arcobaleno dopo il Diluvio.

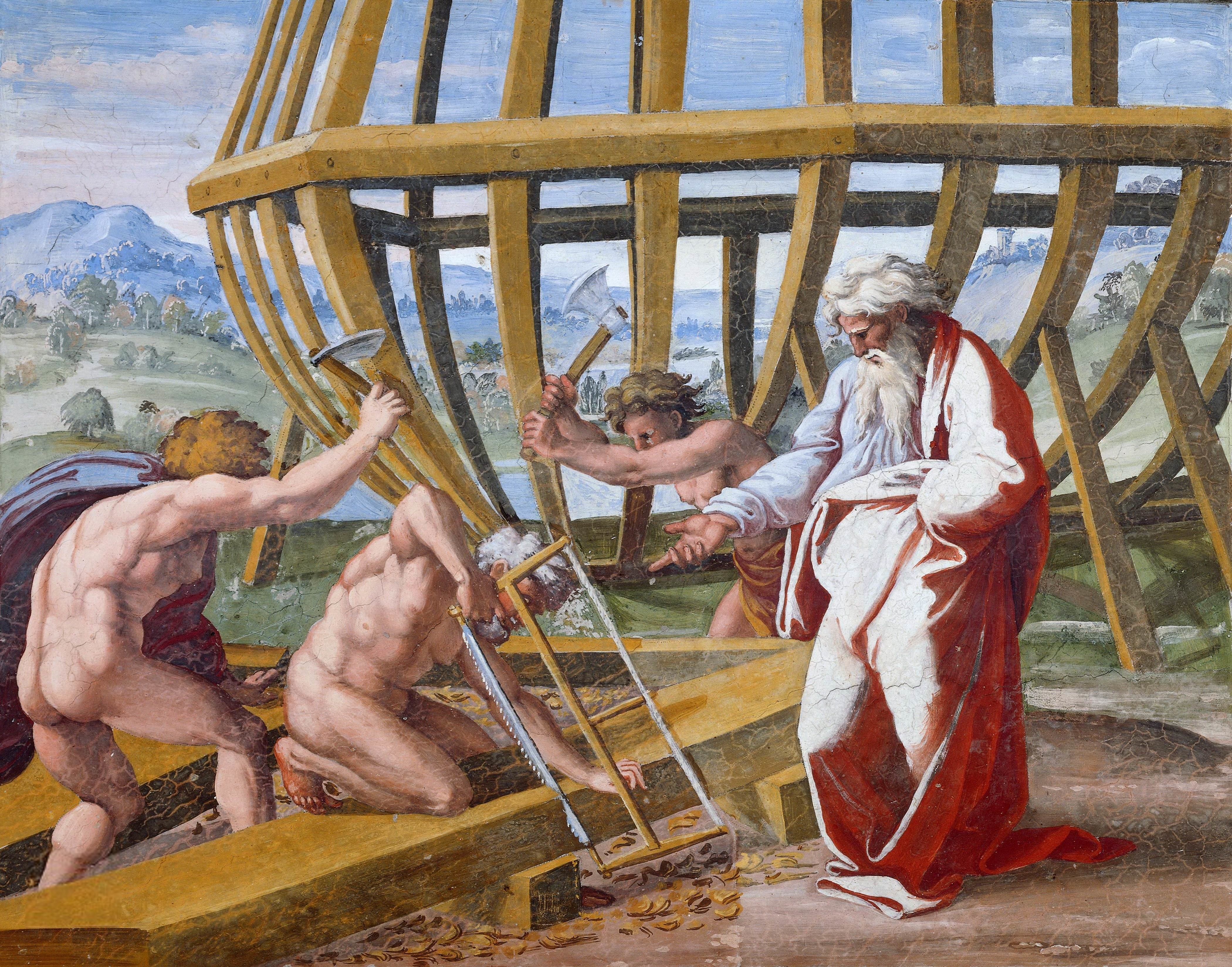
Costruzione dell'arca
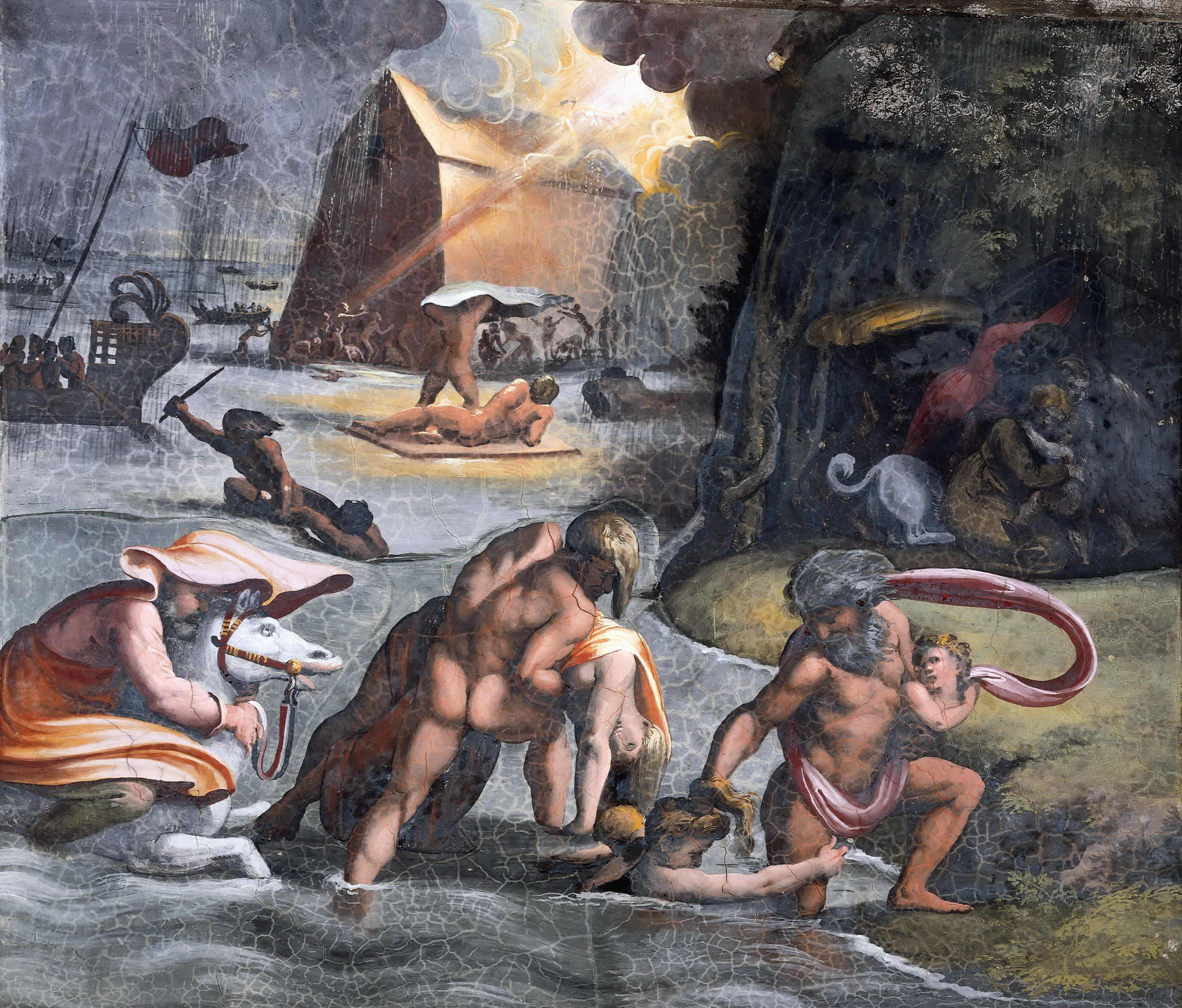
Diluvio universale
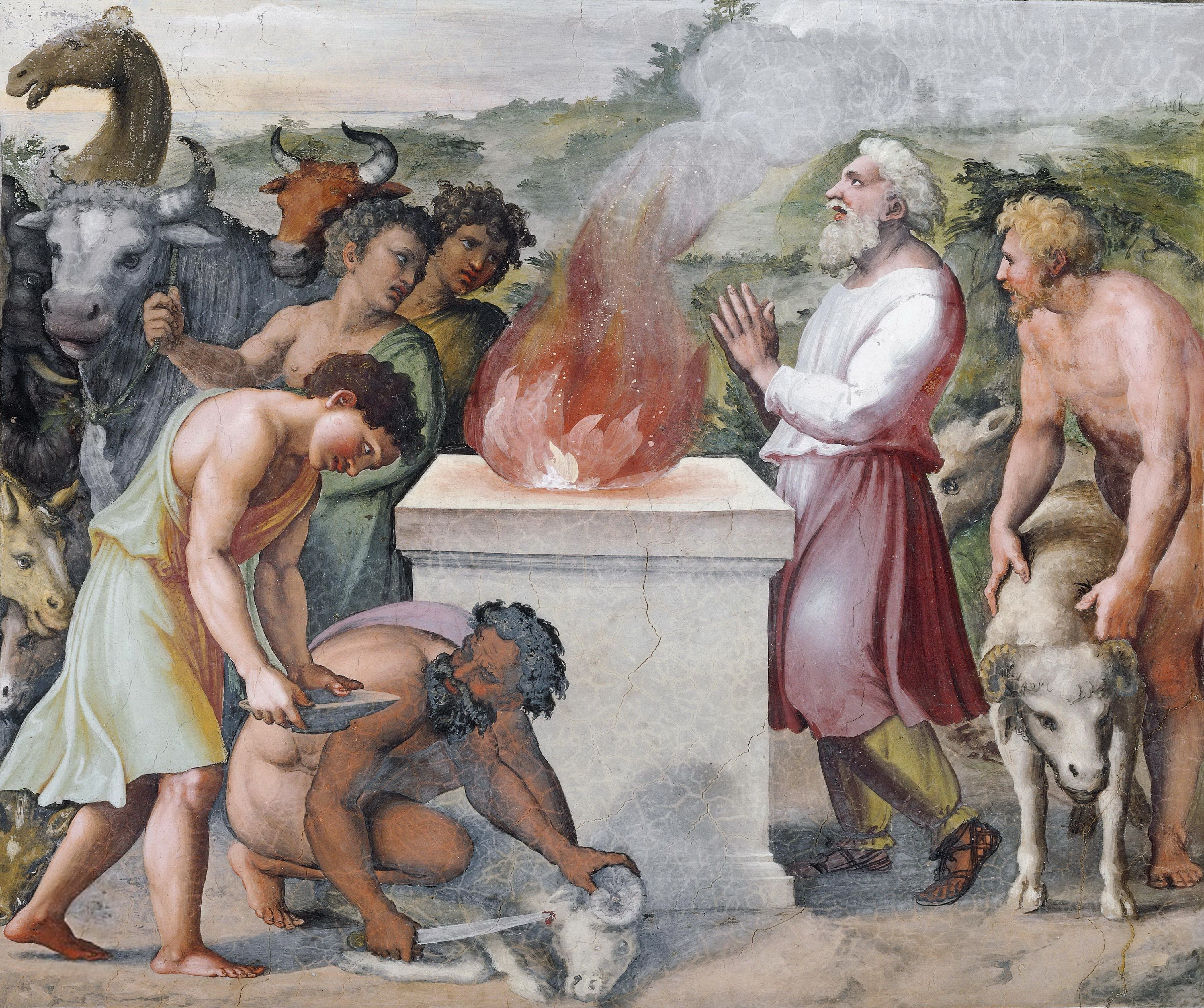
Sacrificio di Noè
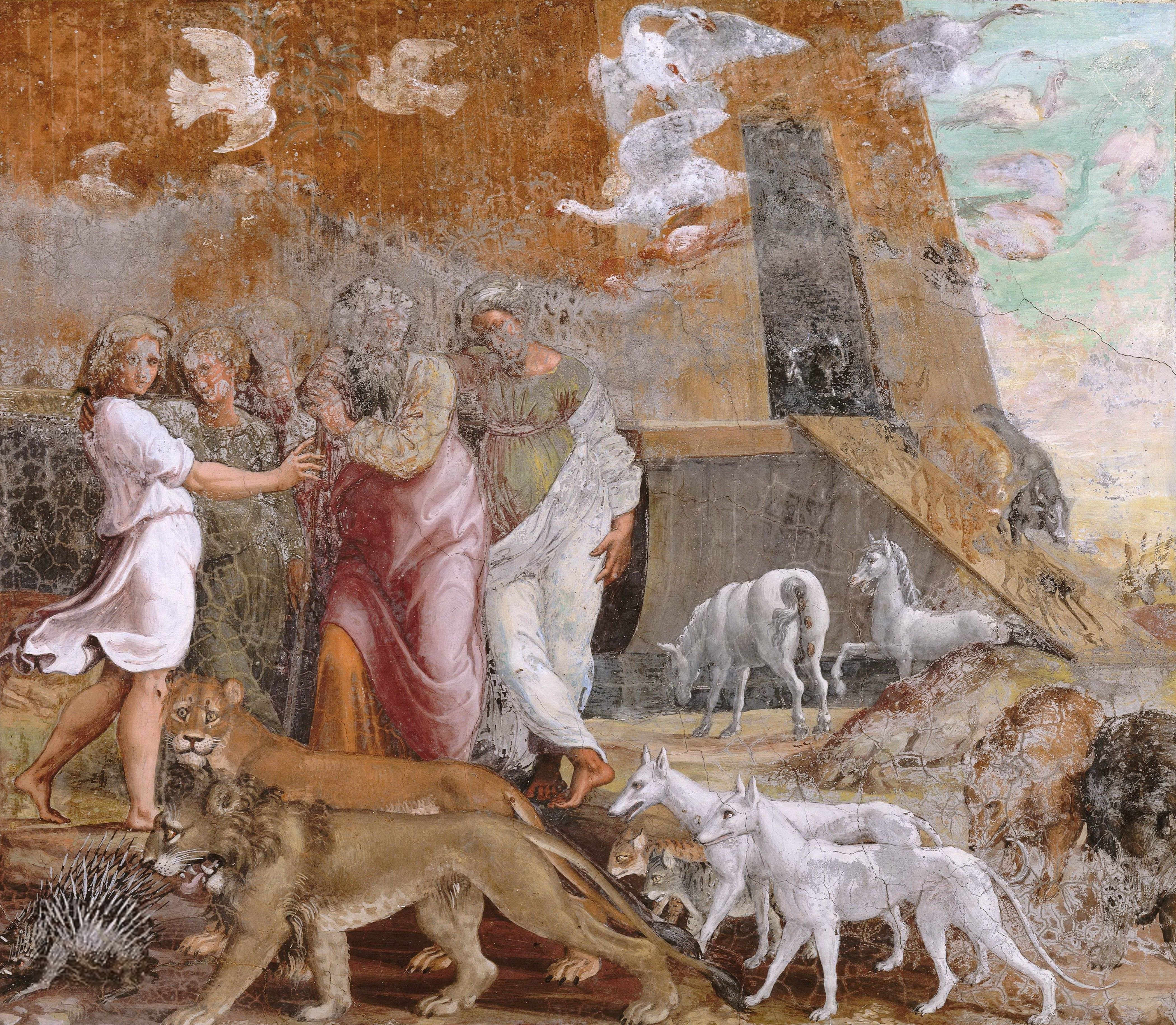
Uscita dall'arca

#### Quarta volta
La quarta volticella contiene le Storie di Abramo e Loth, di forma centinata, variamente attribuite a Giovan Francesco Penni, Giulio Romano o Perin del Vaga. Le storie sono: Abramo e Melchisedech, la Promessa di Dio, l'Incontro con gli angeli e la Fuga da Sodoma.
Nel basamento si trova il Sacrificio di Isacco a monocromo, che Cavalcaselle riferì a un'idea di Raffaello stesso.

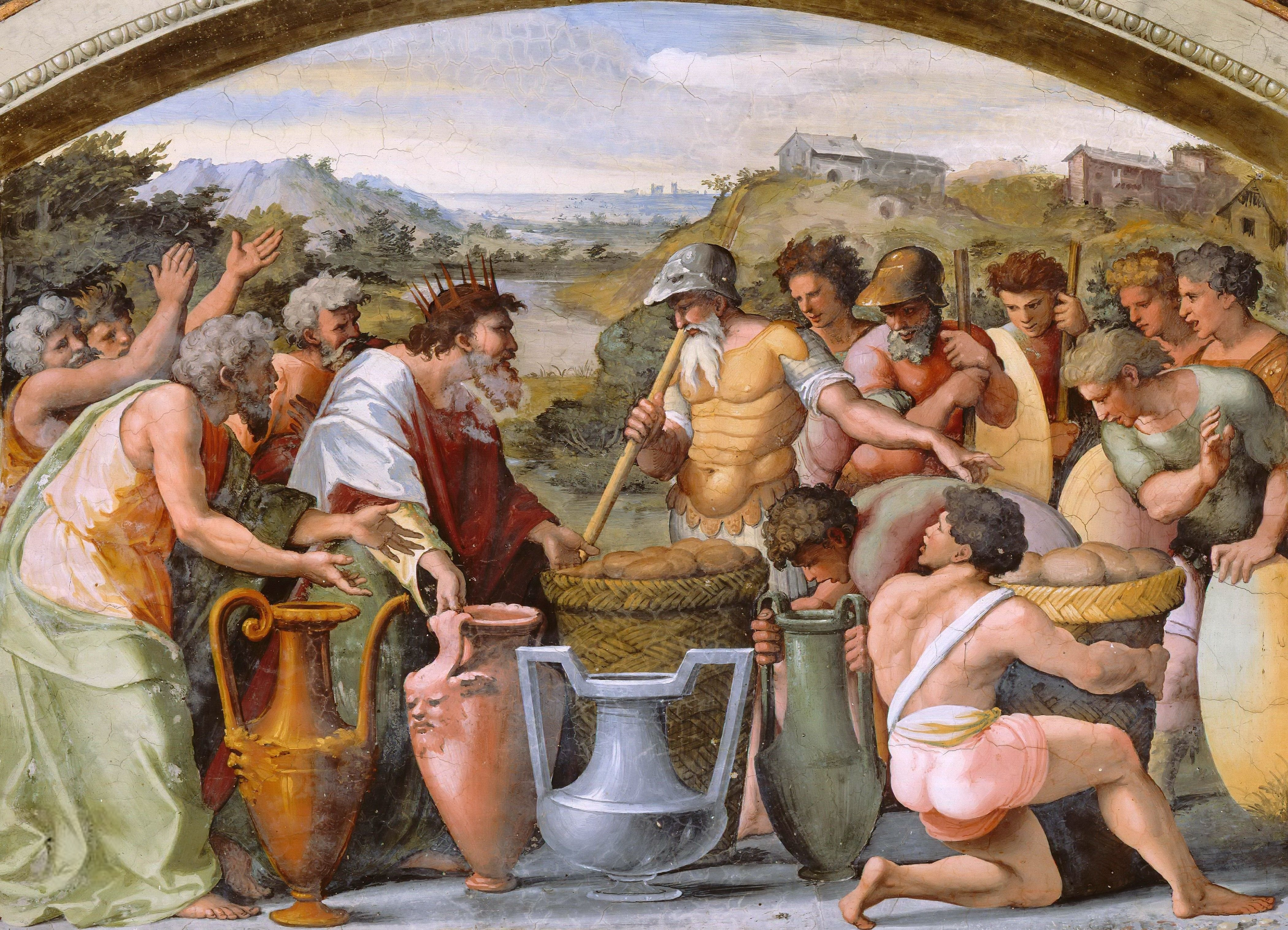
Abramo e Melchisedech
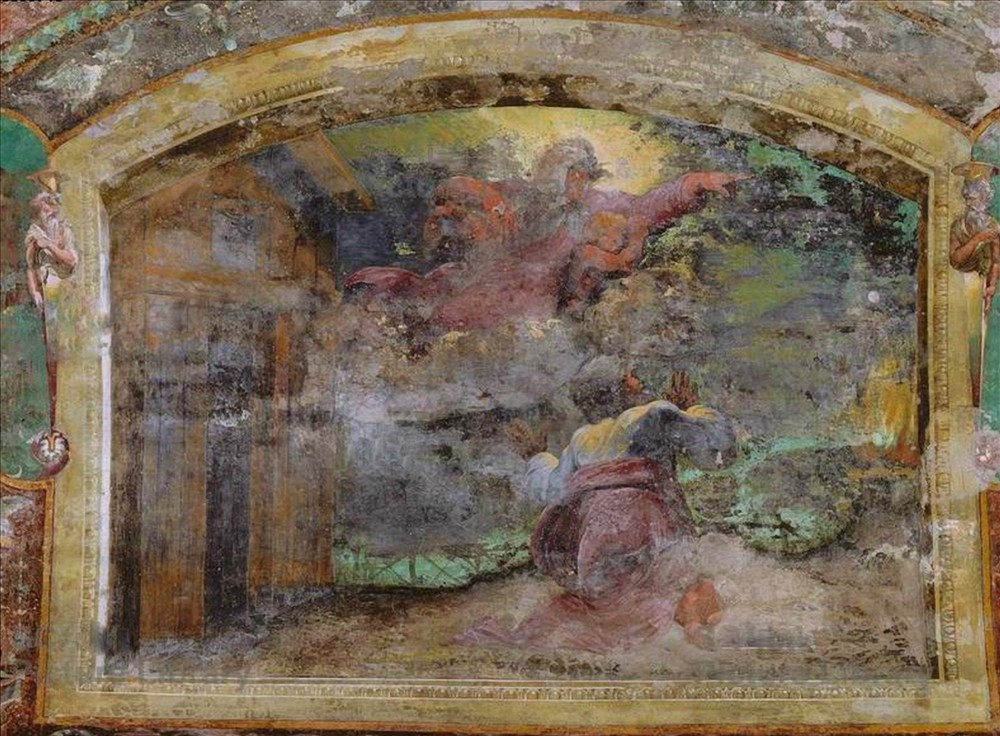
Promessa di Dio
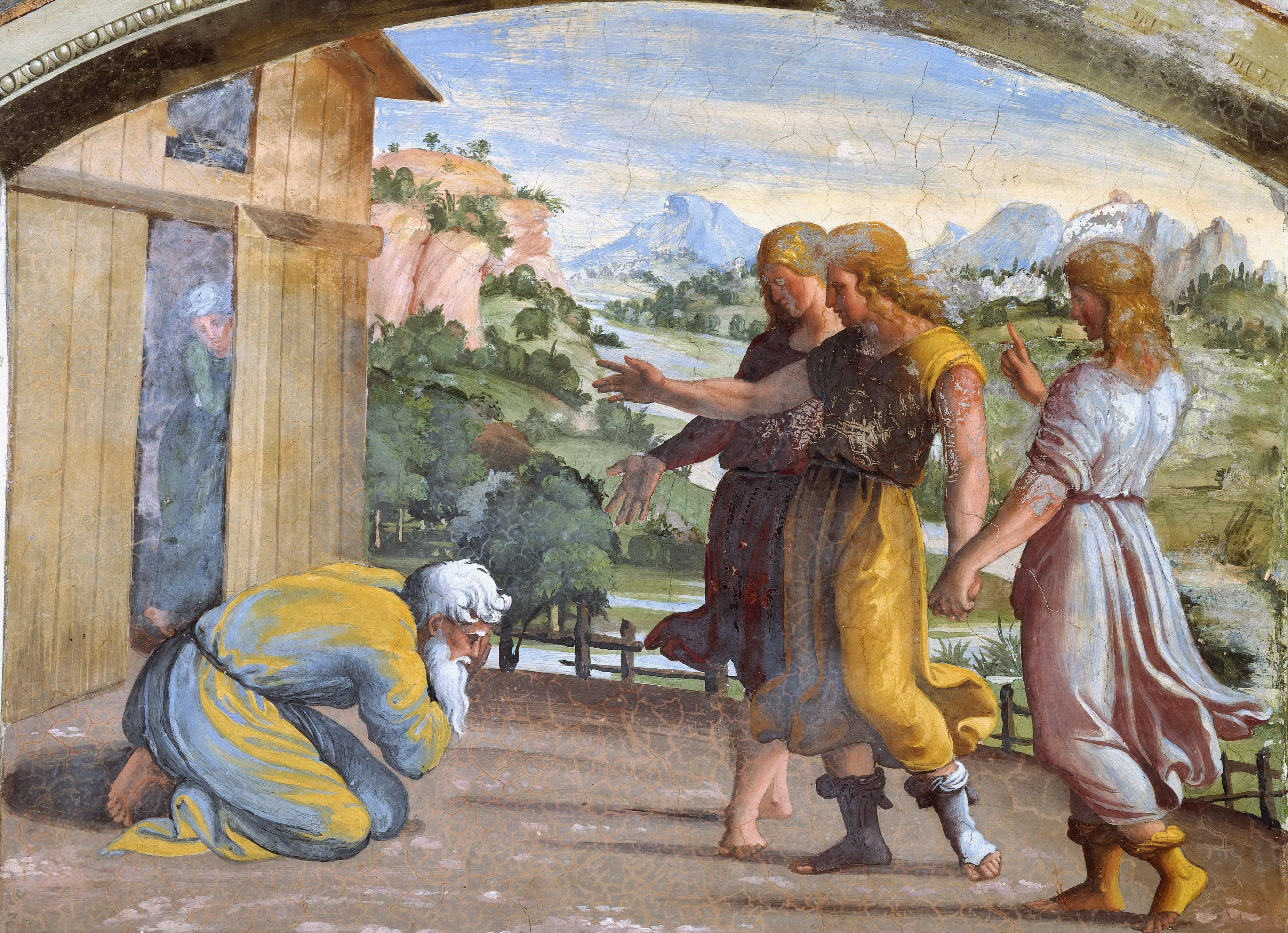
Incontro con gli angeli
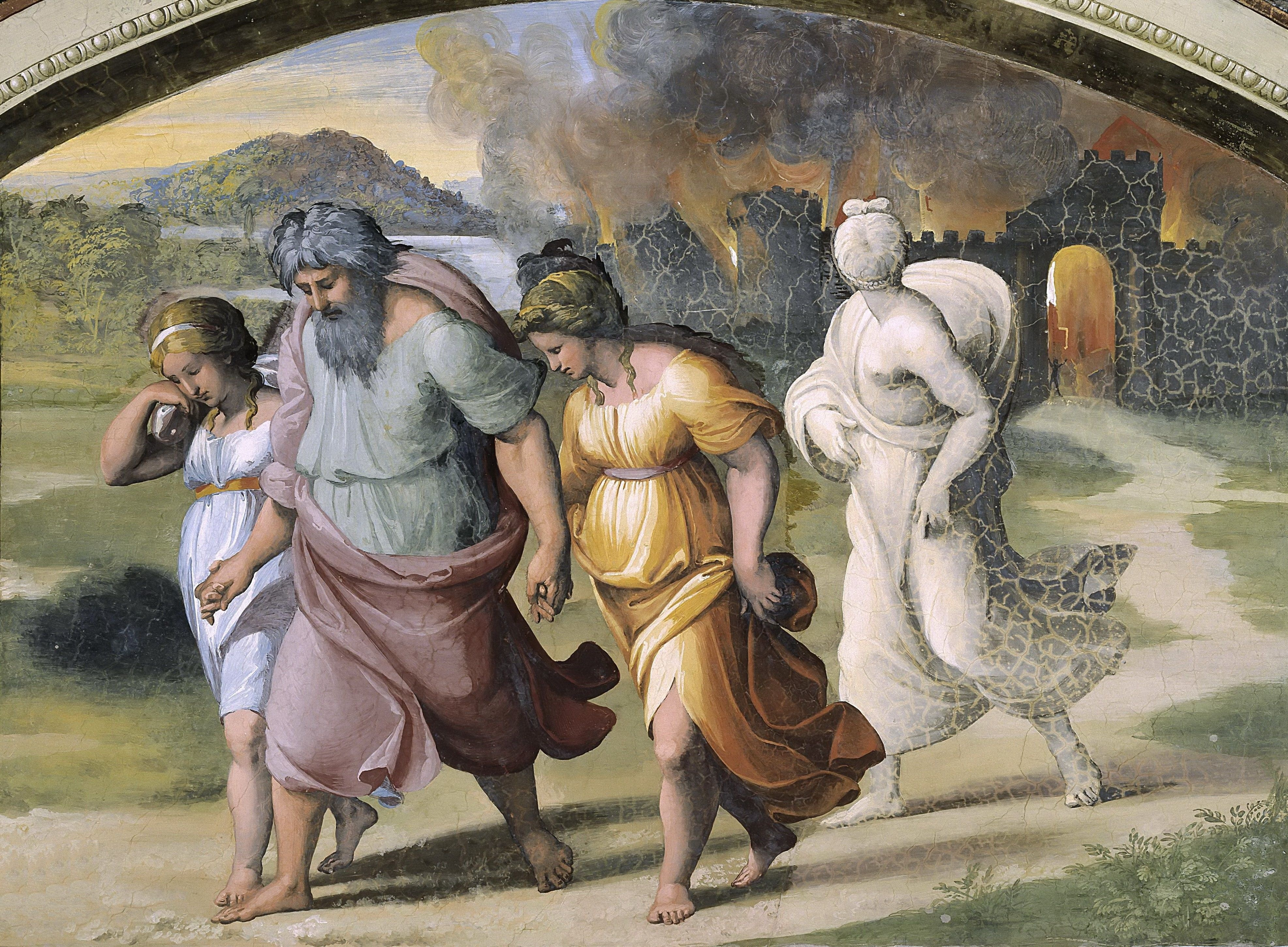
Fuga da Sodoma

#### Quinta volta

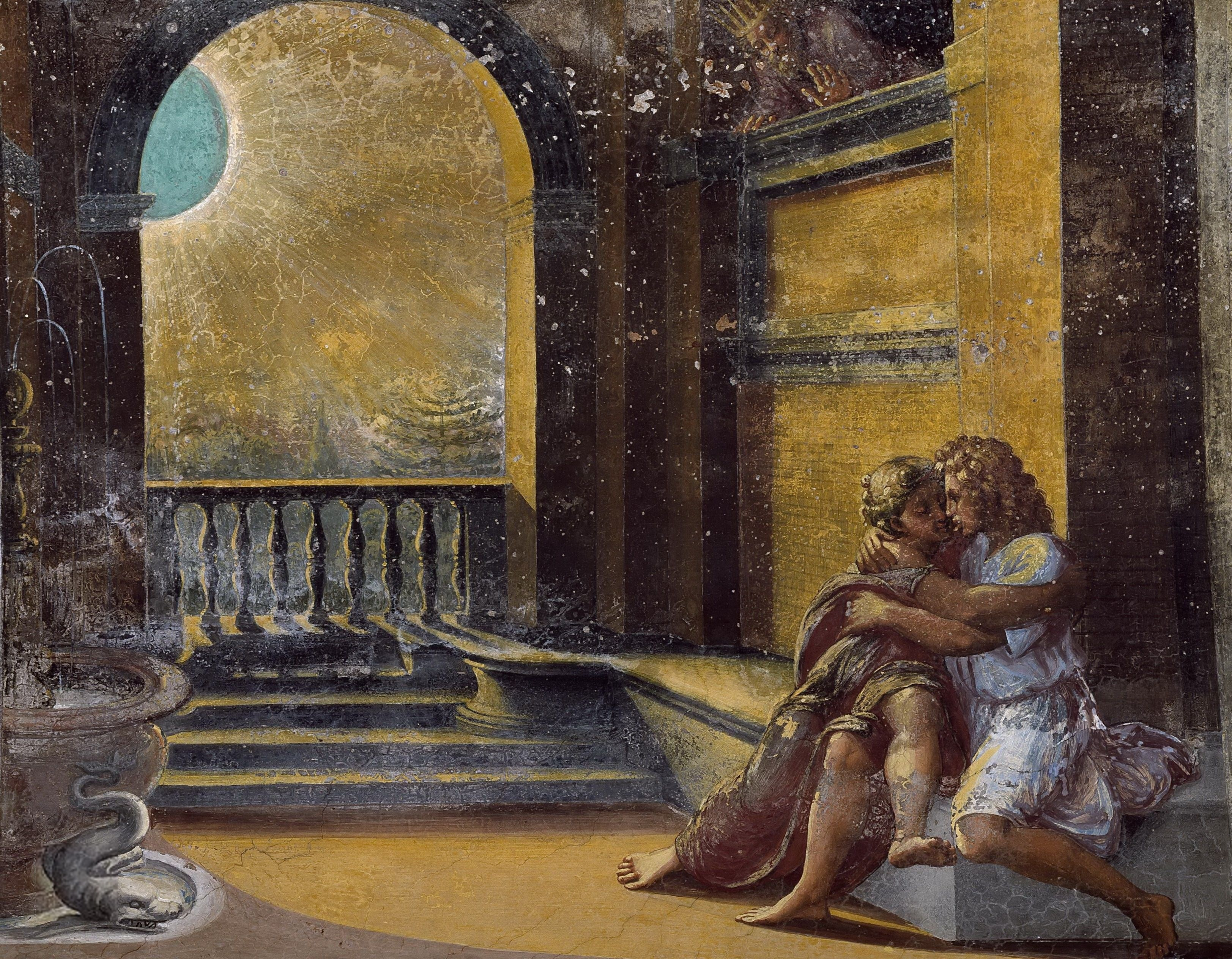
Isacco e Rebecca spiati da Abimelech

Le Storie di Isacco occupano la quinta volticella, eseguite forse da Penni su disegno di Giulio Romano, ma alcuni attribuiscono a quest'ultimo l'intera prima storia, mentre altri ipotizzano anche un intervento di Perin del Vaga. Le storie, di forma rettangolare, sono: Dio che appare a Isacco, Isacco e Rebecca spiati da Abimelech, Benedizione di Giacobbe e Primogenitura di Esaù.
Nella scena a monocromo è riprodotto di nuovo il Sacrificio di Isacco, molto probabilmente un errore delle maestranze che replicarono lo stesso cartone.

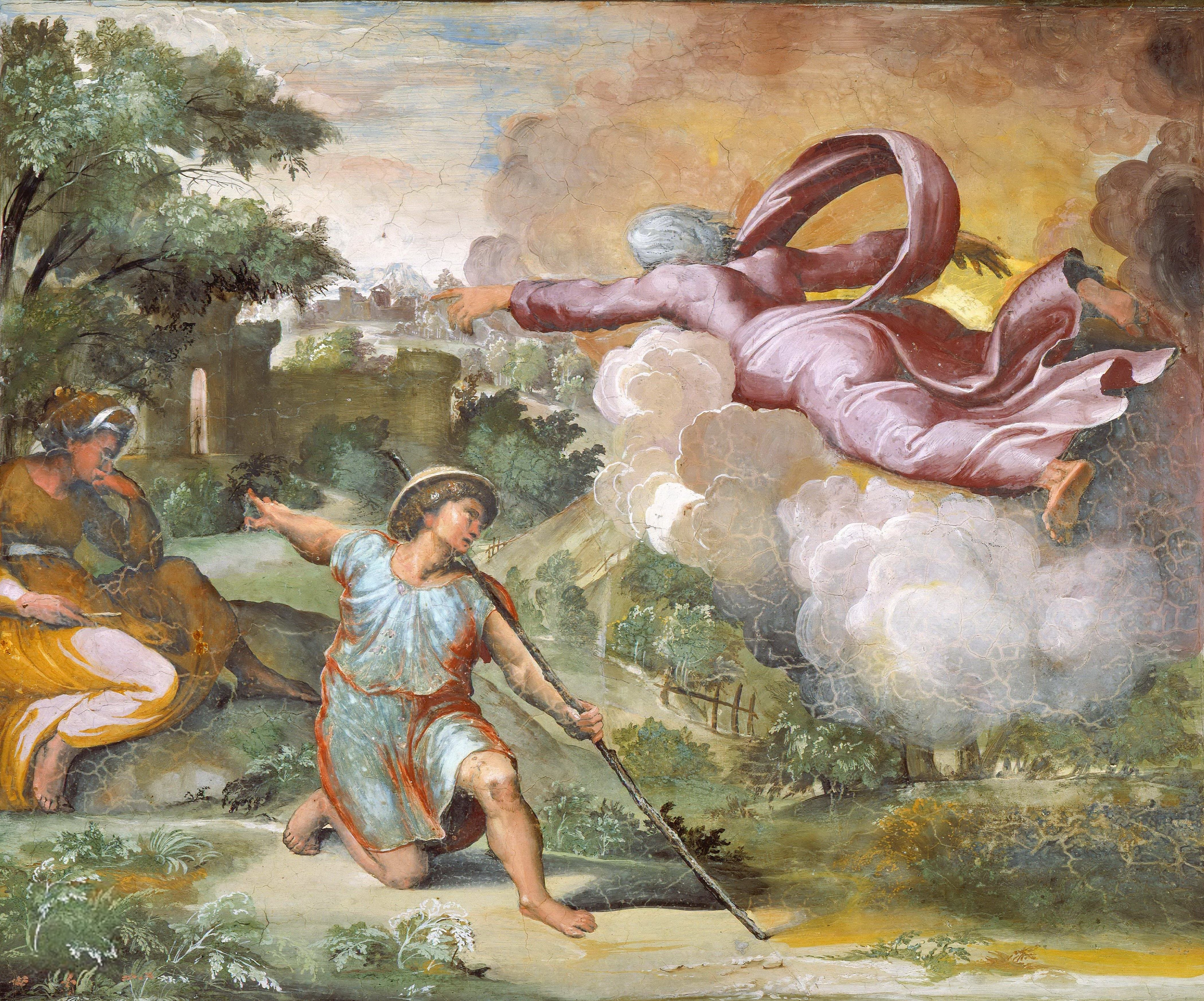
Dio che appare a Isacco
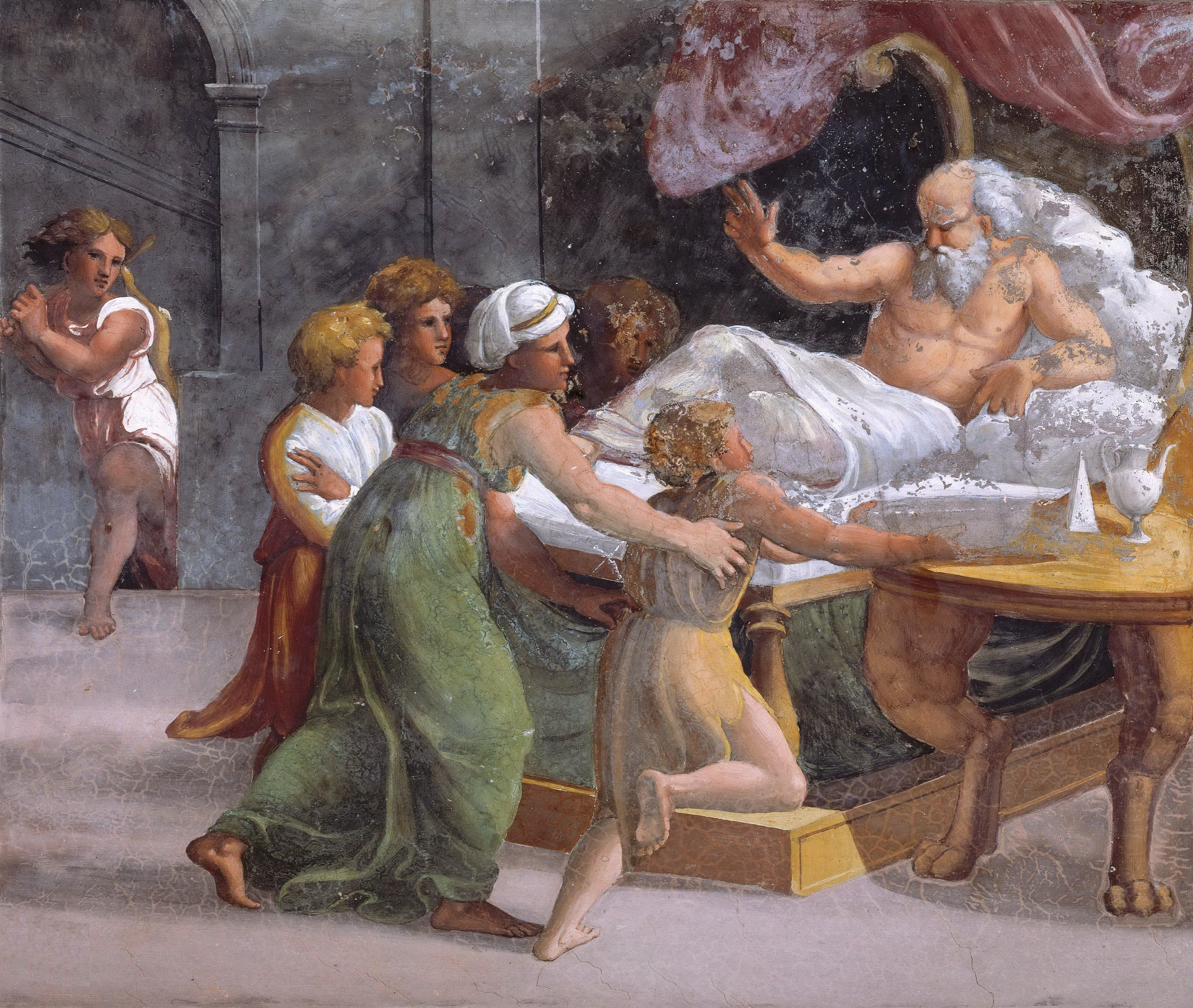
Benedizione di Giacobbe
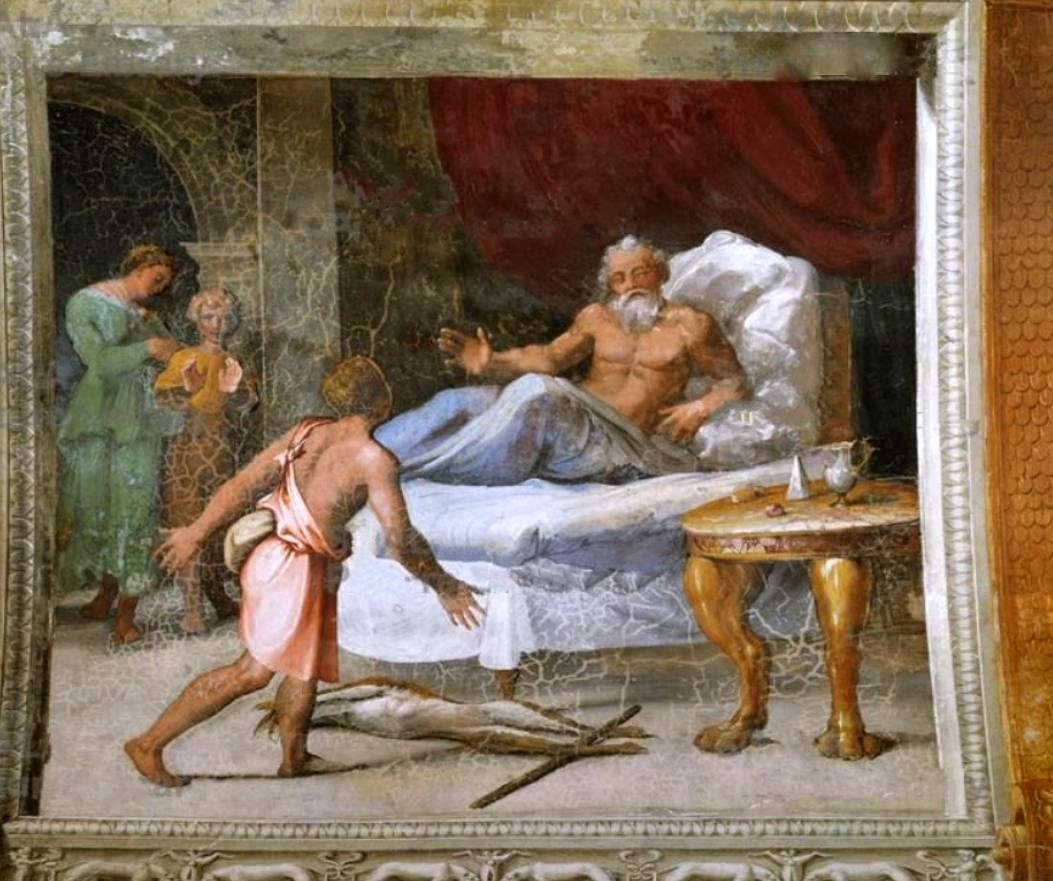
Primogenitura di Esaù

#### Sesta volta

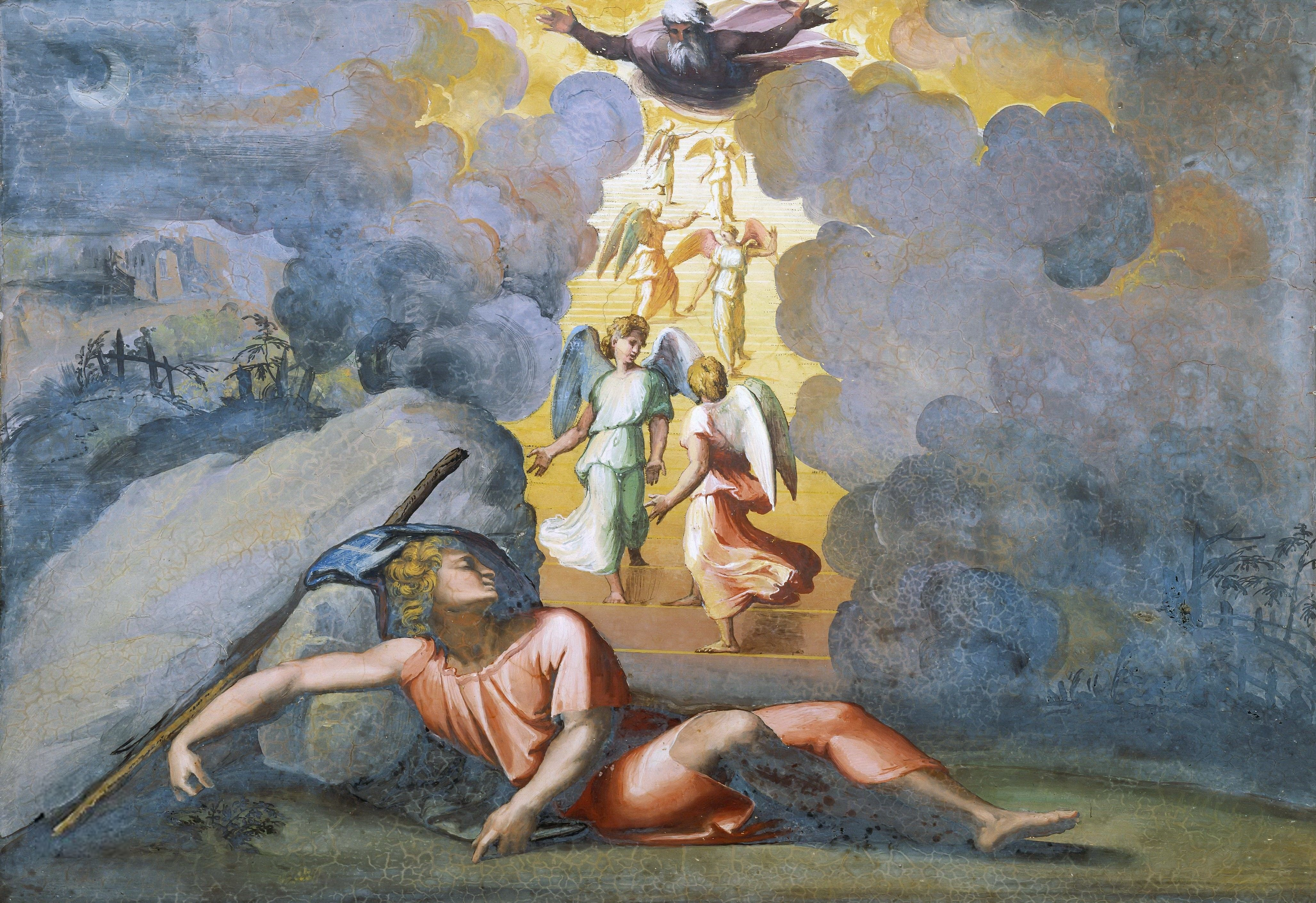
Sogno di Giacobbe

La sesta volta è dedicata alle Storie di Giacobbe, che condividono le stesse oscillazioni attributive delle precedenti; i paesaggi sono stati riferiti a Giovanni da Udine. Le storie, di forma rettangolare, sono il Sogno di Giacobbe, l'Incontro con Rachele, il Patto con Labano e l'Andata a Canaan.
Il monocromo sullo zoccolo mostra la Lotta di Giuseppe con l'Angelo.

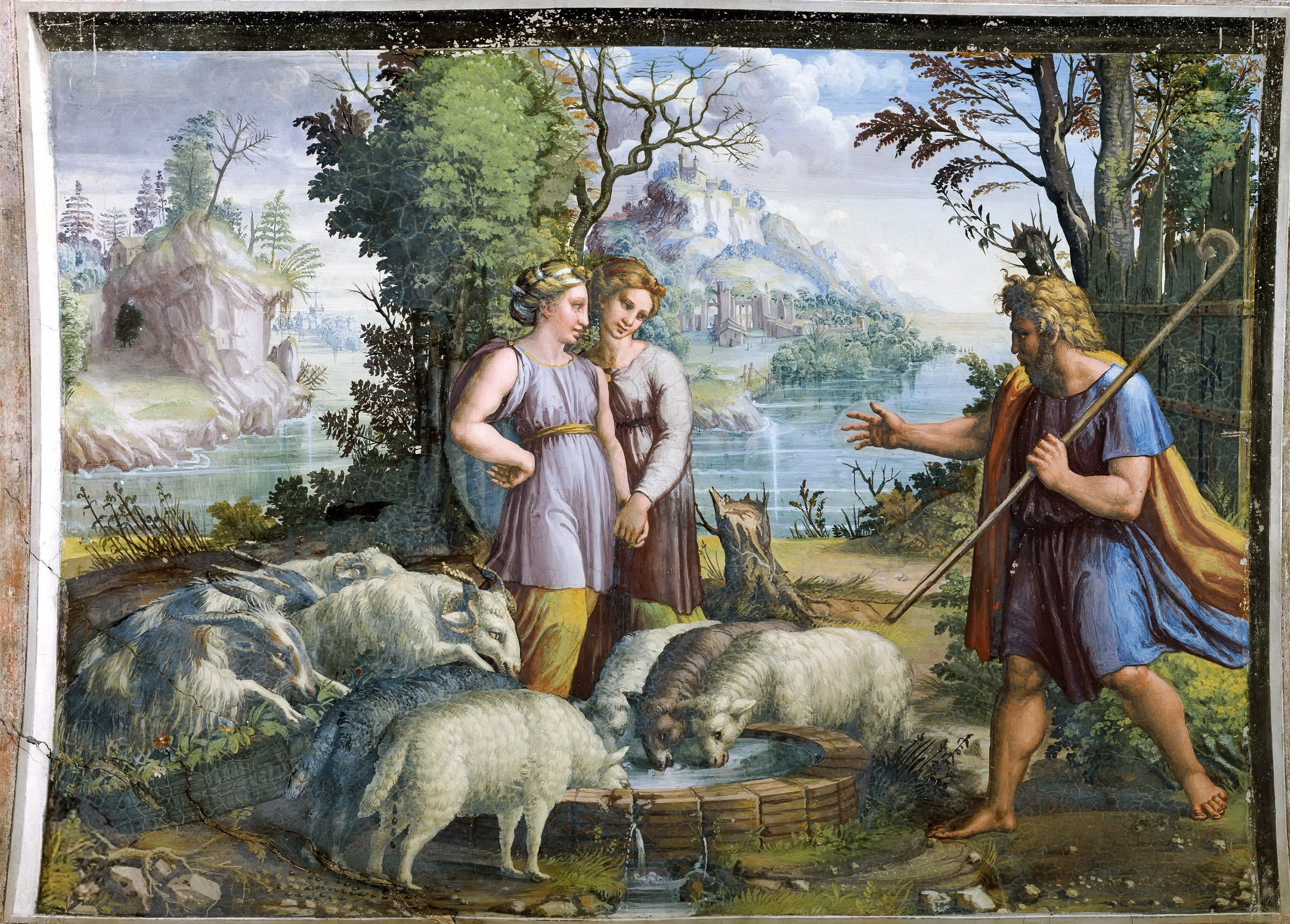
Incontro di Giacobbe con Rachele
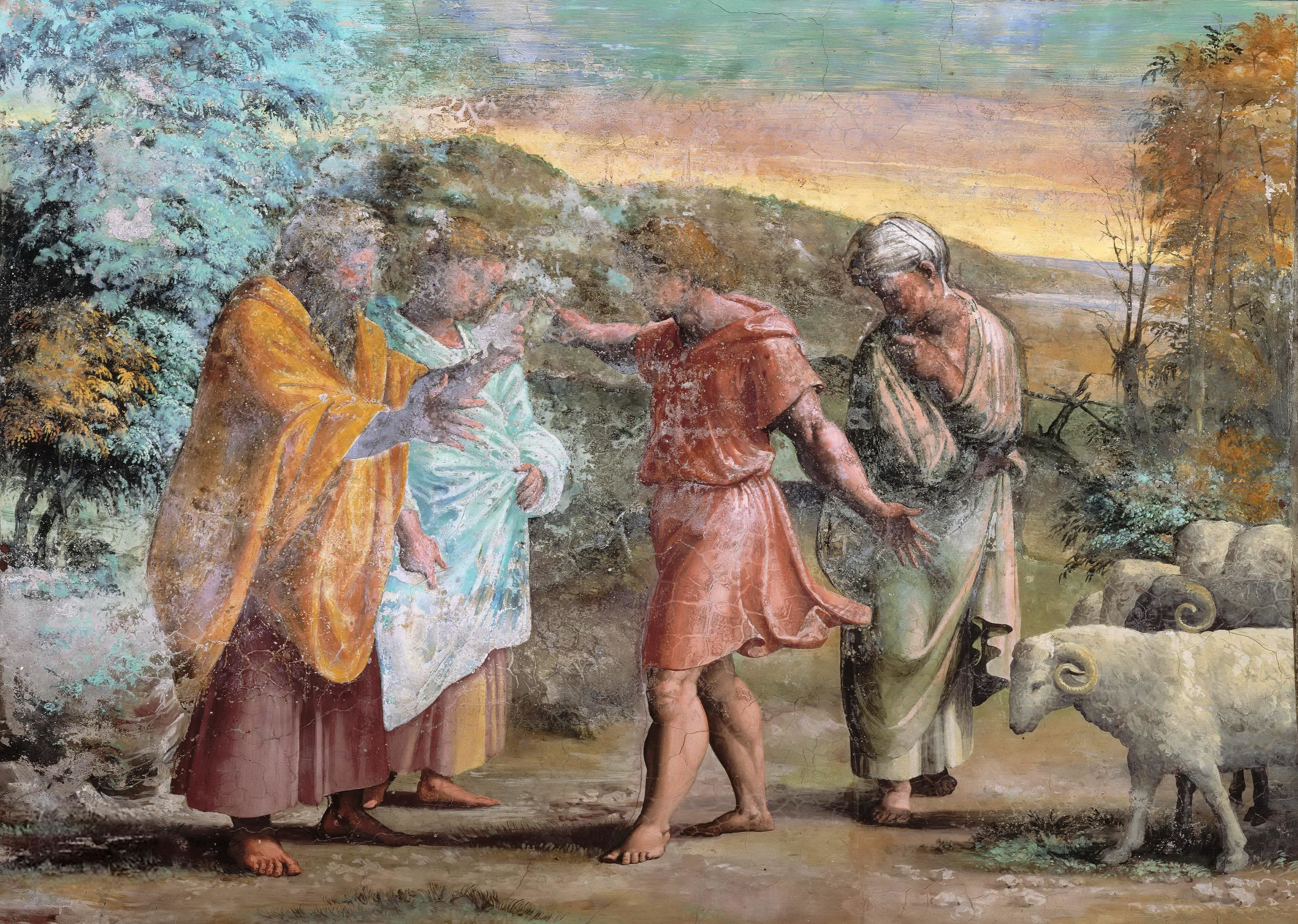
Patto con Labano
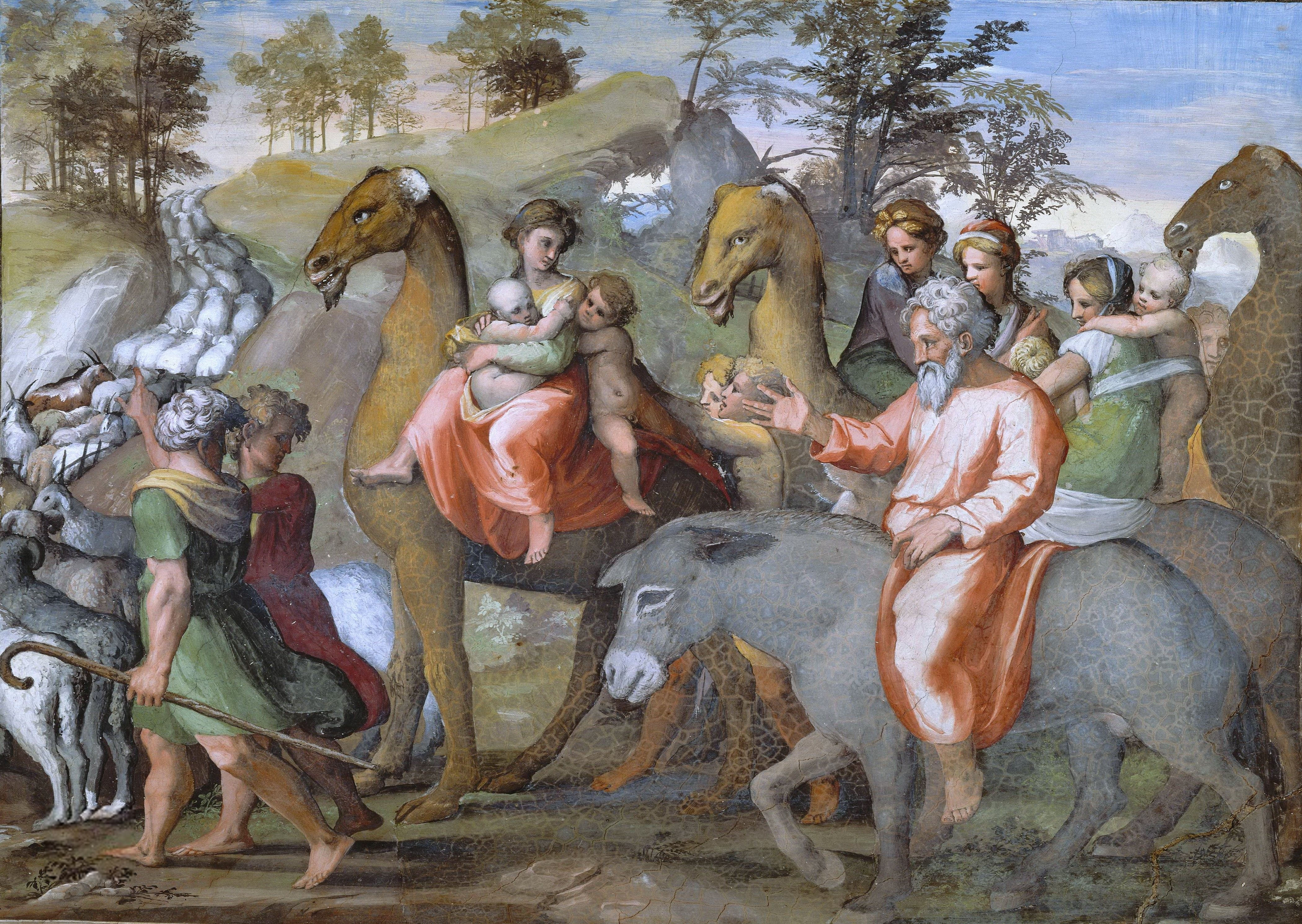
Andata a Canaan

#### Settima volta

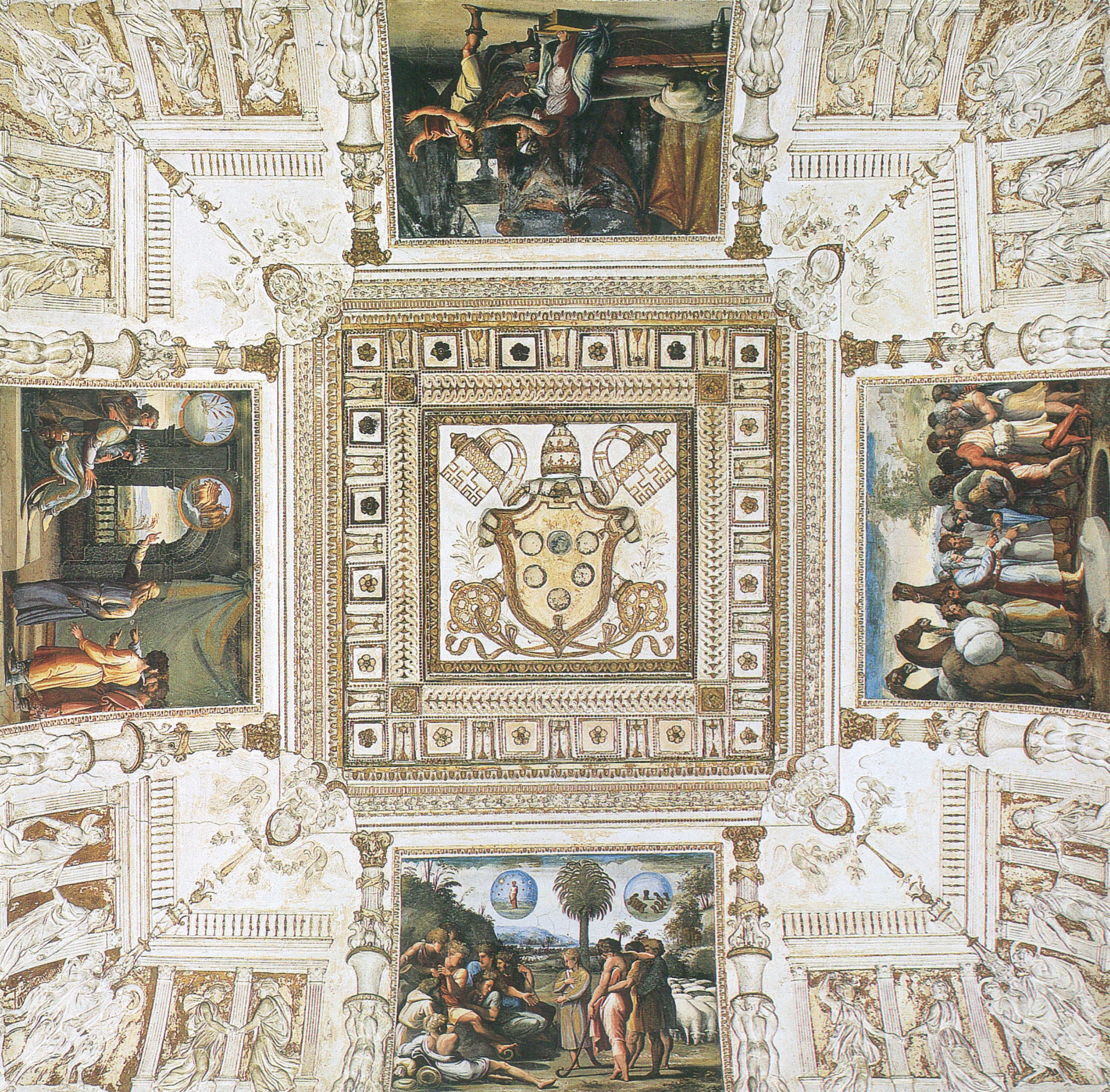
Insieme della settima volta

Nella settima volta, quella centrale, sono rappresentate le Storie di Giuseppe, di forma rettangolare. Riguardano: Spiegazione dei sogni ai fratelli, Vendita da parte dei fratelli, Tentazione della moglie di Putifarre e Spiegazione dei sogni al faraone. Per l'attribuzione si sono fatti gli stessi nomi, con un possibile intervento di Giulio Romano da solo per la Tentazione della moglie di Putifarre, che presenterebbe affinità con l'Adone che fugge davanti a Marte nella Sala di Psiche a Palazzo Te a Mantova.
Sul basamento è rappresentato Giuseppe che si fa riconoscere dai fratelli.

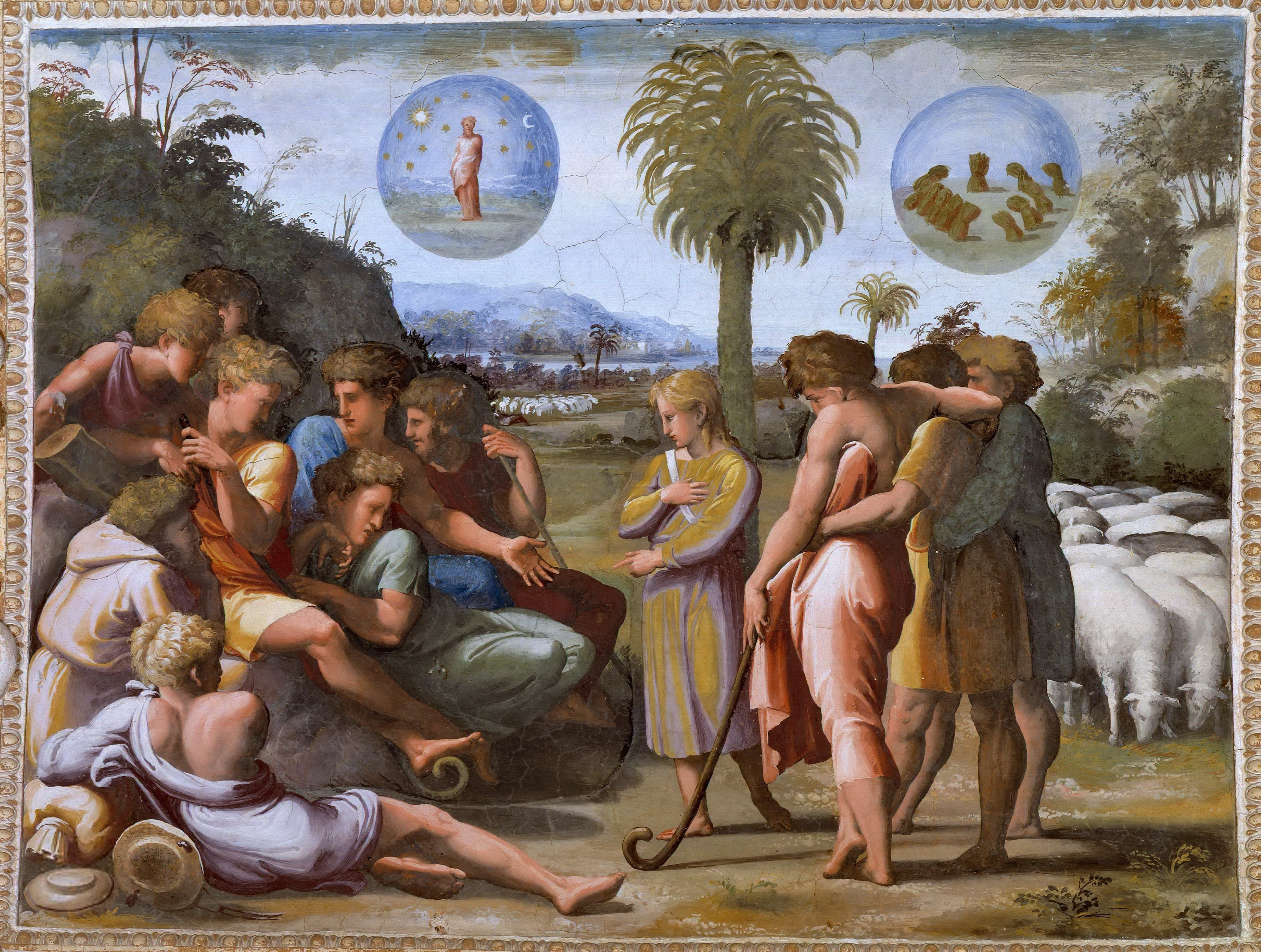
Spiegazione dei sogni ai fratelli
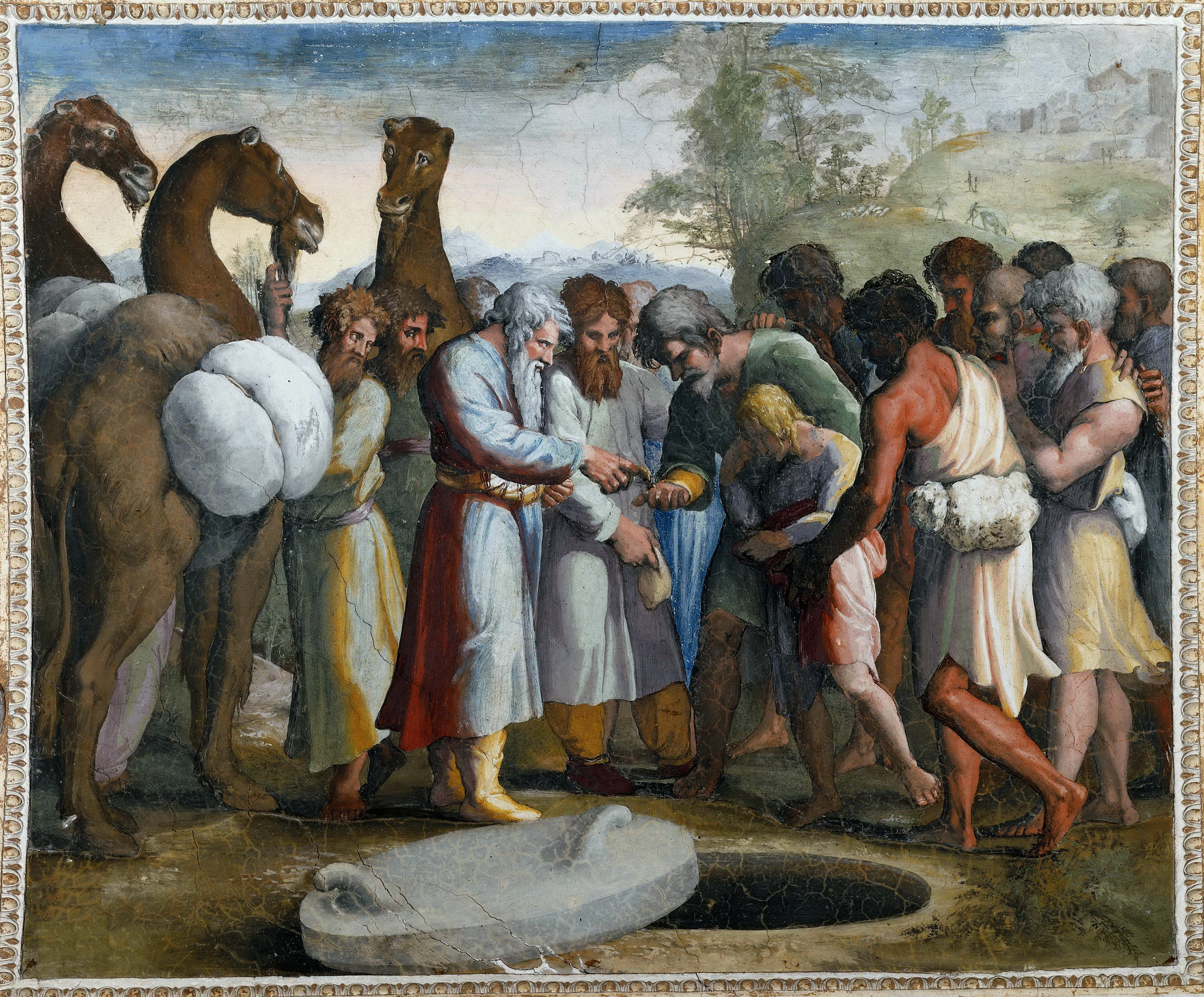
Vendita da parte dei fratelli
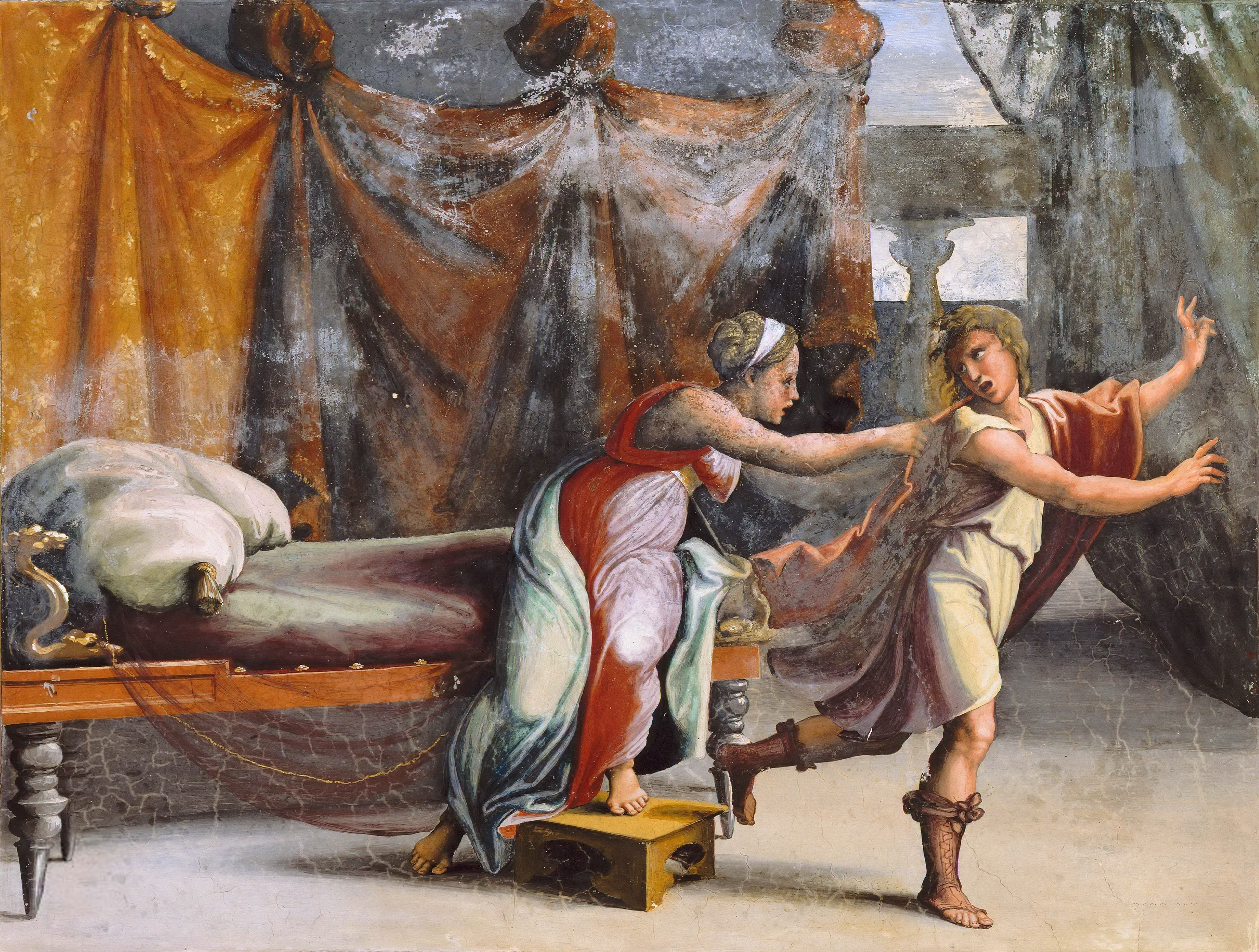
Tentazione della moglie di Putifarre
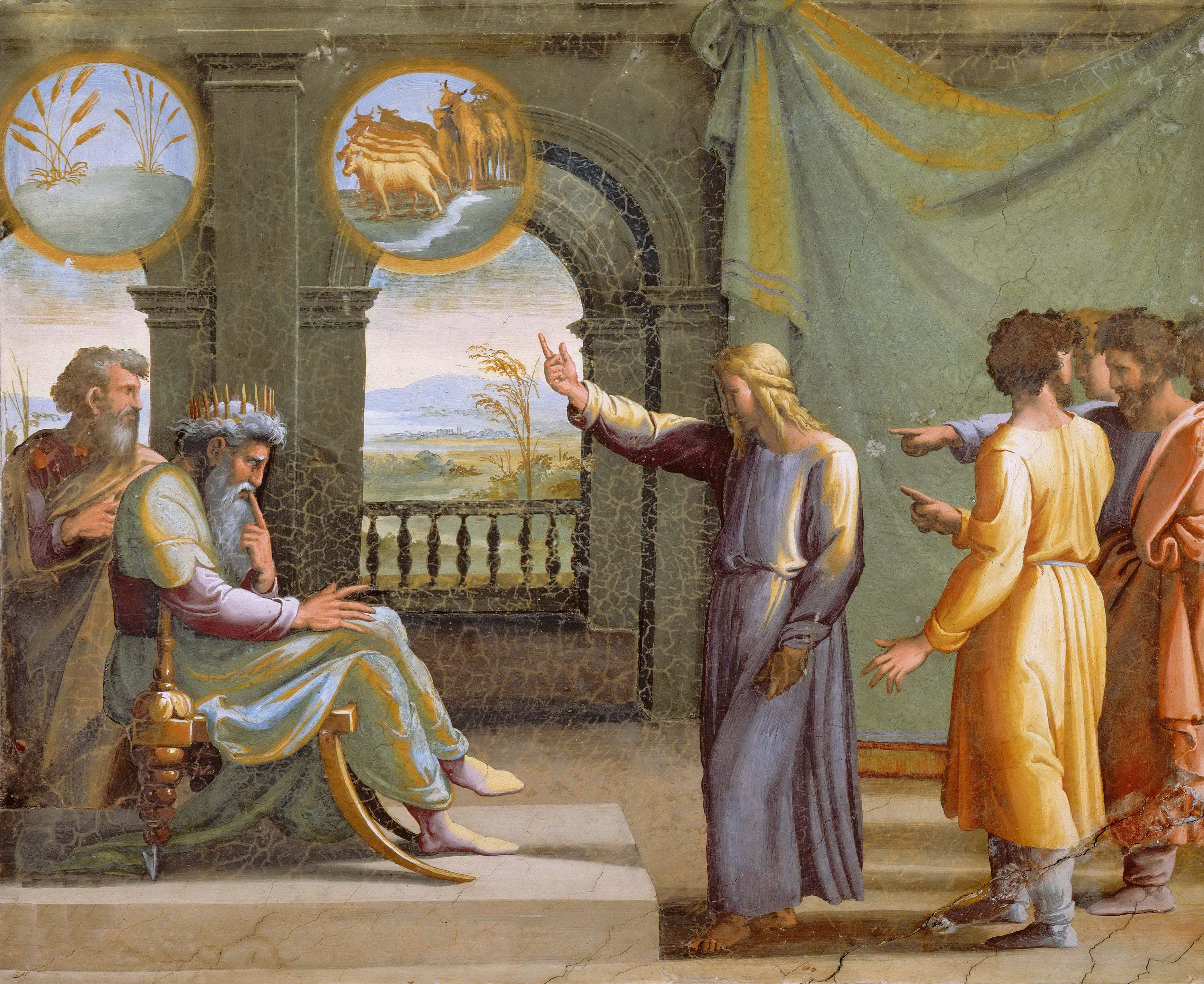
Spiegazione dei sogni al faraone

#### Ottava volta

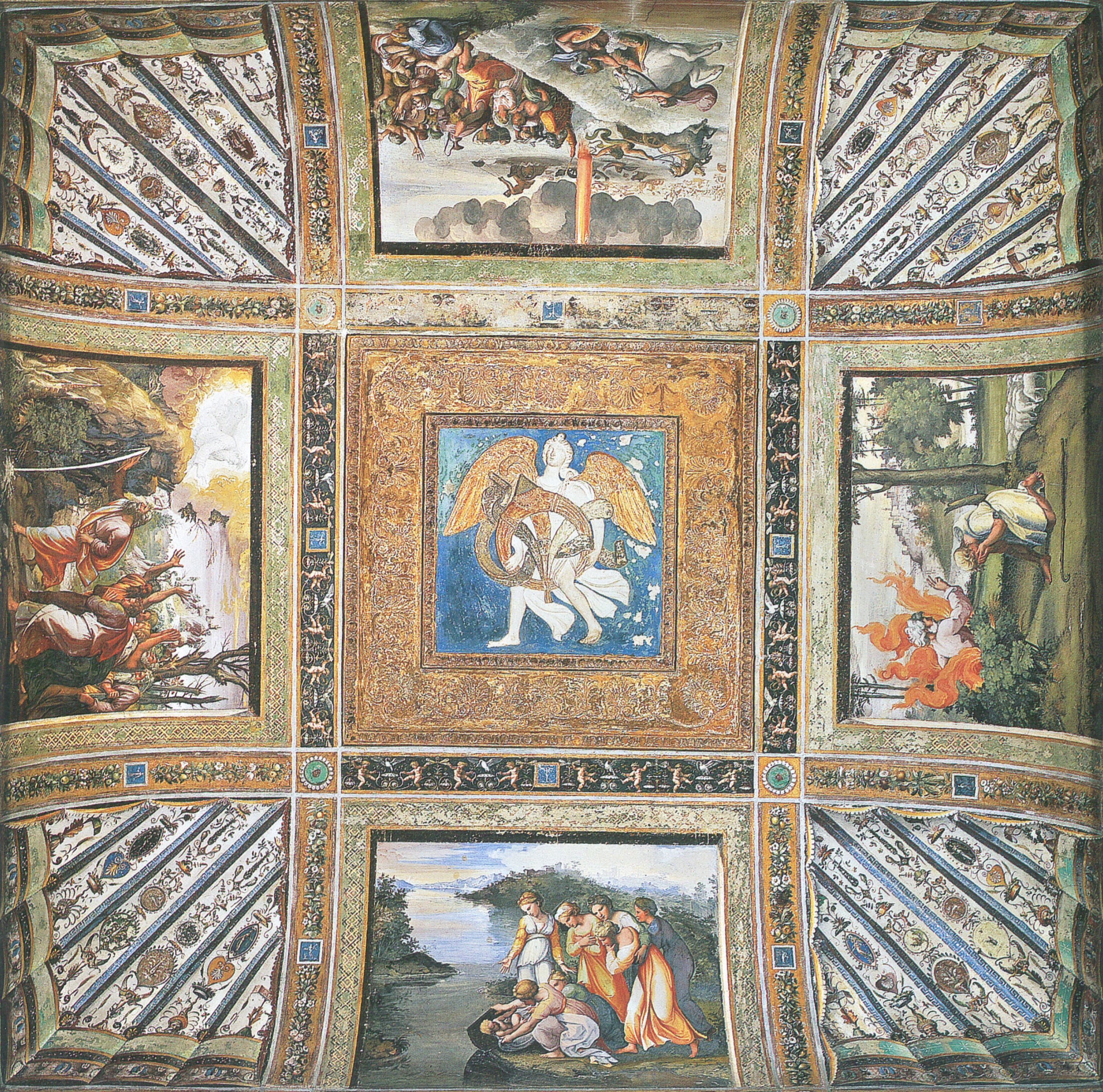
Insieme dell'ottava volta

Sull'ottava volta vi sono le Storie di Mosè, di forma rettangolare: Mosè salvato dalle acque, il Roveto ardente, il Passaggio dal Mar Rosso e il Prodigio dell'acqua fatta scaturire da una rupe. Le prime due scene e la quarta sono di solito riferite a Giulio Romano, mentre la terza è di più discorde attribuzione, forse del Romano o di Perin del Vaga.
La scena a monocromo mostra la Caduta della manna.

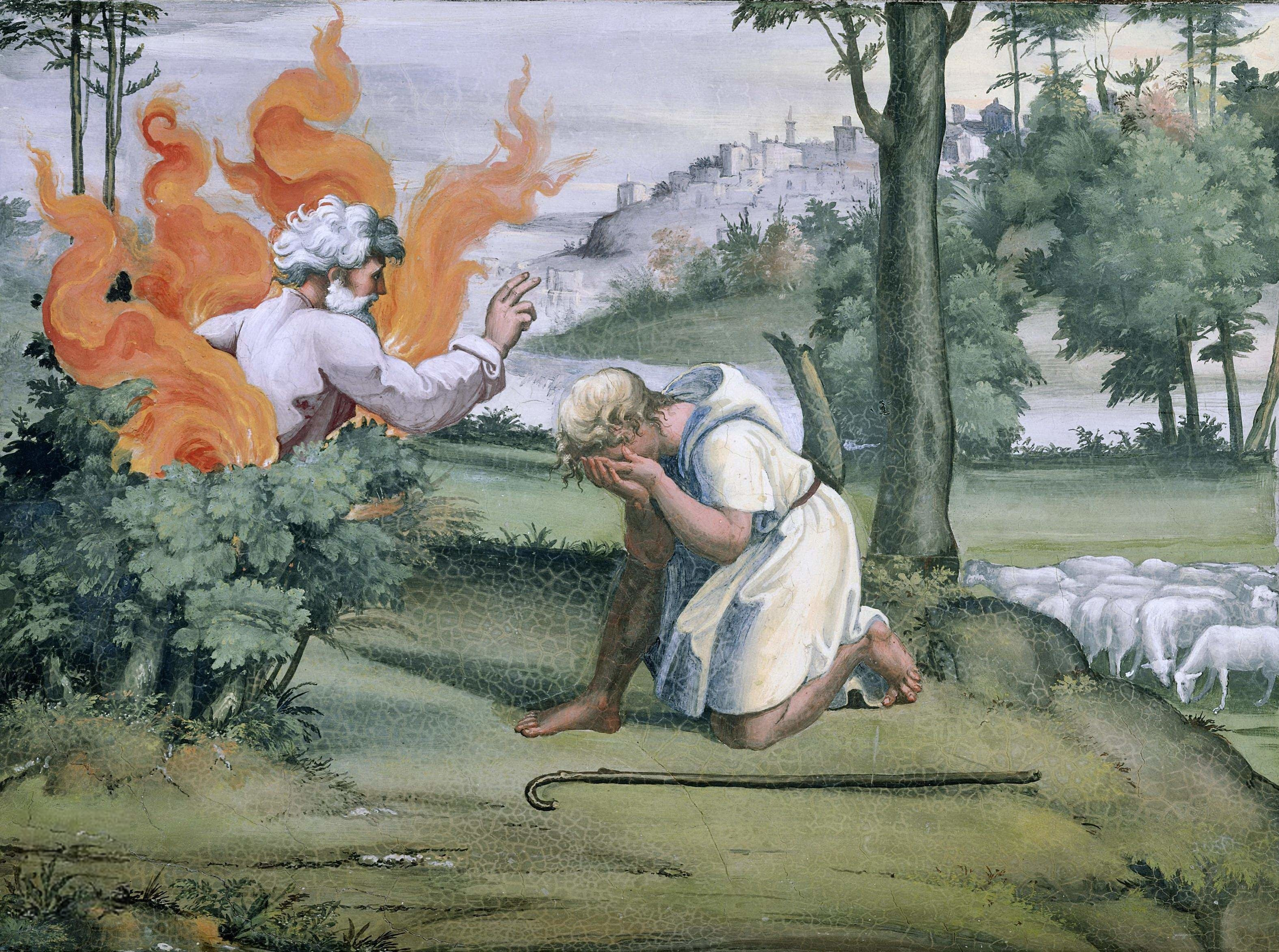
Roveto ardente
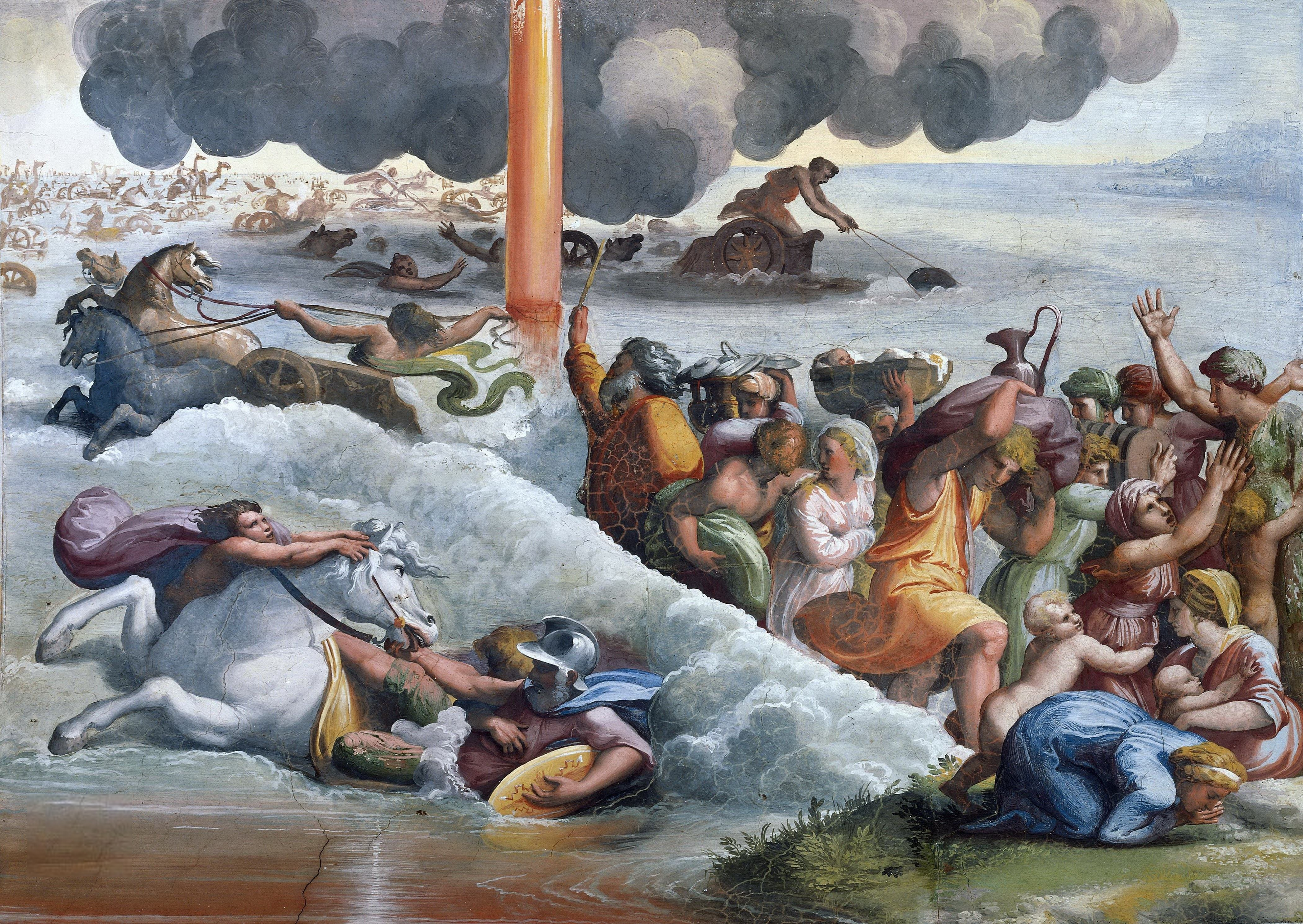
Passaggio dal Mar Rosso
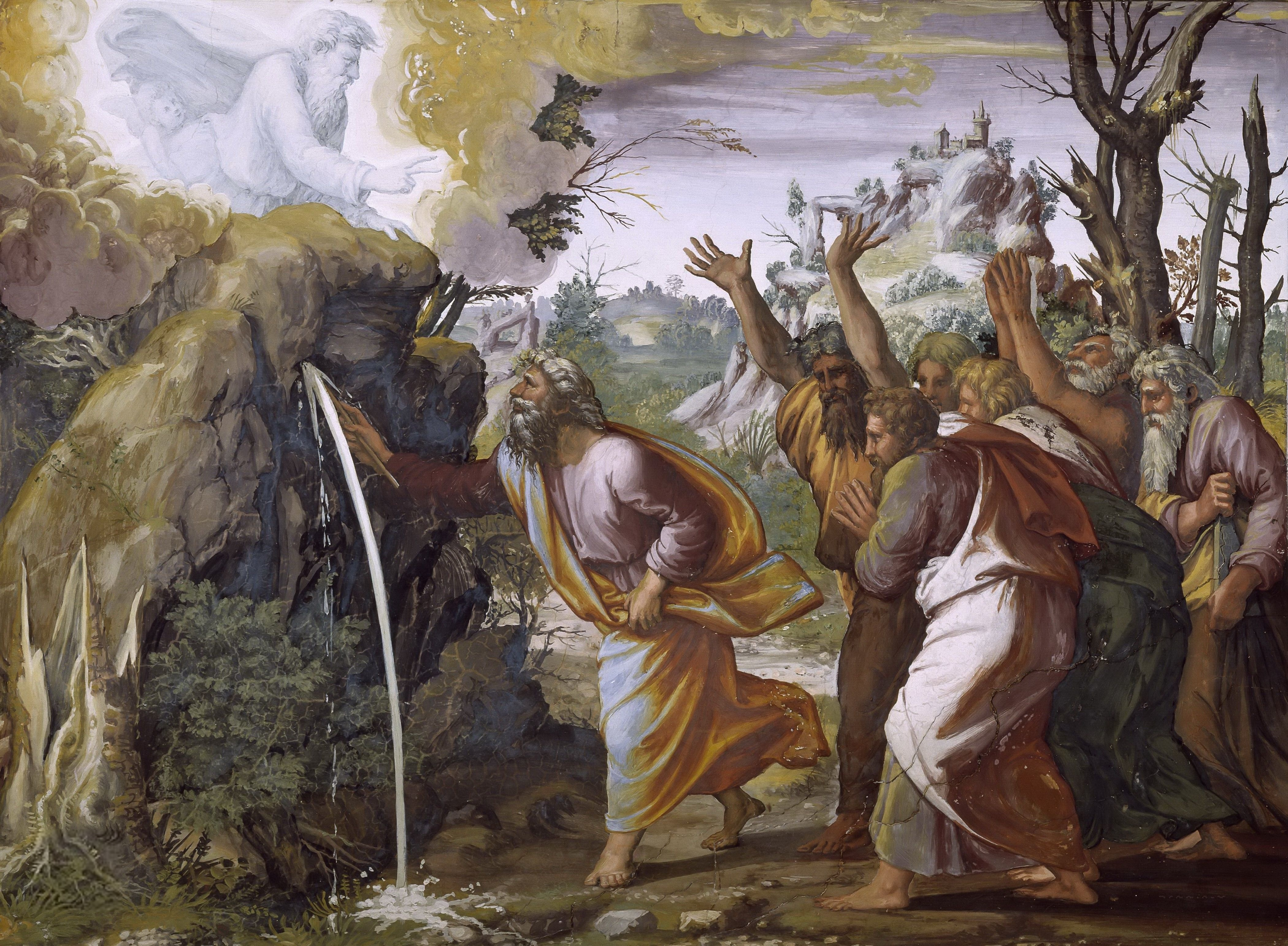
Prodigio dell'acqua fatta scaturire da una rupe
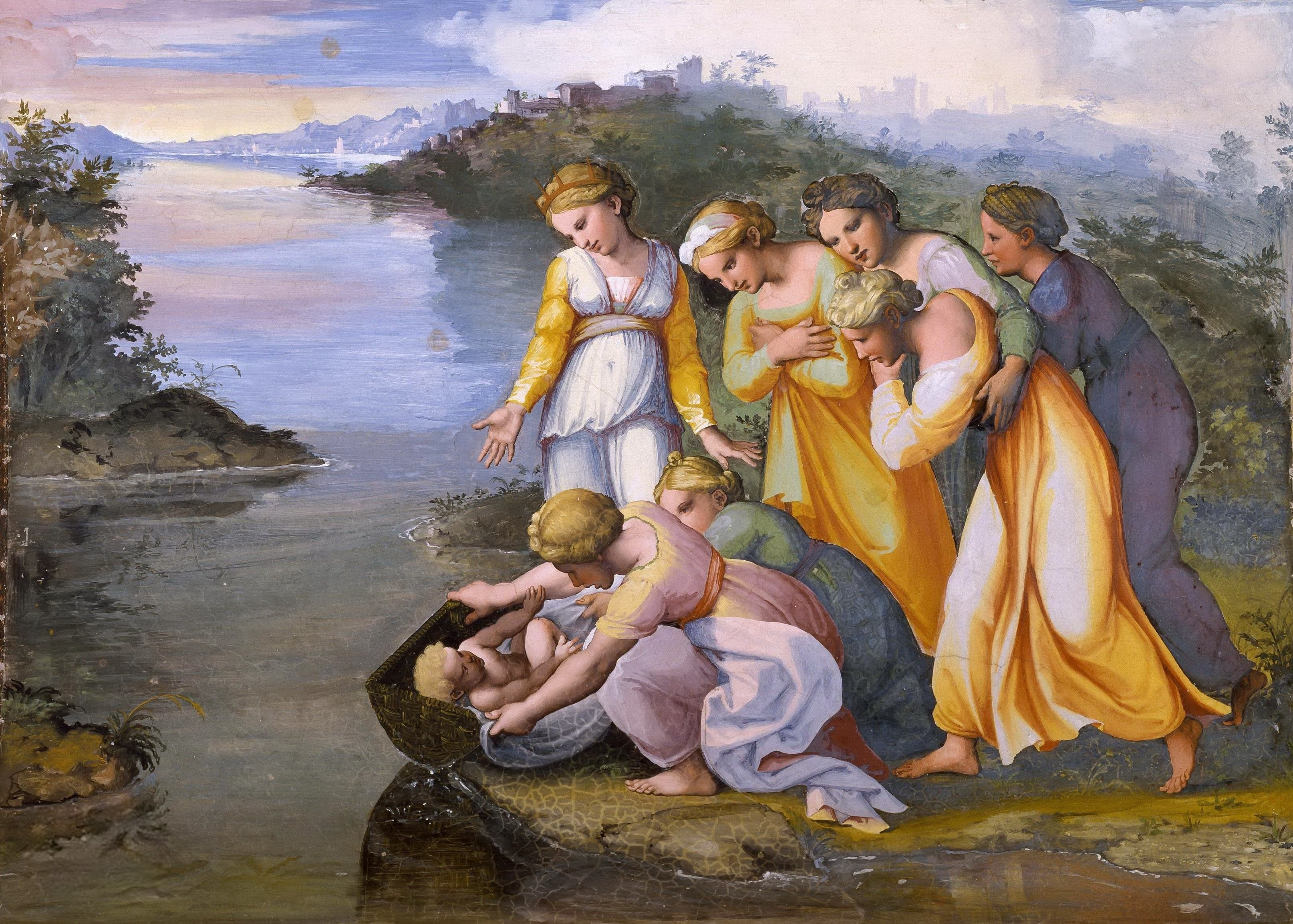
Mosè salvato dalle acque

#### Nona volta

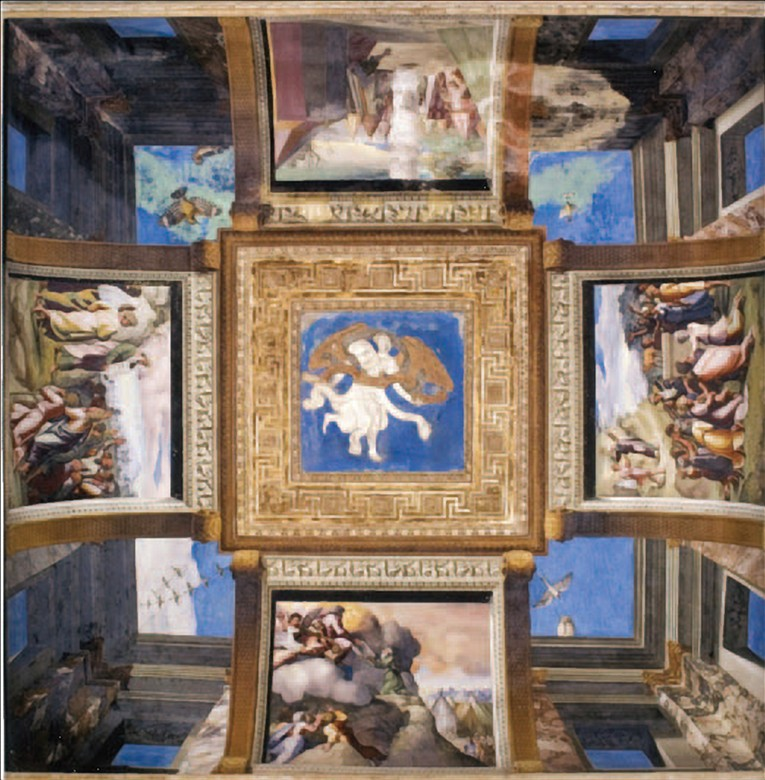
Insieme della nona volta

La successiva nona volta è decorata dalle Storie di Mosè e Giosuè, di forma rettangolare, forse di Raffaellino del Colle o frutto della collaborazione Romano/Penni. Mostrano: la Consegna delle Tavole della Legge, l'Adorazione del vitello d'oro, la Colonna di fumo e la Presentazione della Legge agli ebrei.
Nello zoccolo il monocromo forse raffigurante Giosuè che arringa gli Israeliti.

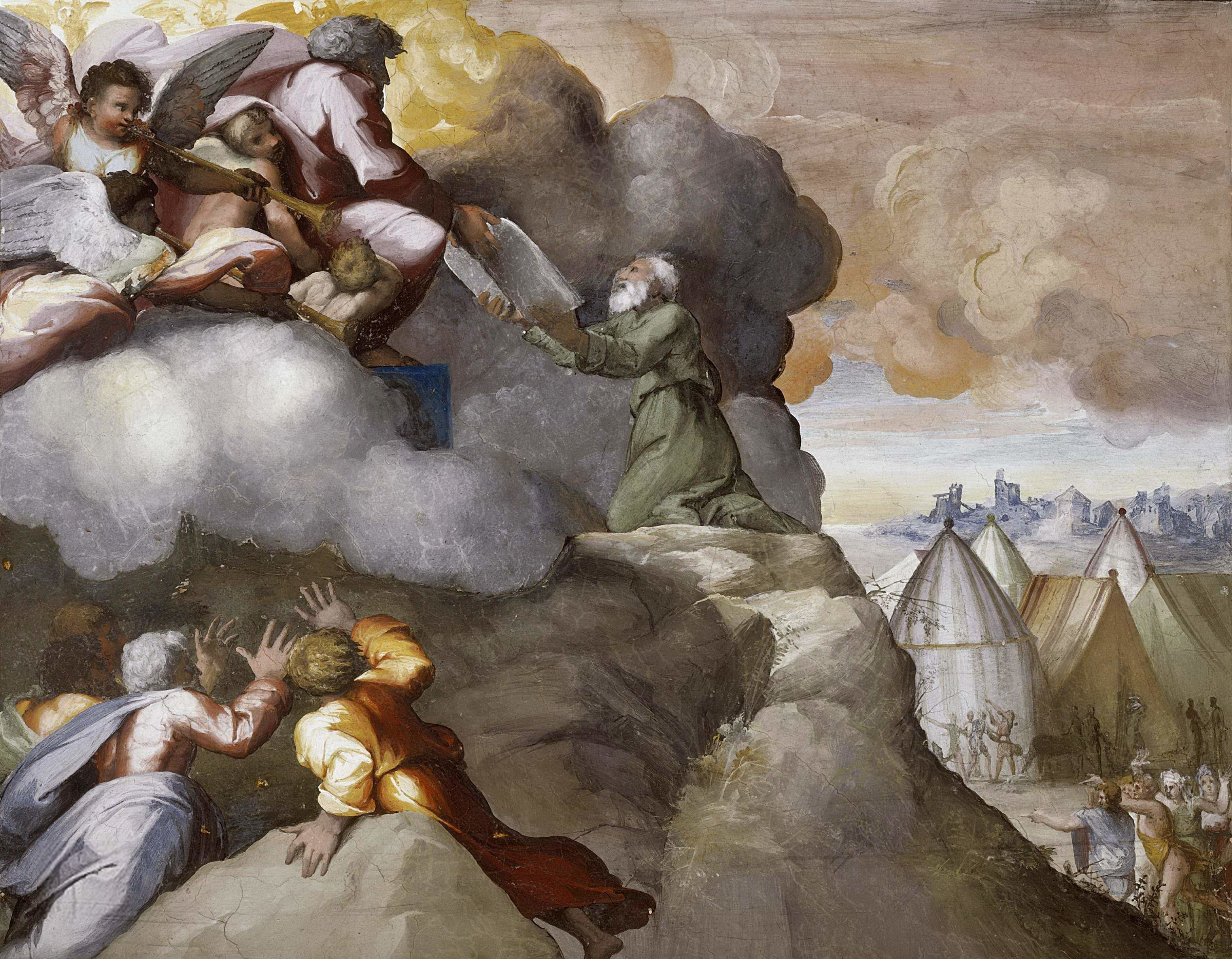
Consegna delle Tavole della Legge
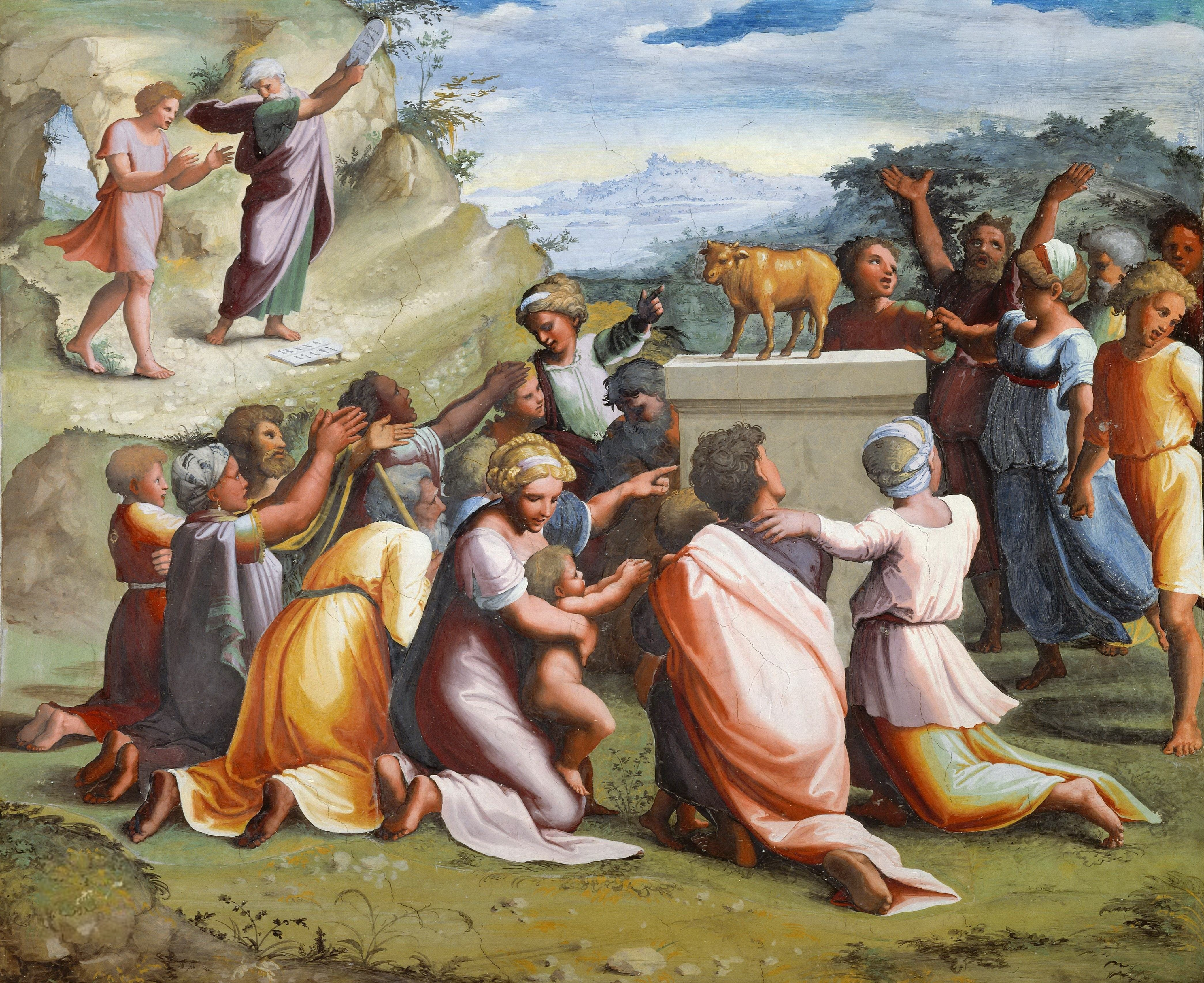
Adorazione del vitello d'oro
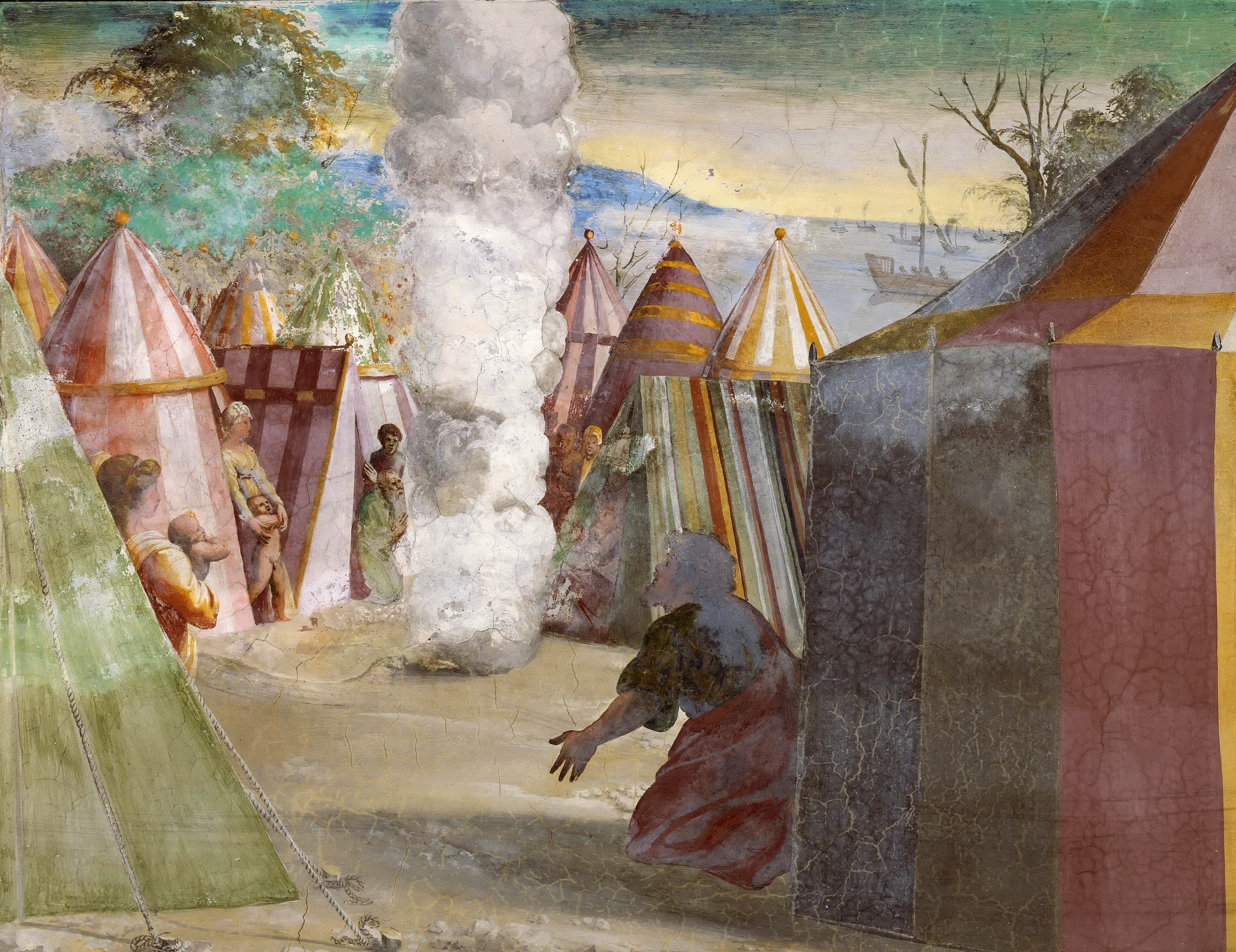
Colonna di fumo
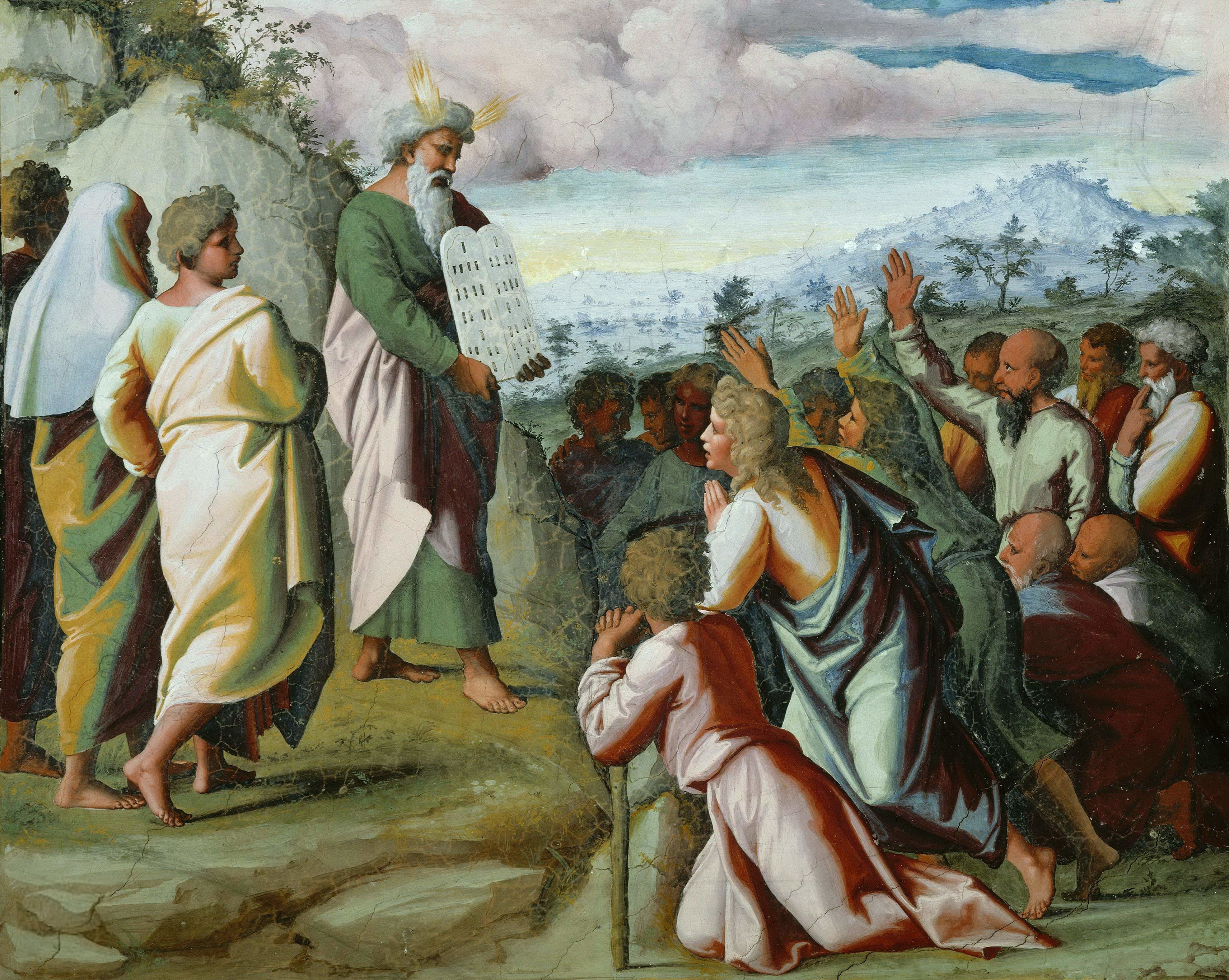
Presentazione della Legge agli ebrei

#### Decima volta
Per la decima volta vennero scelte le Storie di Giosuè, di forma centinata, con il Passaggio del Giordano, la Caduta di Gerico, Giosuè che arresta il sole e la luna e la Divisione della terra promessa. Vasari assegnò la prima e la terza storia a Perin del Vaga, attribuzione poi estesa solitamente anche alle altre. Della terza scena esisteva nell'Ottocento il cartone, che Passavant vide in casa Gaddi a Firenze.
Non è presente un monocromo per la porta che conduce alla Sala dei Palafrenieri; nonostante ciò Bartoli, in una serie di incisioni, vi collocò due figure erette e due corridoi ai lati di una porta, forse una sua invenzione, o forse una rappresentazione del perduto monocromo della campata successiva.

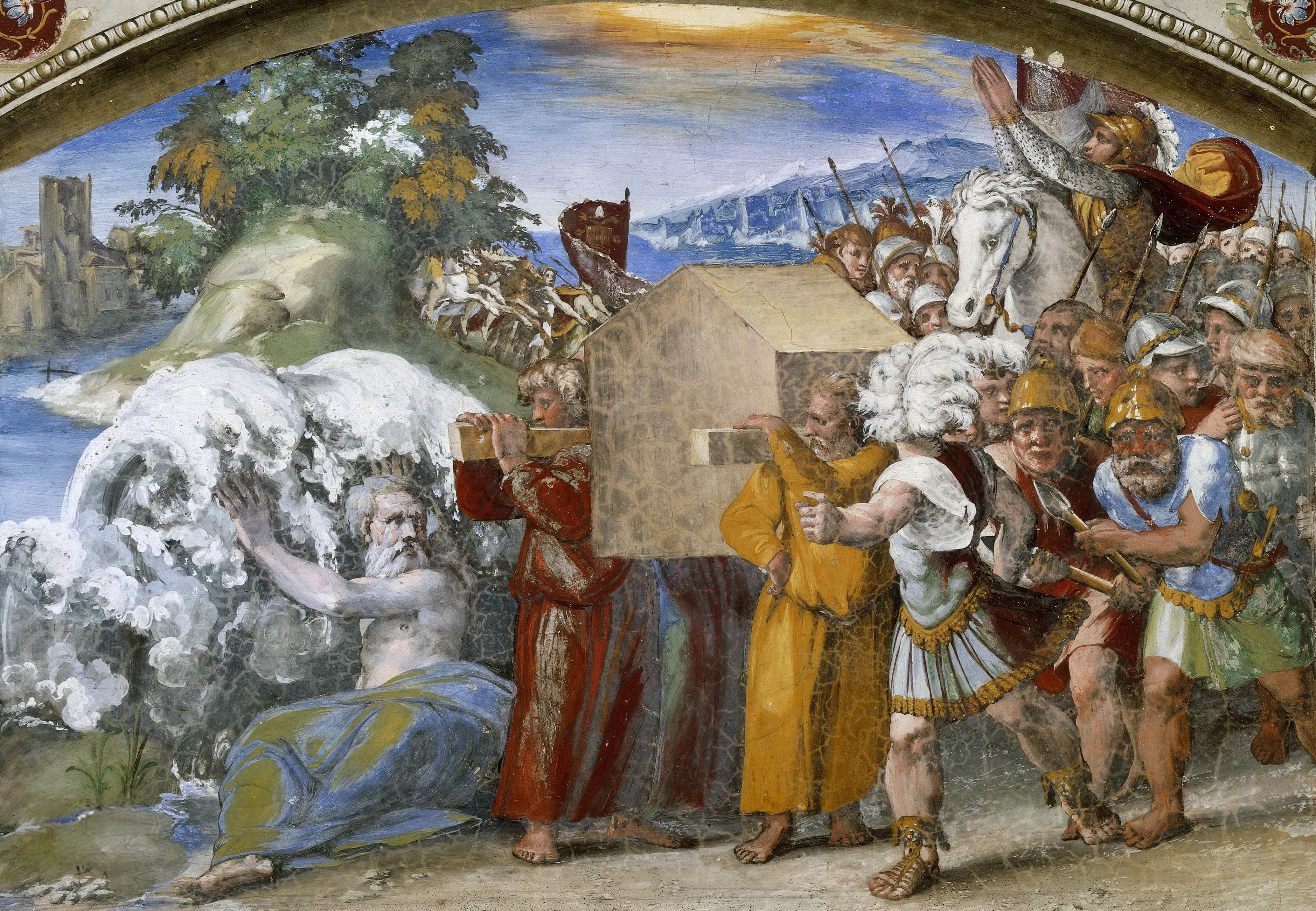
Passaggio del Giordano
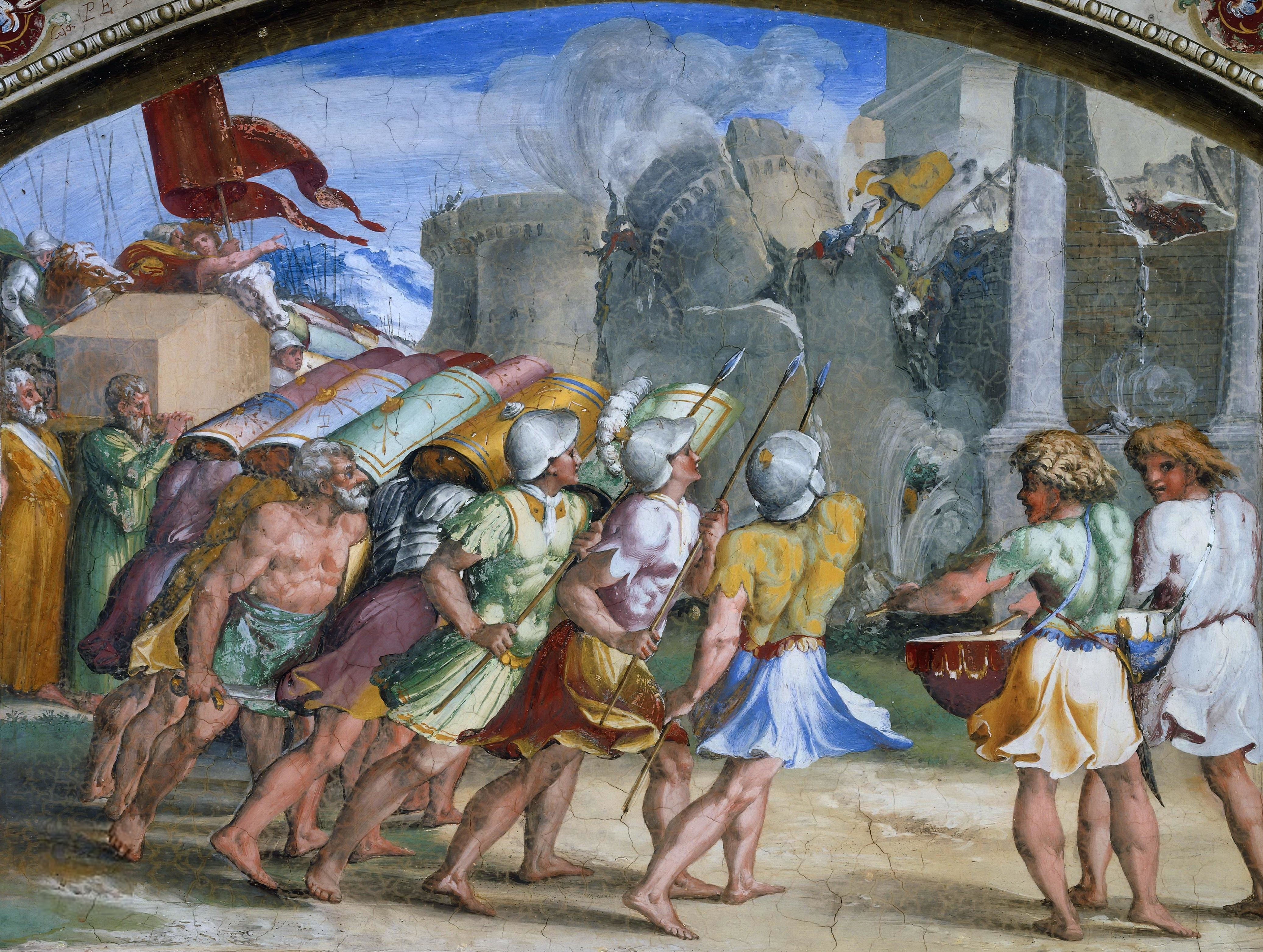
Caduta di Gerico
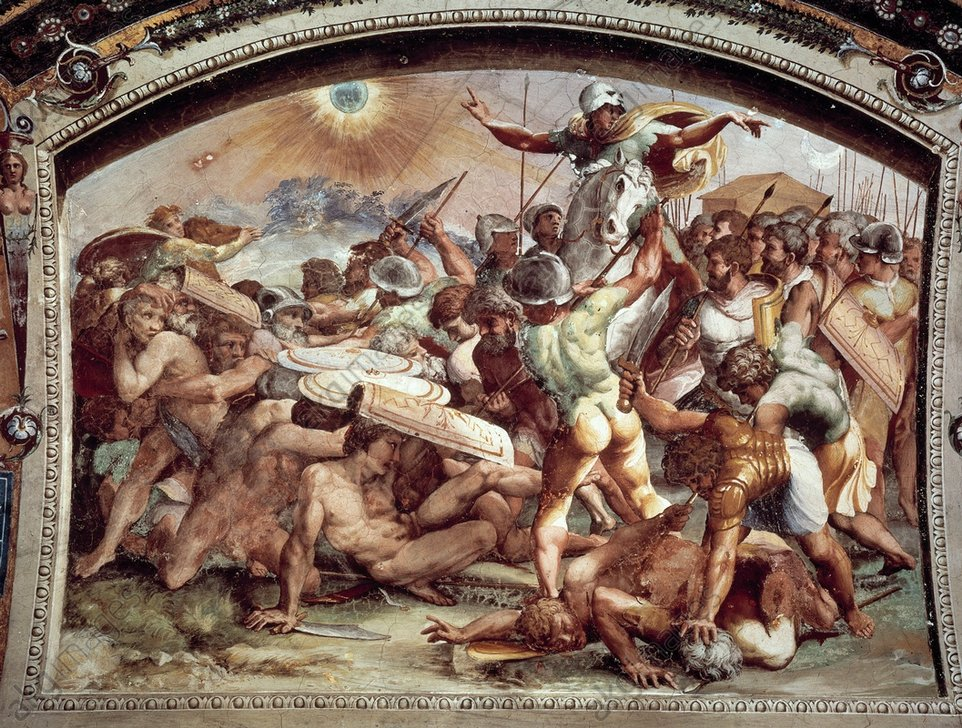
Giosuè che arresta il sole e la luna
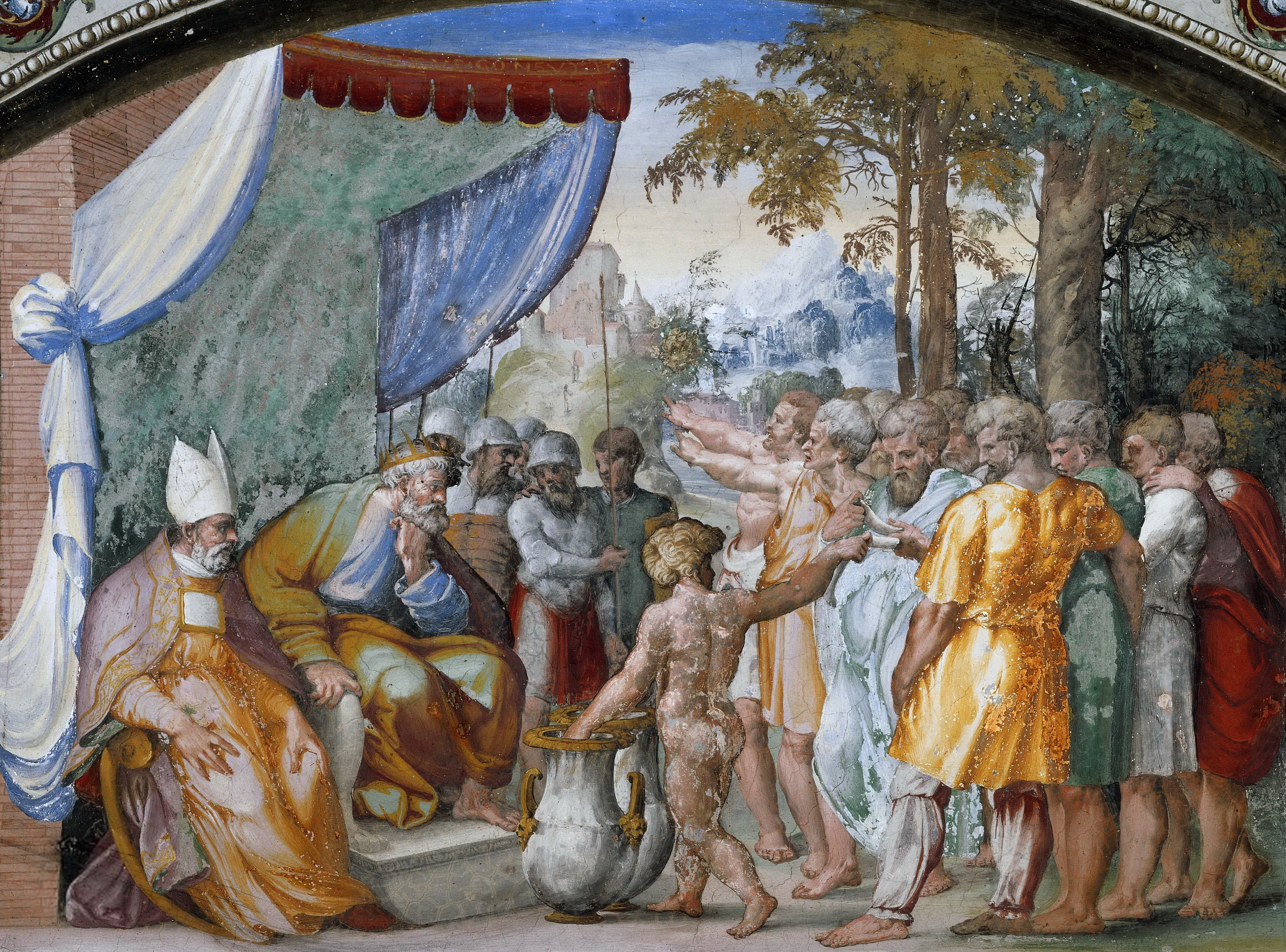
Divisione della terra promessa

#### Undicesima volta

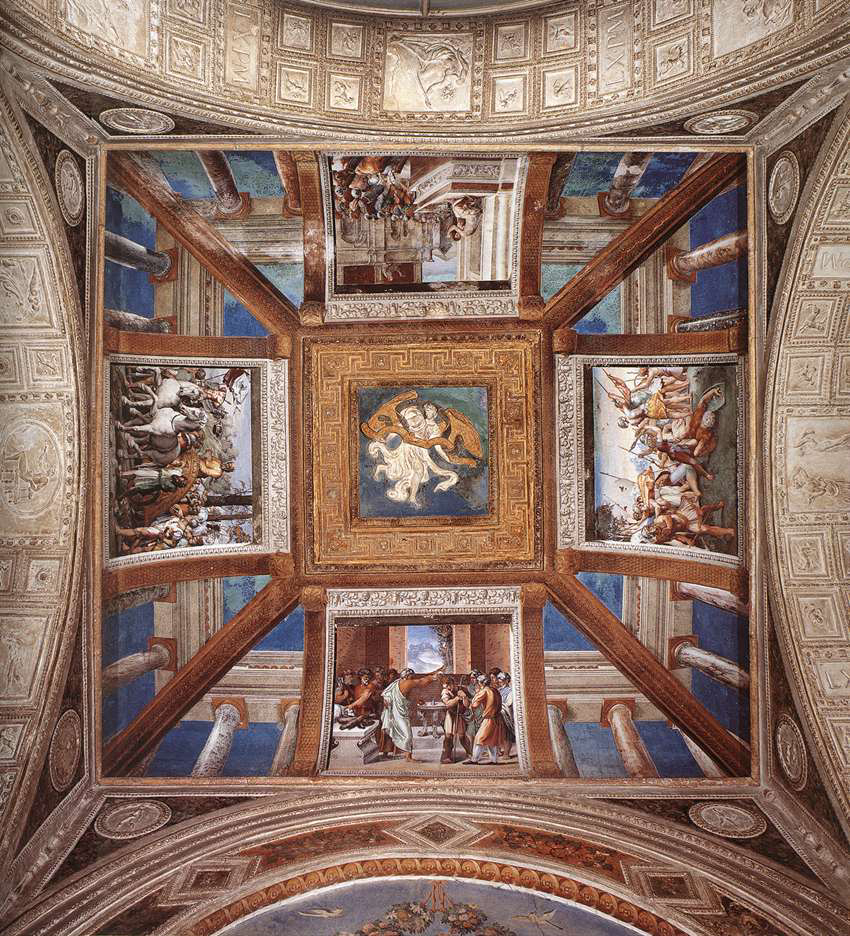
Insieme dell'undicesima volta

Nell'undicesima volticella si trovano le Storie di Davide, con la Consacrazione, lo Scontro con Golia, il Trionfo sugli Assiri e la Toeletta di Betsabea, tutte riferite a Perin del Vaga su disegno di Giulio Romano o Giovan Francesco Penni.
Non si conosce la decorazione del perduto monocromo nello zoccolo.

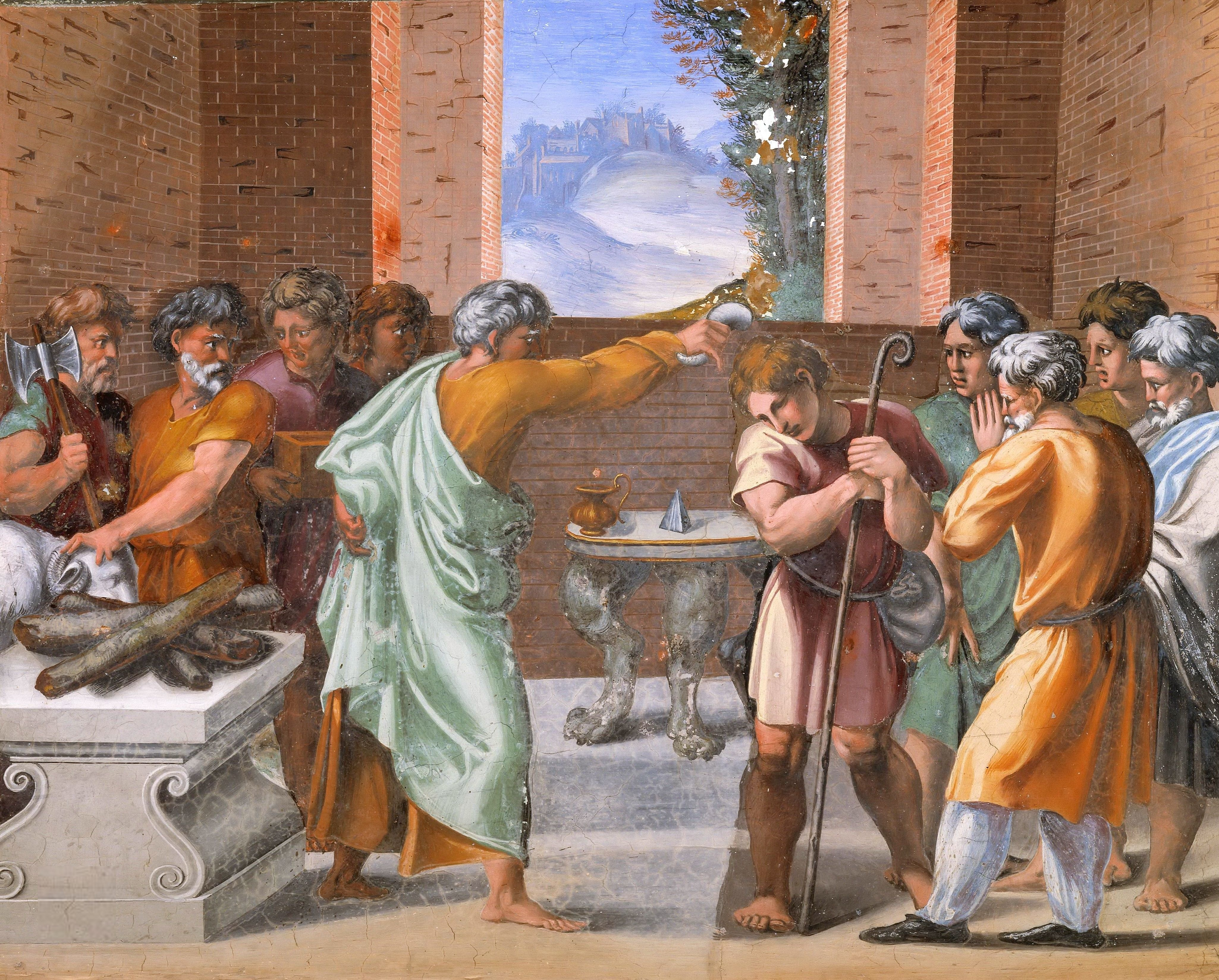
Consacrazione
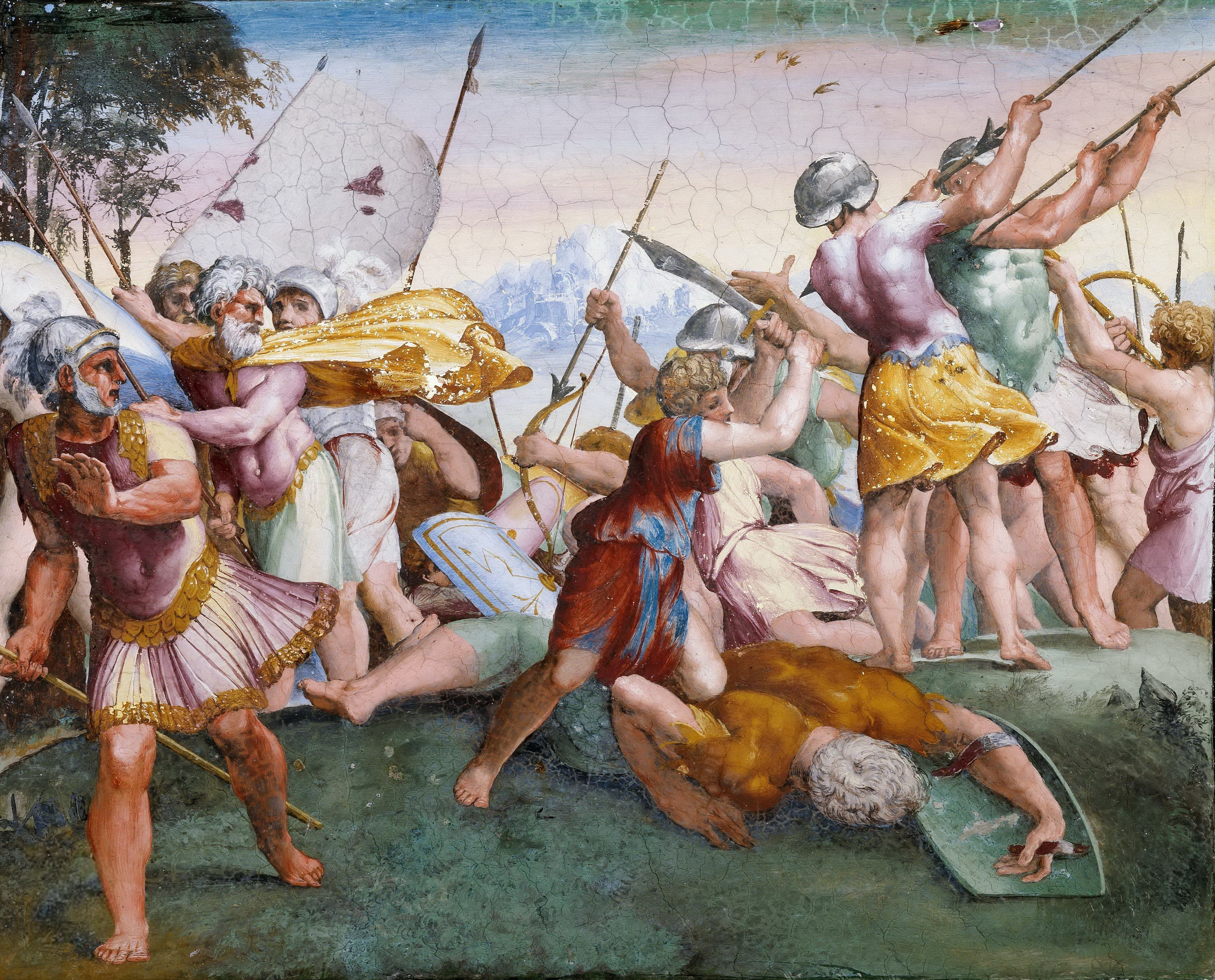
Scontro con Golia
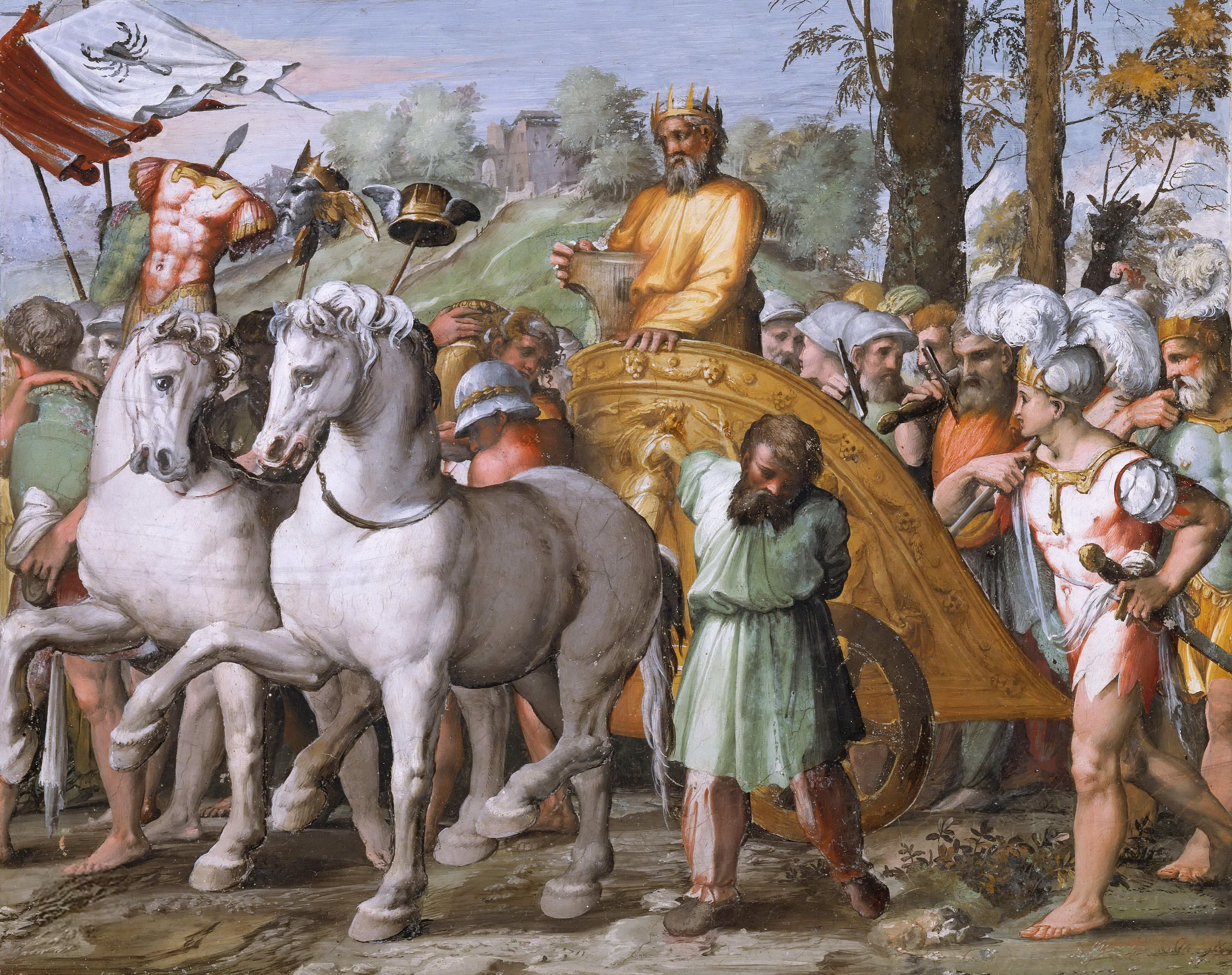
Trionfo sugli Assiri
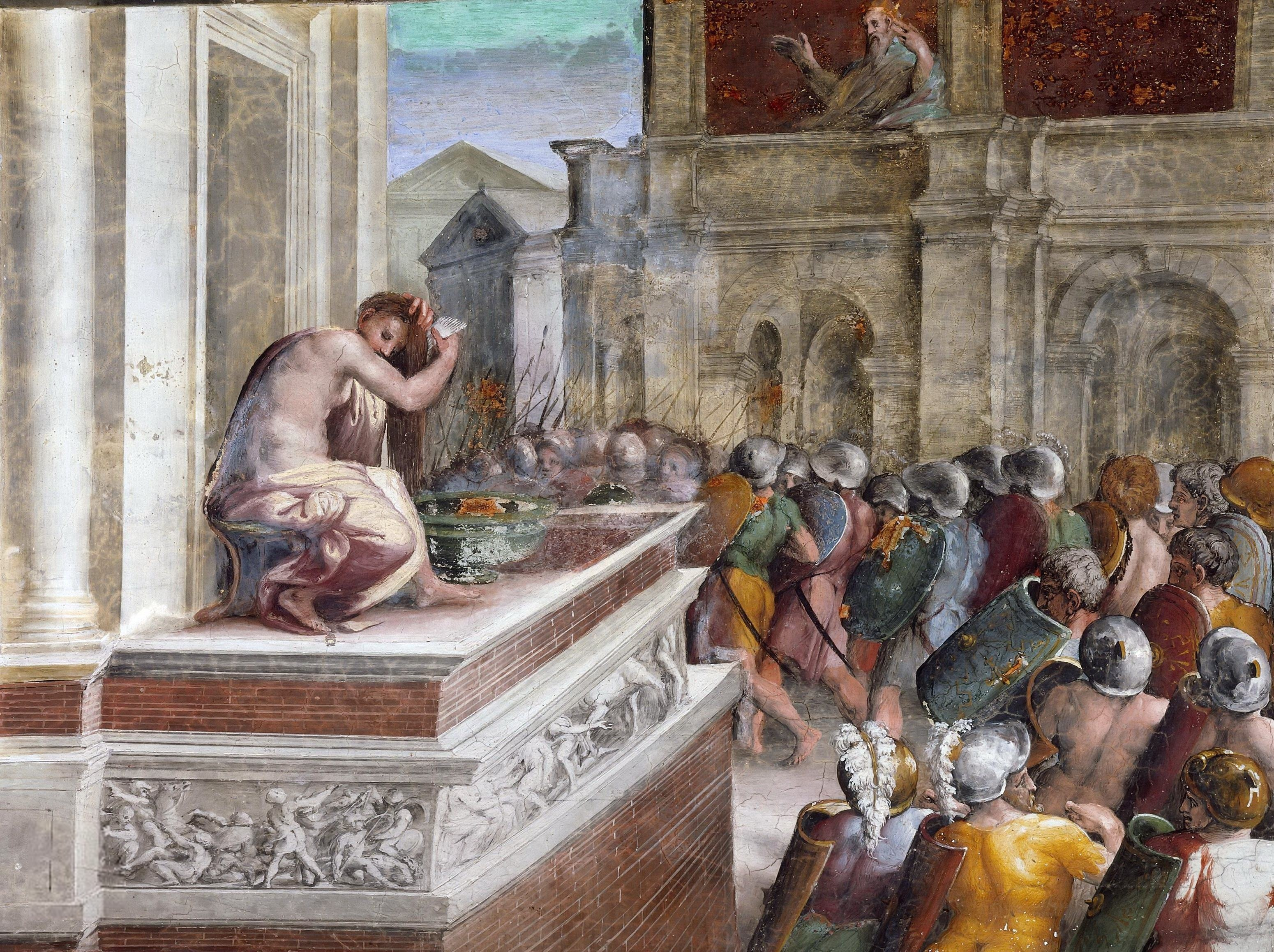
Toeletta di Betsabea

#### Dodicesima volta
La dodicesima volta è dedicata alle Storie di Salomone: Consacrazione del re, Giudizio, Incontro con la regina di Saba e la Costruzione del Tempio di Gerusalemme. Generalmente sono riferite a Perin del Vaga.
Il monocromo del basamento mostra Betsabea dinanzi a Davide.

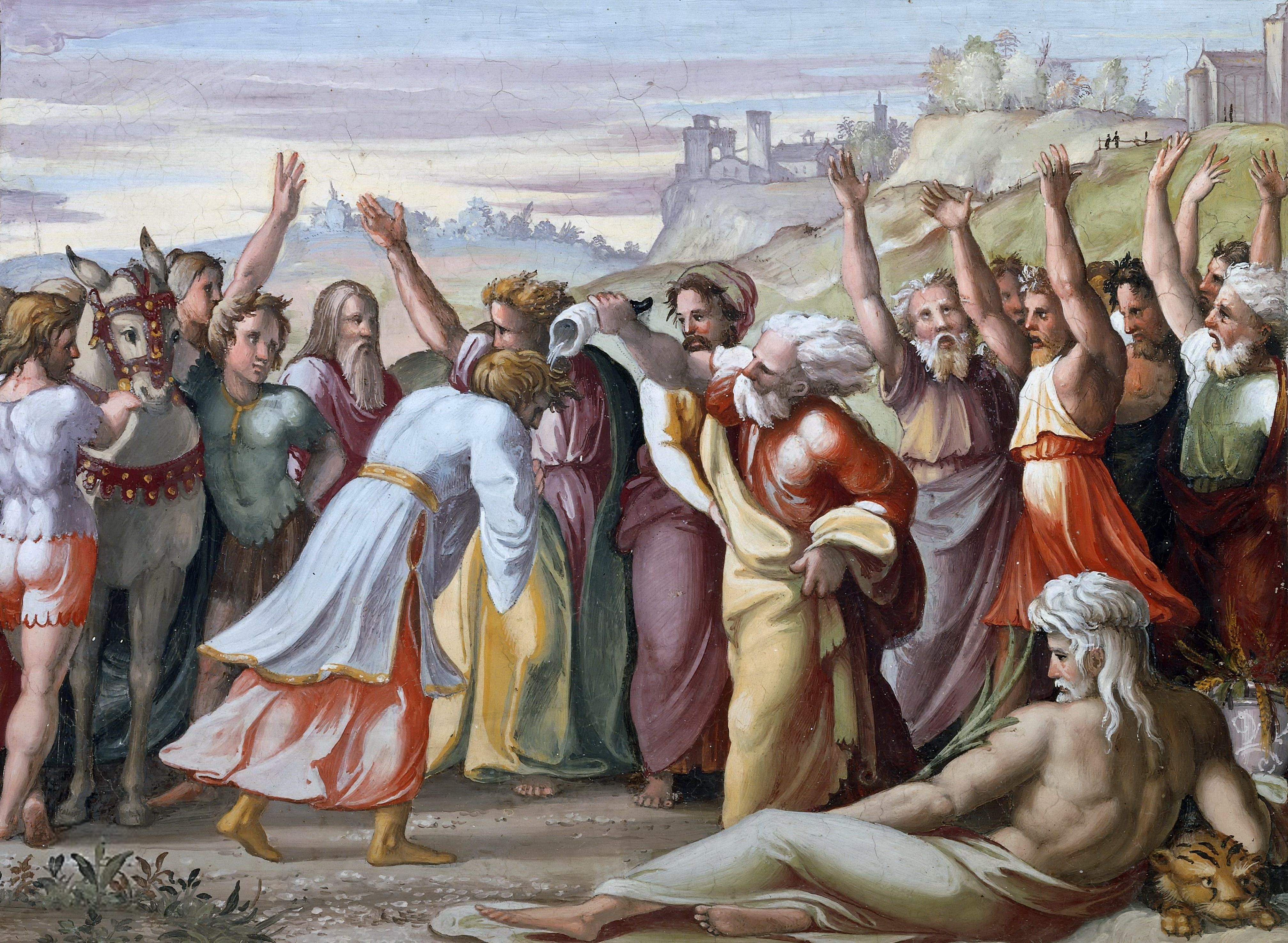
Consacrazione del re
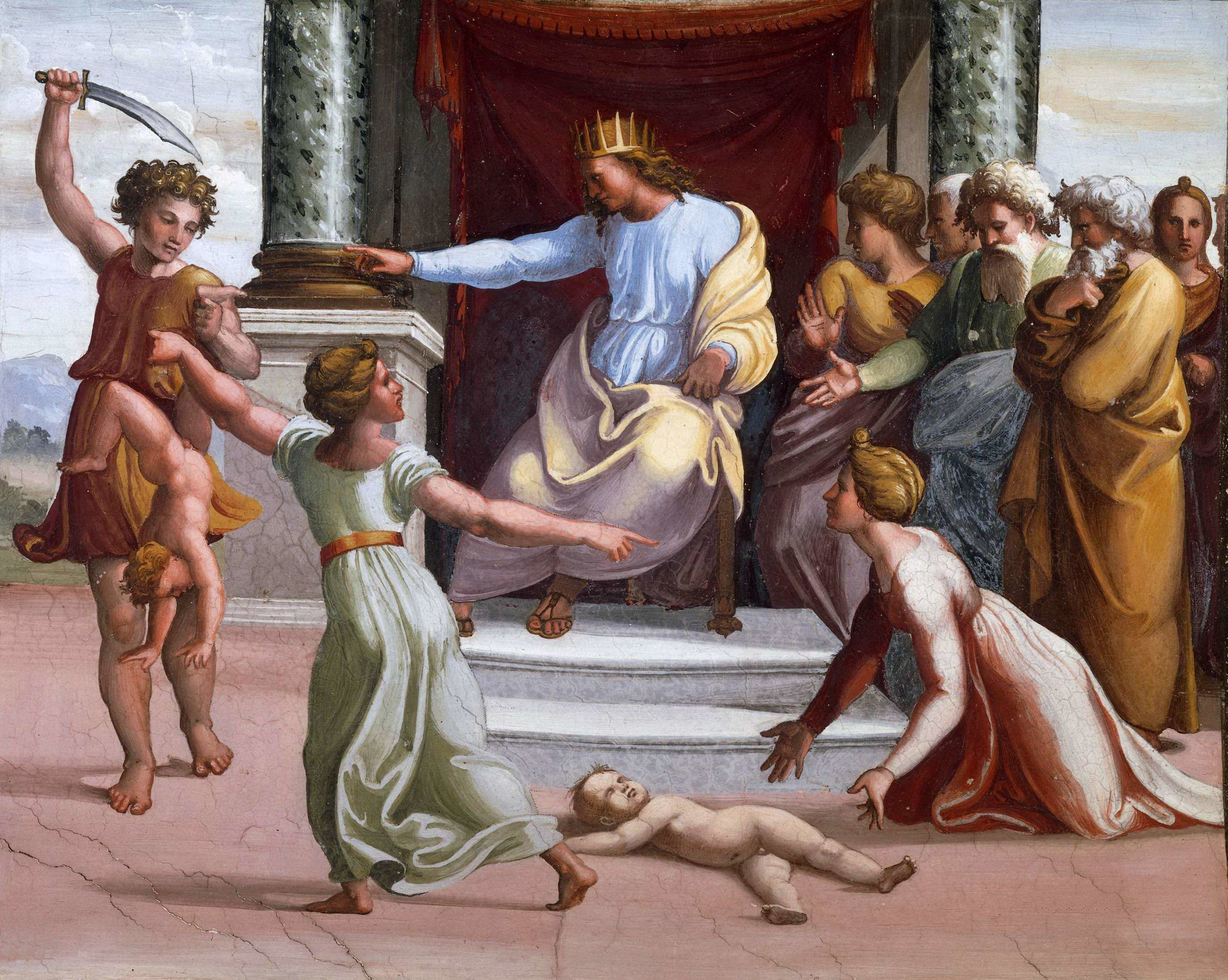
Giudizio
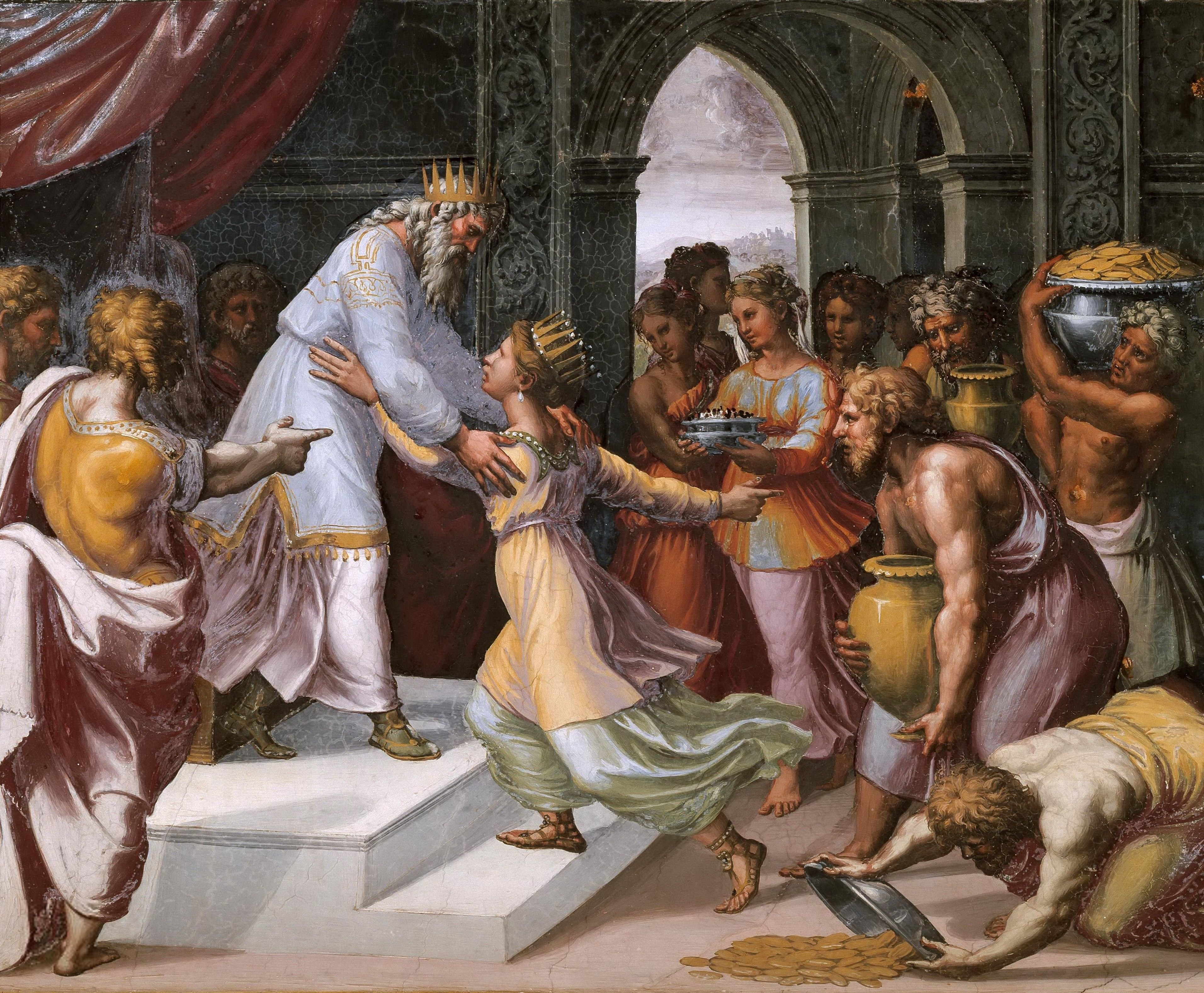
Incontro con la regina di Saba
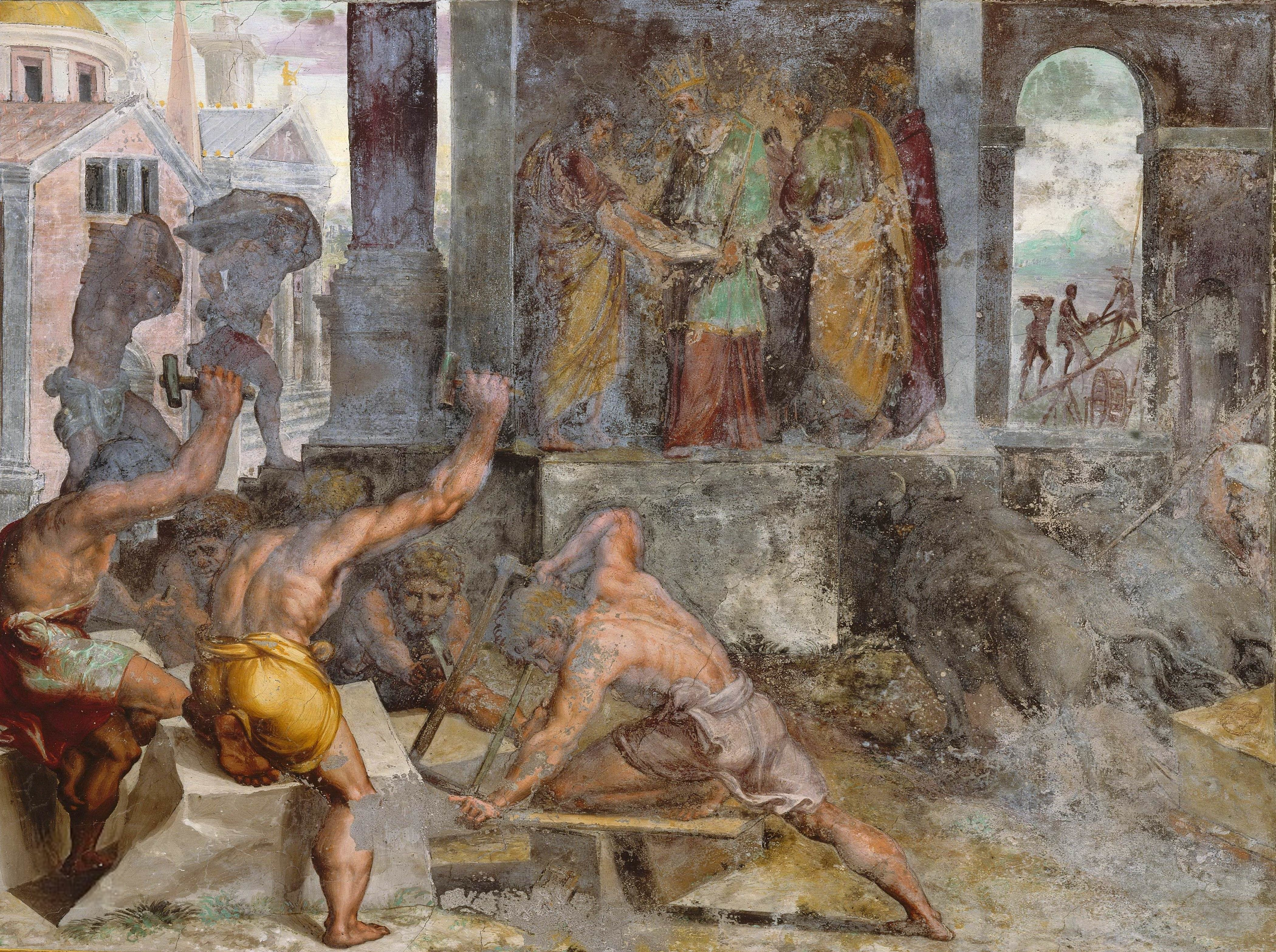
Costruzione del Tempio di Gerusalemme

#### Tredicesima volta

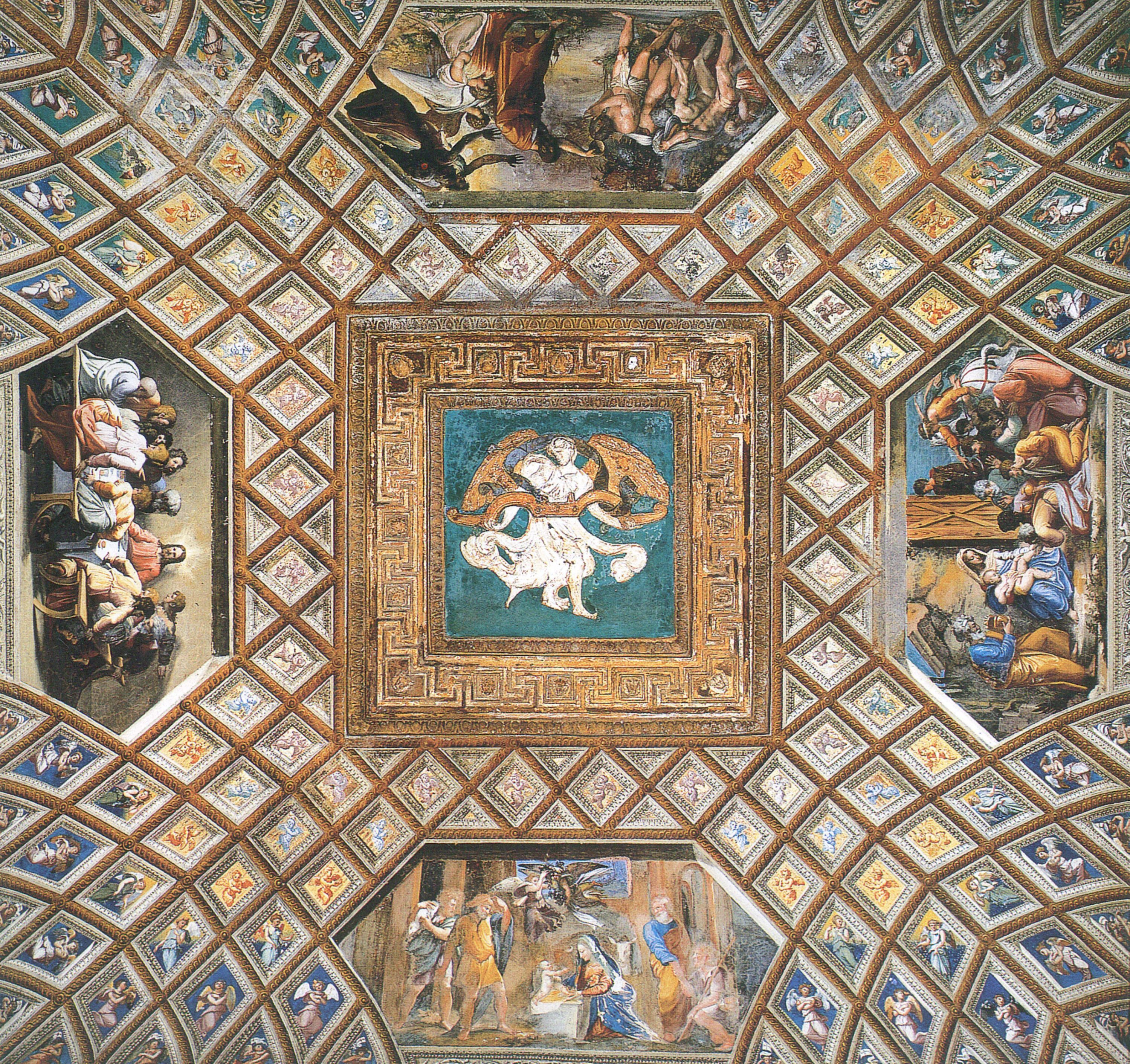
Insieme della tredicesima volta

La tredicesima e ultima volticella contiene le Storie di Cristo, tutte riferite da Vasari a Perin del Vaga, attribuzione accettata dalla maggior parte degli studiosi successivi. Filippino invece fece il nome di Tommaso Vincidor, in base a raffronti tra l'Adorazione dei pastori e l'arazzo della seconda serie vaticana dello stesso soggetto. Le quattro scene neotestamentarie raffigurate sono: l'Adorazione dei pastori, l'Adorazione dei Magi, il Battesimo e l'Ultima cena, tutte a forma esagonale.
Nel monocromo, che conclude l'intero ciclo della Loggia, si trova la Resurrezione.

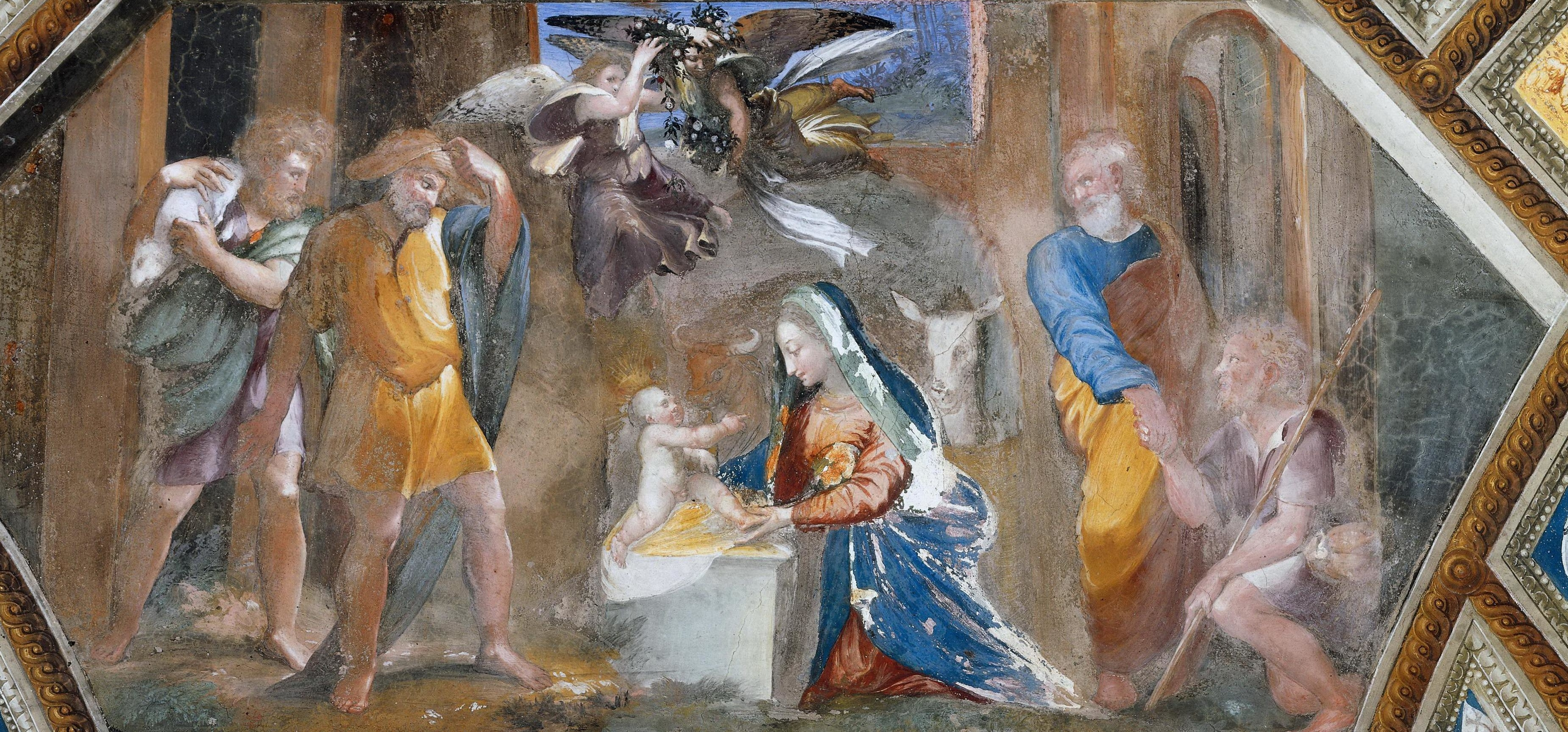
Adorazione dei pastori
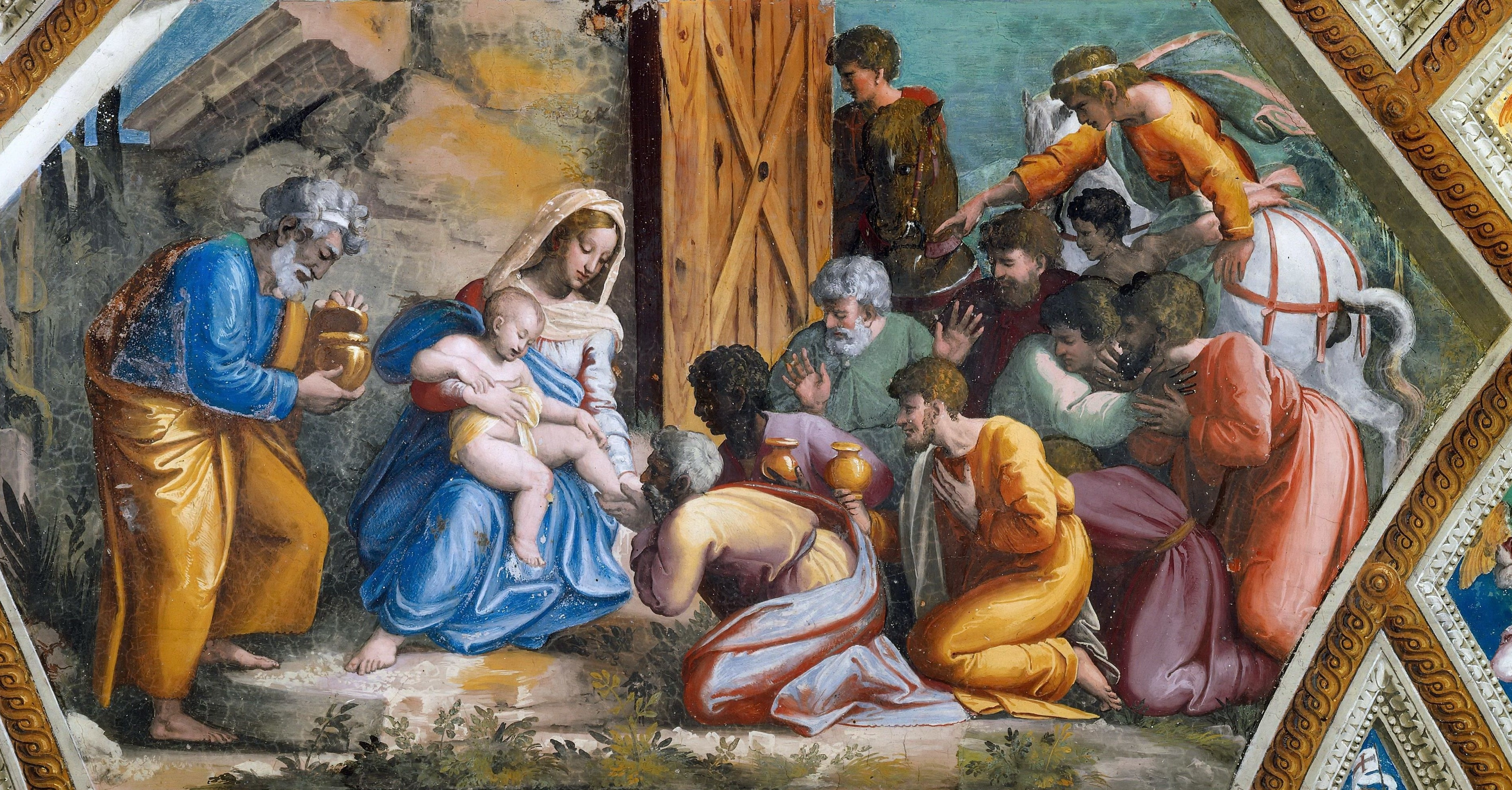
Adorazione dei Magi
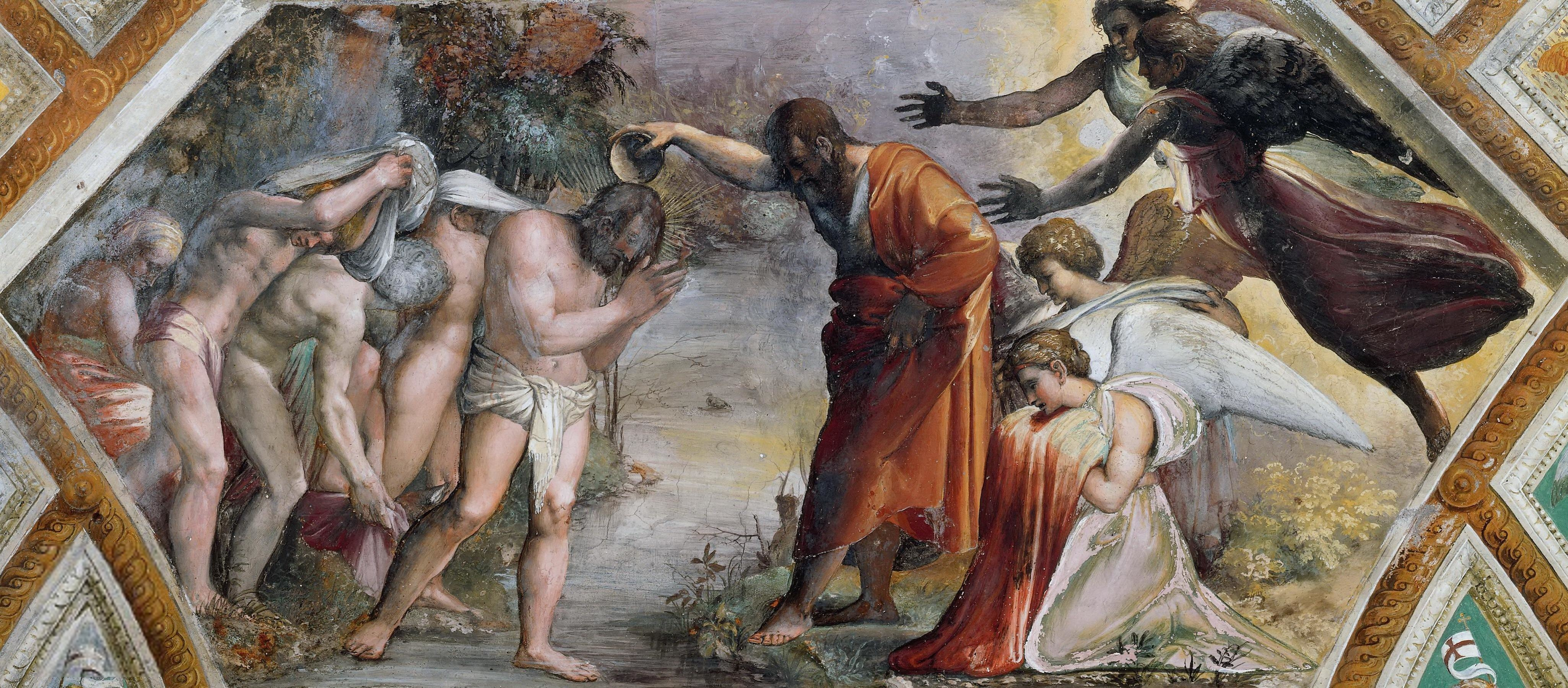
Battesimo
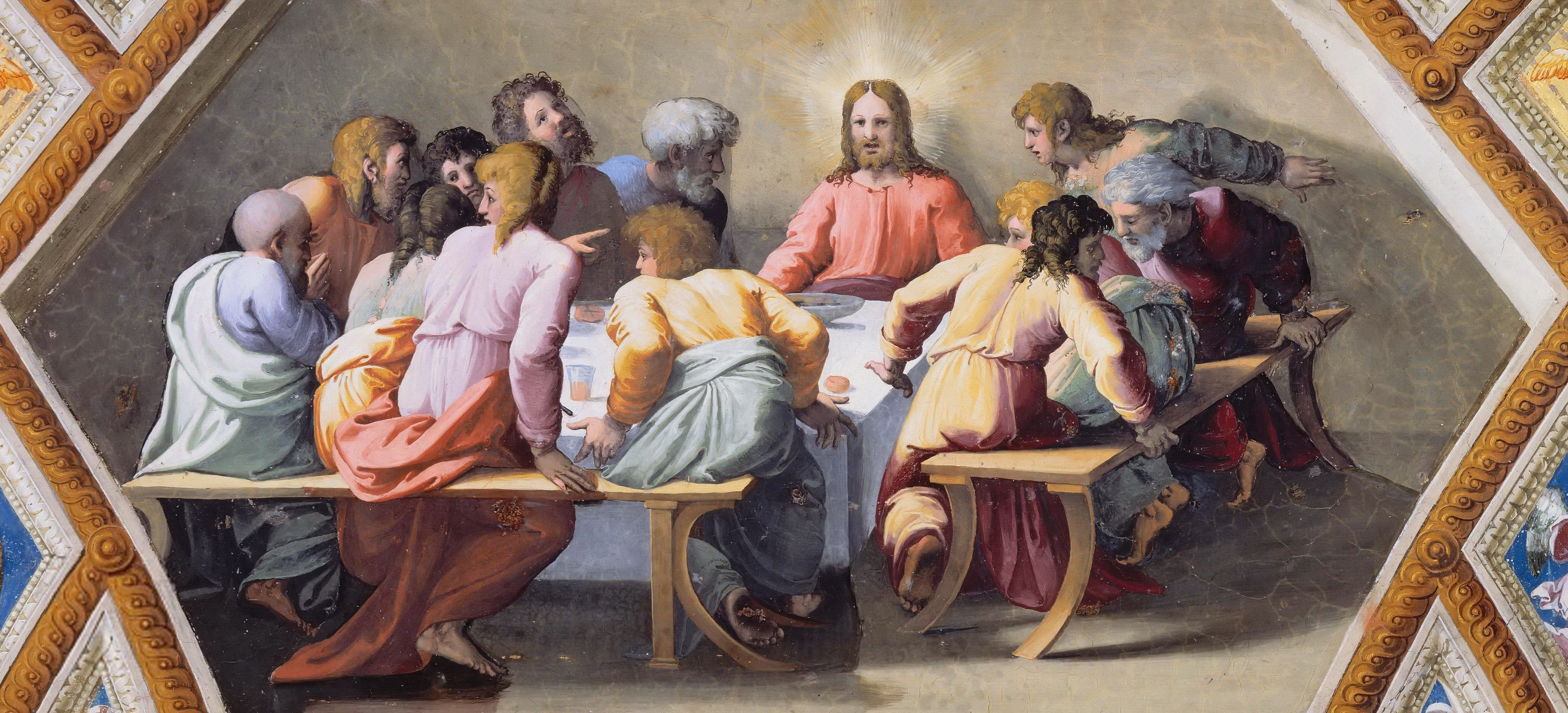
Ultima cena